# История ВМФ Великобритании

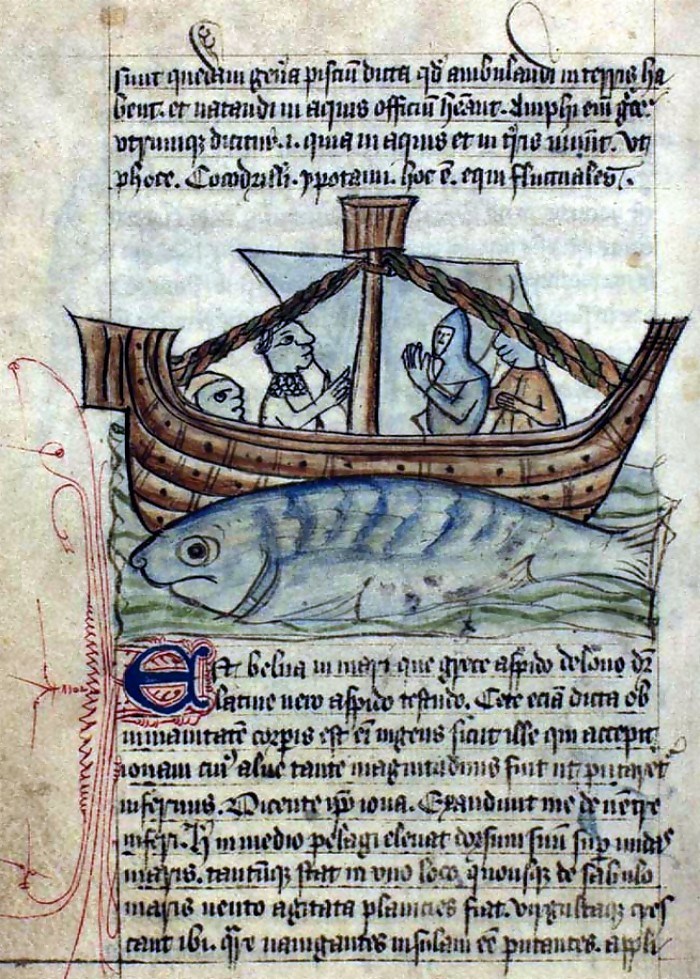
Морское судно. Миниатюра из рукописи «Бестиария Анны Уэльской» XV в. Королевская библиотека Дании

История ВМФ Великобритании официально начинается с момента образования военно-морского флота Королевства Англия в 1660 году после восстановления Карла II на троне. Впрочем, ещё до этого у англичан был свой гребной и парусный флот. С 1707 года флот стал называться официально флотом Королевства Великобритания после объединения Англии и Шотландии, за которым последовало вхождение Королевского военно-морского флота Шотландии в состав британского флота (процесс этот номинально был запущен ещё в 1603 году).

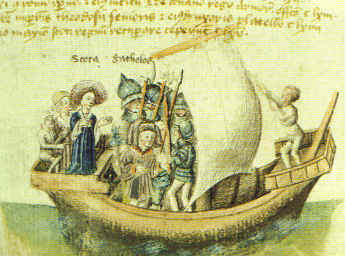
Шотландские прародители Скота и Гойдель Глас, плывущие из Египта. Миниатюра из рукописи «Шотландской хроники» Уолтера Боуэра, XV в. Библиотека Паркера Колледжа Корпус-Кристи (Кембридж)

Точную дату первого упоминания британского флота трудно установить, поскольку ещё в Средневековье король мог собирать флот для организации военных походов. Постоянным флот стал только в начале XVI века. Опыт моряки набирали в войнах с континентальными странами Европы, особенно с Францией и Голландией; к тому же эти войны привели к расширению размера флота. Кульминацией развития флота стали Наполеоновские войны, после которых военно-морской флот Великобритании стал сильнейшим в Европе.
В течение следующего относительно мирного столетия британцы, развивая промышленность и науку, не забывали улучшать свой флот, переходя от парусного флота к пароходам и броненосцам. После Первой мировой войны на смену линкорам стали приходить авианосцы, а подводные лодки стали расширять свою роль в боевых операциях. В итоге после Второй мировой войны самыми сильными в мире стали флоты США и СССР, а Великобритания утратила своё доминирующее влияние на море. Тем не менее, британский флот всё ещё остаётся одним из сильнейших флотов в мире.

## Ранние упоминания (550—1603)

### Англия

#### Основание флота
Первые упоминания о флоте со времён ухода римлян из Британии и конца эпохи Классической Британии относятся к VI—VII векам (примерно 150 лет после ухода римлян). В сочинении бриттского историка VI века Гильды Премудрого «О погибели Британии» сообщается о высадке в 449 году н. э. в Кенте войска под предводительством Хенгиста и Хорсы, «прибывшего на трёх, как они на своем языке выражаются, киулах (cēol), а по-нашему — на длинных кораблях». Эти относительно крупные гребные суда, называвшиеся также «кииле» (cyulae), по-видимому, еще не имели парусов и вмещали по 50 человек. Археологами изучены корабельные захоронения саксонцев в местечке Снейп (550 год) и кургане Саттон-Ху (625 год), которые являются подтверждением существования в те времена боевых кораблей. Нортумбрия, покорившая Остров Мэн и Англси, около 620 года отправила экспедицию в Ирландию.
Строительство флота усилилось после того, как викинги («вражеская рать» или «разбойничье войско» в Англосаксонских хрониках) стали совершать набеги на Англию в начале IX века. С 835 года развязались самые ожесточённые бои, большинство которых велось на суше, но в 851 году викинги перезимовали на острове Танет. 350 кораблей появились в устье Темзы, штурмом взяли и разрушили Кентербери, после чего в битве при Окли разбили армию викингов и тем самым «нанесли наибольшие потери армии язычников, из тех о которых мы слышали когда-либо до сего дня». В том же 851 году Этельстан Кентский, один из сыновей короля Этельвульфа, и олдермен Эклхер в морском сражении при Сэндвиче разбили викингов, захватив 9 кораблей (остальные отступили).

«Мора», флагман флота Вильгельма Завоевателя. Фрагмент гобелена из Байё

В 882 году король Альфред Великий лично участвовал в морском сражении против четырёх кораблей данов и захватил два их корабля (весь экипаж был перебит); два остальных после долгого боя также капитулировали. В 897 году по приказу Альфреда были построены новые «длинные корабли […] которые были вдвое длиннее других […] имели шестьдесят весел […] были и быстрее и устойчивее, а также выше других». Эти корабли использовались для рейдов против пиратов в Восточной Англии и Нортумбрии. На побережье Девоншира флот Альфреда заманил в ловушку шесть кораблей датчан и силами девяти собственных кораблей разгромил датчан: те суда, которые избежали разгрома, потом сели на мель.

#### Саксы и даны

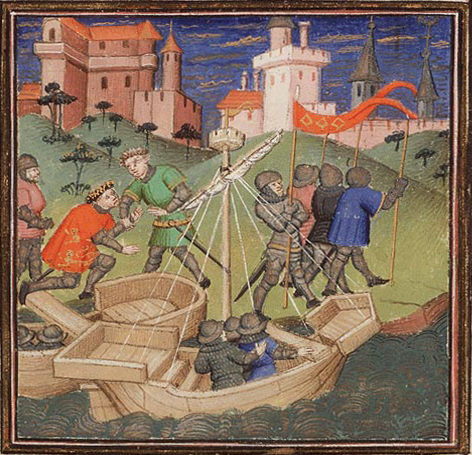
Высадка Вильгельма Завоевателя в Англии (1066). Миниатюра из «Зерцала исторического» Винсента из Бове (нач. XV в.)

Облик английских кораблей к 930-м годам сформировался благодаря стараниям короля Альфреда. В 934 году король Этельстан снарядил флот для похода в Шотландию при поддержке сухопутных сил. При короле Эдгаре ежегодно в манёврах были задействованы около тысячи кораблей, в число которых входили торговые суда, суда с припасами и маленькие лодки. В 992 году флот был сконцентрирован в порту Лондона для борьбы с Олафом Трюггвасоном. Были постоянные попытки создать постоянный флот, однако это не спасало англичан от нашествий викингов. В 1003 году в Англию вторгся норвежский король Свен, ставший позднее королём Англии как Свен I Вилобородый, а в 1016 году Англию покорил уже Кнуд Великий, будущий король Дании, Англии и Норвегии.
В 1008 году во время войны против Свена король Этельред II приказал построить государственный флот, который был собран уже через год. Флотом командовал Бритрик, брат Эдрика Стреоны, олдермена Мерсии. Однако в стане англичан появились разногласия: морским командирам король не доверял. Так, Эльфрик, олдермен Мерсии, был лишён своей должности после того, как выдал тайну строительства флота датчанам; к тому же он ещё и совершил неудачный поход в Нормандию. Командовавший флотом Бритрик усугубил ситуацию и раздоры, обвинив своего подчинённого Вульфнота из Сассекса (вероятного отца эрла Годвина Уэссекского) в предательстве и попытке помочь Свену. Тот, отрицая причастность к переговорам со Свеном, всё же тайно отвёл треть флота. Бритрик, погнавшийся за ним, попал в шторм. Корабли Вульфнота вернулись обратно и сожгли весь флот англичан, прежде чем сбежать из страны.

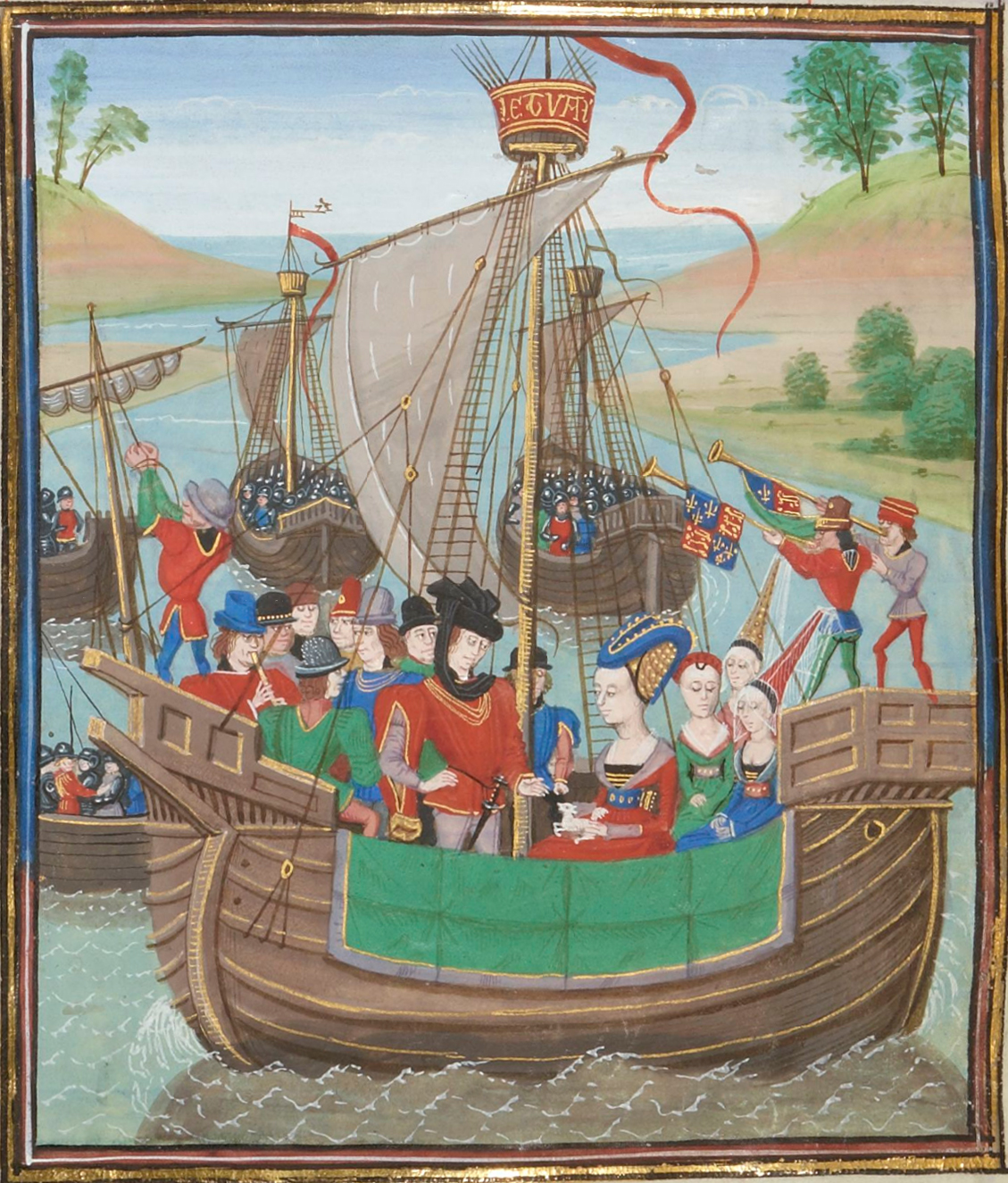
Английские суда на миниатюре с изображением возвращения Изабеллы Французской в Англию в 1326 году из «Хроник» Фруассара (сер. XV века)

При короле Кнуде снаряжалась специально английская экспедиция для закрепления власти Кнуда в Норвегии. Соратники Кнуда делали всё возможное, чтобы укрепить его личный флот: в 1012 году йомсвикинг Торкелль Длинный (будущий эрл Восточной Англии) увёл к датчанам корабль с 80 членами экипажа. Эрл Годвин Уэссекский также представил датскому королю Хардекнуду корабль с 80 людьми на борту (по-видимому, тогда это была средняя численность экипажа). После 1016 года у Кнуда были 16 боевых кораблей, в том числе и 120-вёсельный главный корабль. Преемник Хардекнуда, Эдуард Исповедник, сократил размер флота, отдав 14 кораблей, но затем понял, что с эрлом Годвином и его последователями, которые были сосланы из-за отказа наказать жителей Дувра, справиться без флота не удастся. Годвин и его сыновья разделили свои силы между Фландрией и Дублином, что позволило им провести высадки на остров Уайт и на побережье Юго-Восточной Англии и даже заручиться поддержкой от местного флота Кента. Годвин вынудил короля принять свои условия, но продержался на вершине власти недолго.
В 1054 году Сивард, эрл Нортумбрии возглавил морской поход в Шотландию, в ходе которого был побеждён король Макбет. В 1063 году Эдуард Исповедник направил флот из Бристоля через Уэльс для борьбы с местным правителем Грифидом ап Лливелином.

#### После норманнского завоевания

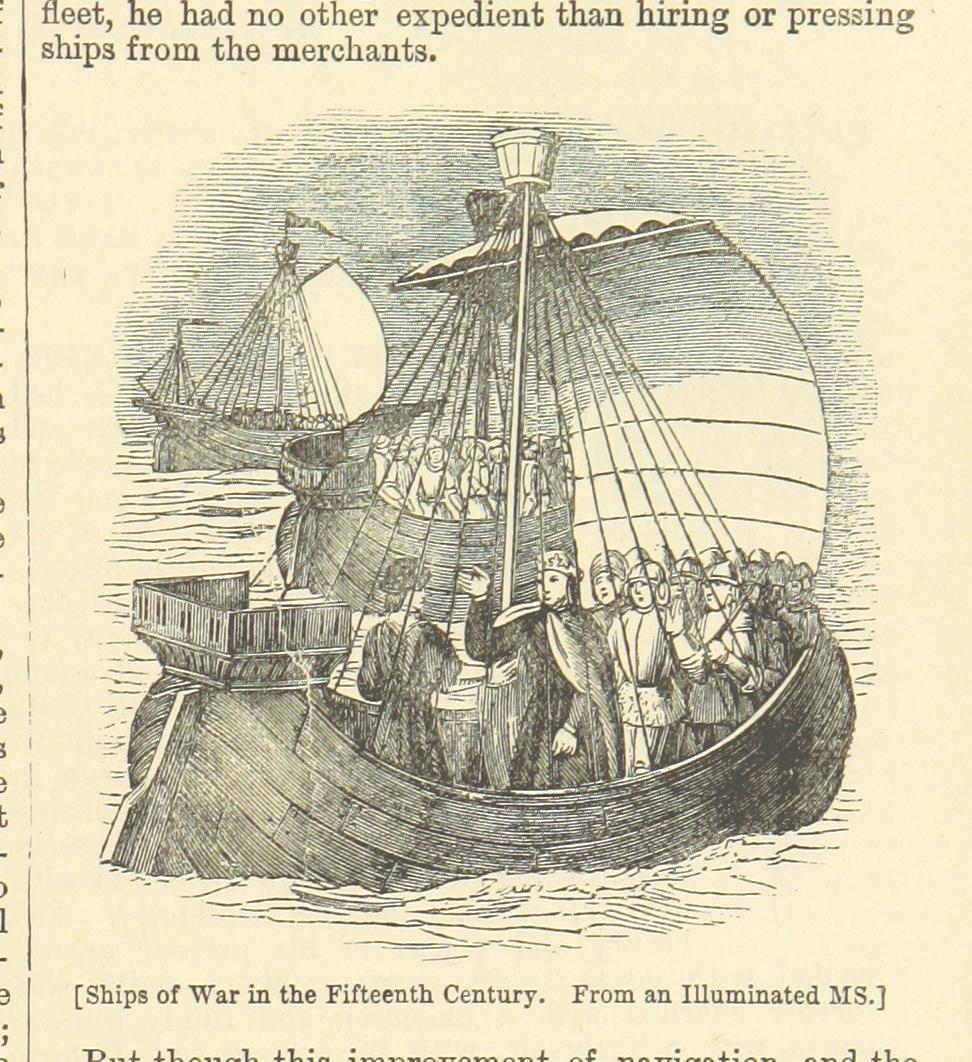
Военные корабли XV в. по средневековым миниатюрам. Илл. из лондонского издания «Истории Англии» Дэвида Юма 1891 г.

Будущий король Англии норманнского происхождения Вильгельм I, высадившийся в 1066 году и разбивший Гарольда II в битве при Гастингсе, фактически перестал использовать флот, отправив его только один раз в 1072 году в Шотландию. К началу XII века англичане перестали совершать морские походы. Только в 1141 году король Генрих II Плантагенет собрал флот для похода в Ирландию; также ещё 167 кораблей отплыли из Дартмута для борьбы за Лиссабон против мавров. Ещё в 1155 года норманнские правители собрали флот, чтобы обеспечивать регулярное морское сообщение между Британскими островами и континентальной Европой, обязав Пять портов построить им 57 кораблей с экипажем 21 человек каждый. Хронист Ричард из Девайзеса так описывает строительство осенью 1189 года Ричардом Львиное Сердце флота для крестового похода в Палестину: «Это была большая и кропотливая работа. Первый корабль имел три отдельных руля, тринадцать якорей, тридцать весел, два паруса и три набора канатов всех видов… Был назначен опытный капитан и четырнадцать слуг ему в подчинение. На корабль были погружены сорок ценных коней, обученных для сражений, и оружие для такого же количества рыцарей. К ним добавили сорок пехотинцев, пятьдесят матросов и продовольствия на год для этого количества людей и коней… Богатства короля, чрезвычайно большие и бесценные, пошли на строительство этих кораблей».

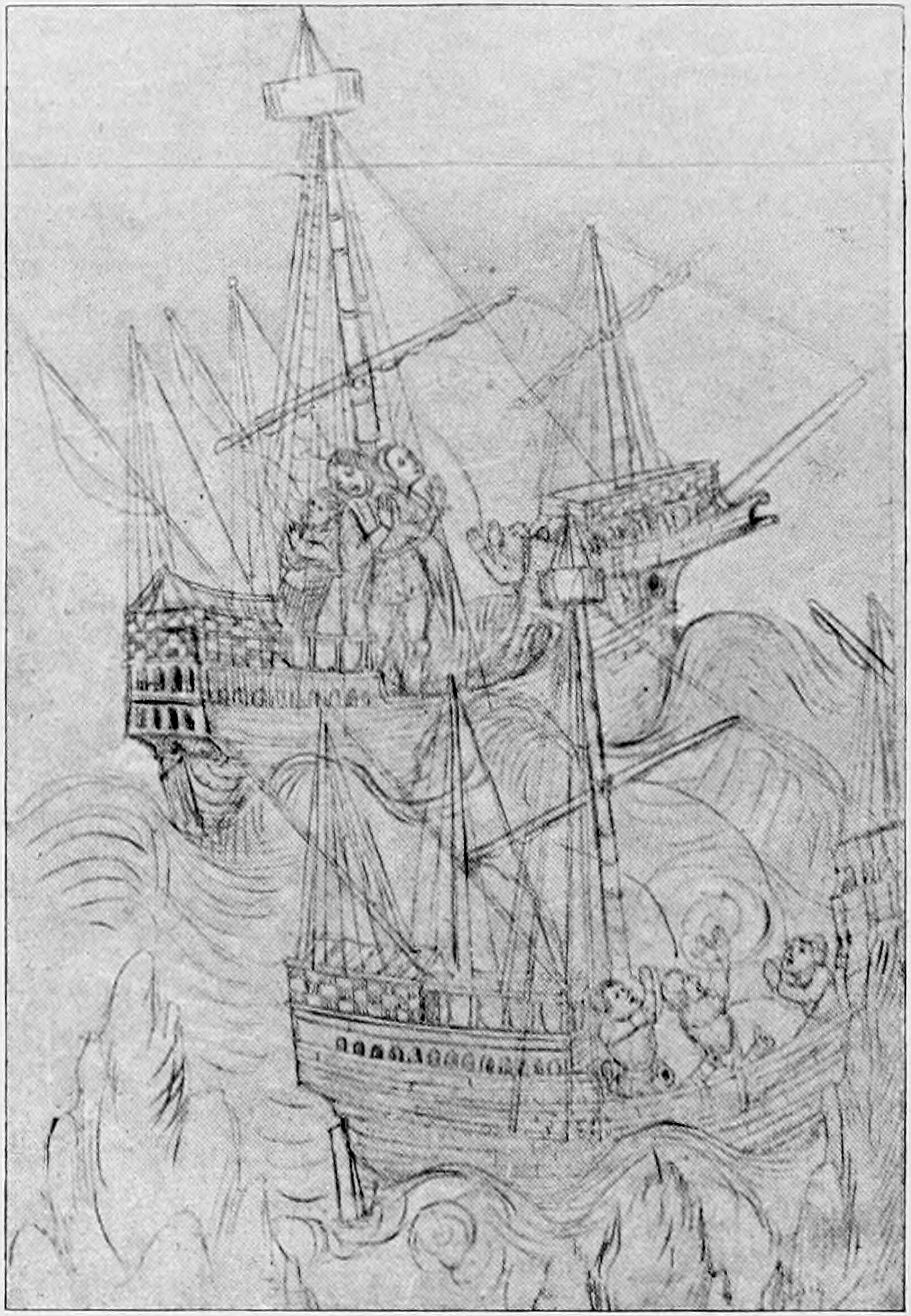
Боевые каракки Генриха VII. Рис. из «Истории Ричарда Бошана» Джона Роуза (1490)

В начале XIII века флот возглавляет Уильям Рутемский, который во главе флота галер отправился в поход против короля Франции Филиппа II. В 1206 году по приказу короля Иоанна было поручено строительство ещё 54 королевских галер, которое шло с 1207 по 1211 годы и обошлось казне в 5 тысяч фунтов. Флот стал чаще предпринимать атакующие действия: Уильям Длинный Меч, 3-й граф Солсбери возглавил флот во время похода во Фландрию и сжёг в порту города Дамме почти весь французский флот. Развивалась и флотская инфраструктура: в 1212 году в Портсмуте появилась своеобразная морская база, которая могла обслуживать не менее 10 кораблей. Однако планы английской короны изменились после того, как в 1214 году в результате поражения при Бувине король Иоанн Безземельный утратил Нормандию, а собранный им флот из 500 кораблей не помог вернуть эти земли. В итоге флоту впервые за долгие годы пришлось задумываться об отражении возможных вторжений и вести оборонительные бои (одним из подобных эпизодов стала Первая баронская война), а также оборонять торговые маршруты в Гасконь.
Впоследствии корабли чаще используются во время различных походов как силы поддержки: в 1282 году при Эдуарде I сенешаль Гаскони Люк де Тани захватил Англси, а позднее Эдуард II пытался устроить блокаду Шотландии, которая оказалась неэффективной. Расходы на флот были значительными: двадцать 120-вёсельных галер были заказаны в 1294 году из-за страха перед возможным французским вторжением. В конце XIII века образуются Северный и Западный флот, командующими которыми становятся адмиралы. Должность Лорда-адмирала Англии была введена в 1408 году.
В годы Столетней войны через Ла-Манш совершались морские рейды, но в основном единичные из-за неэффективных коммуникаций. Флот играл роль разведки, нападал на торговые суда и боевые корабли: всё захваченное делилось победителями. Господство англичан на море закрепилось после того, как в битве при Слёйсе 160 английских кораблей Эдуарда III (в основном торговые суда) разгромили французский флот, заперев его в порту, и захватили 180 кораблей. Первым крупным морским сражением в истории Англии стала битва при Винчелси, известная как «битва испанцев на море». Кастилия, которая была союзницей Франции, отправила группу крупных судов, которые стали заниматься грабежом и разбоями. Эдуард III незамедлительно атаковал испанцев и, несмотря на преимущество испанцев в вооружении, добился победы, захватив 14 кораблей противника. В то же время при дворе появляется должность Клерка королевских кораблей (англ. Clerk of the King's Ships): с 1344 года занимающий эту должность руководит личными королевскими судами (до 34 штук). К середине XIV века состав флота Англии насчитывал около 700 кораблей.
Война опустошила английскую казну, и с 1370-х годов англичане вынуждены были вести переговоры с купцами о покупке кораблей или аренде. Купцы выступали против подобных сделок, которые заключались 22 раза с 1338 по 1360 годы. Содержание кораблей обходилось очень дорого, и при Ричарде II у Англии остались только четыре корабля, а к 1409 году всего два. Пришедший к власти Генрих V занялся восстановлением флота, приказав построить ряд «балингеров» и «больших кораблей»: если в 1413 году кораблей было всего шесть, то к августу 1417 года их насчитывалось 39, в том числе и большой 1400-тонный «Грейс Дью» (ныне он покоится на дне реки Хэмбл). Англичане продолжали удерживать контроль за Ла-Маншем, окончательно добив французский флот в 1417 году. Двумя годами ранее высадка Генриха V привела к победам под Арфлёром и Азенкуром, однако в 1422 году Генрих V скончался, и флот распустили. Последовавший крах осады Орлеана и перелом в войне привёл к тому, что Англия, доминировавшая большую часть Столетней войны, потерпела итоговое поражение и потеряла все свои французские владения, кроме Кале, под которым разгорелась битва в 1458 году. В 1475 году Эдуард IV проводит одну из редких высадок во Францию после подкупа со стороны французского короля.
Англия, ослабленная войной Алой и Белой роз, не занималась строительством кораблей до 1480-х годов, пока на суда не стали ставиться регулярно орудия. В 1487 году на корабле Regent были установлены 225 небольших пушек типа «серпентина». В 1495 году в Портсмуте возводится первый в истории сухой док.

#### Рождение английского регулярного флота (1485—1603)

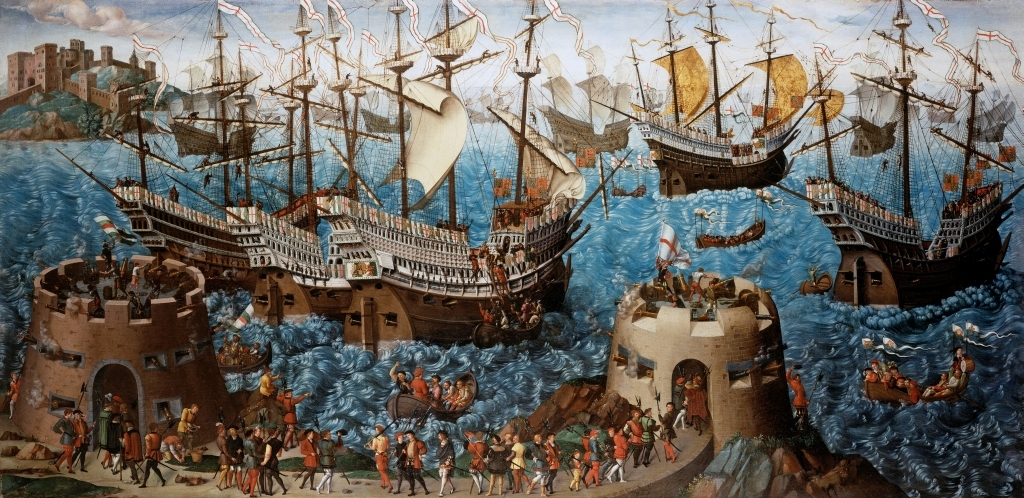
Отправление Генриха VIII из Дувра для встречи с Франциском I на «Поле золотой парчи» (1520). Эстамп Джеймса Базира с оригинала XVI в.

«Генри Грейс э’Дью» в представлении художника кон. XIX в. Уильяма Митчелла

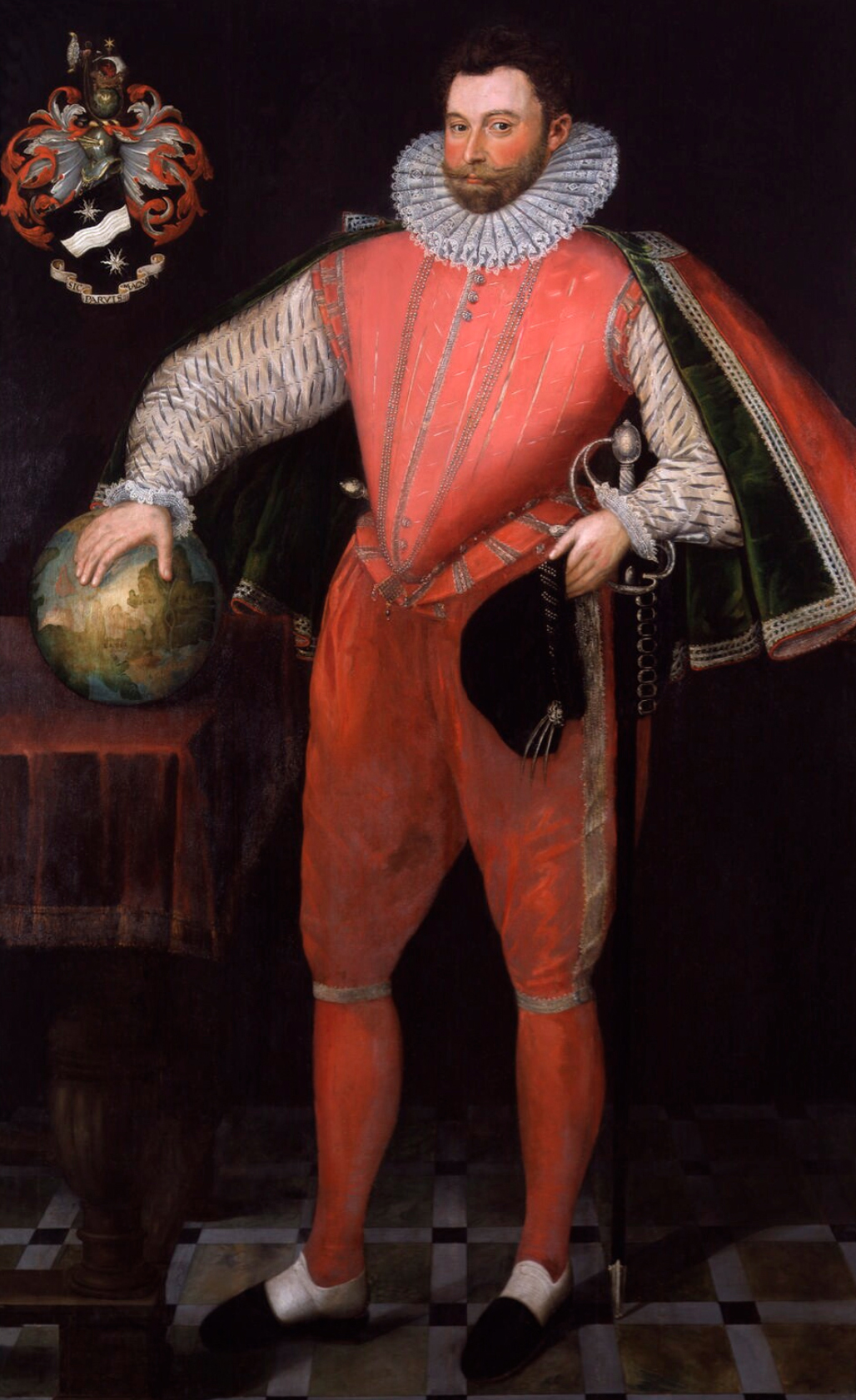
Сэр Фрэнсис Дрейк

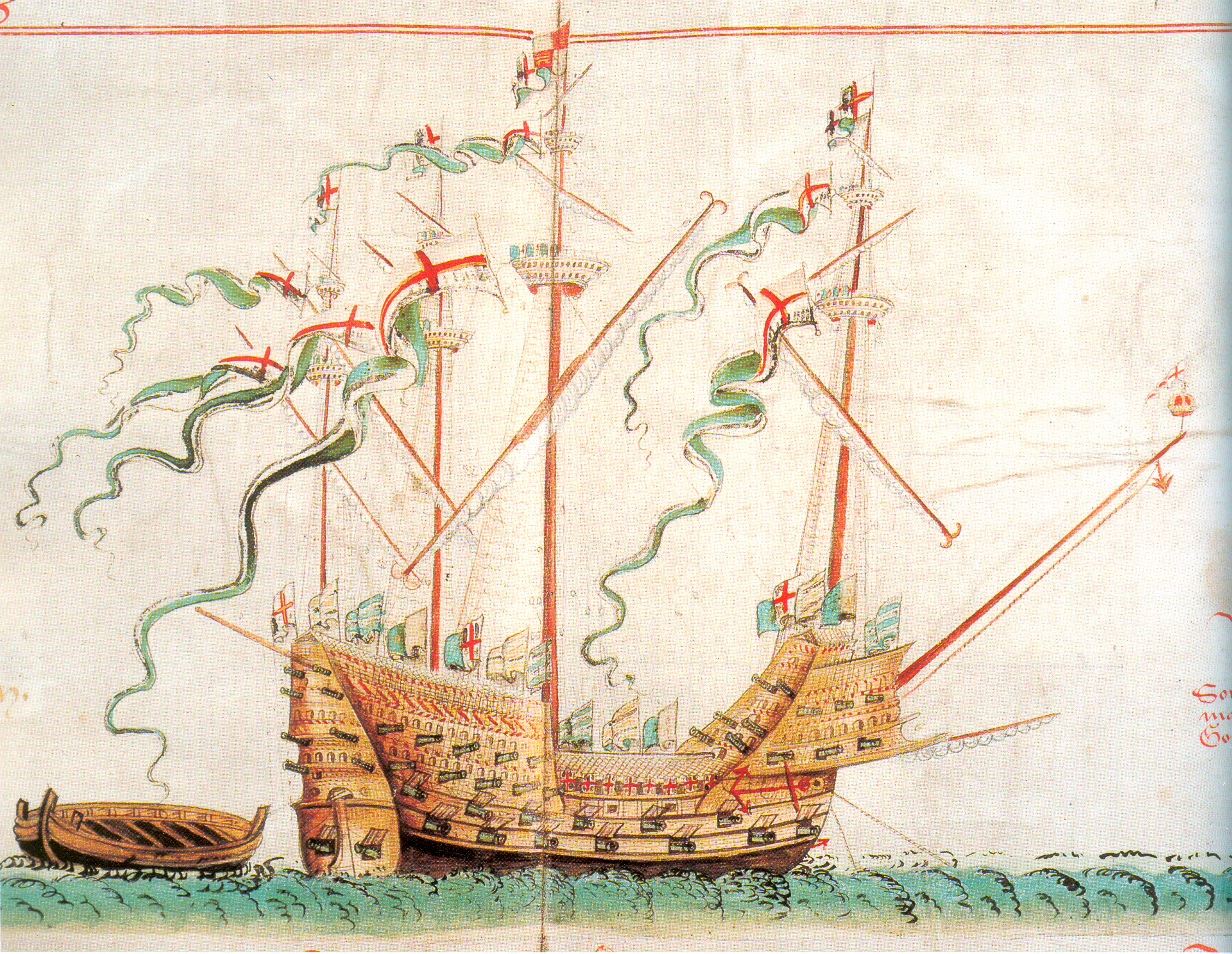
Изображение «Генри Грейс э’Дью» на свитке Энтони

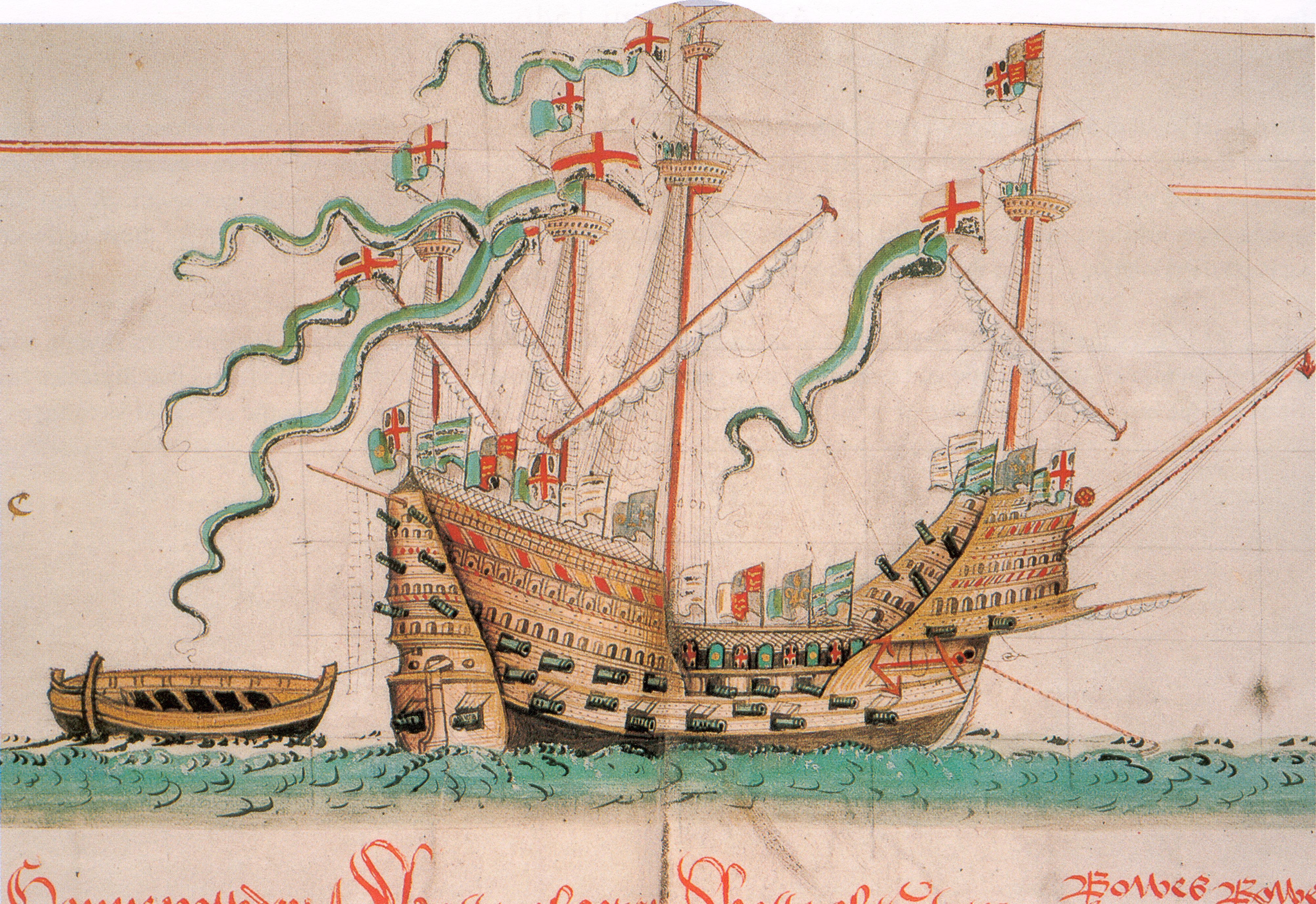
Изображение «Мэри Роуз» на свитке Энтони

Первая реформа Королевского флота, как тогда его называли, произошла в XVI веке при Генрихе VII, который стал заниматься финансированием флота за счёт пошлины на импорт. Базой кораблей служил Тауэр. Флот расширился с пяти кораблей в 1509 году до тридцати в 1514 году, среди которых были «Генри Грейс э’Дью» водоизмещением в 1500 тонн и «Мэри Роуз» водоизмещением в 600 тонн. Большая часть кораблей была построена после 1525 года, но на деньги от продажи монастырей (тогда Генрих VIII разорвал отношения с Папой римским): на эти же деньги строились форты и блокпосты. В 1544 году английский флот захватил Булонь, в ответ на что французская армия Франциска I высадилась на острове Уайт. Англичане и французы сошлись в бою в проливе Солент: исход боя остался неопределённым, но англичане потеряли «Мэри Роуз», которая из-за порыва ветра стала крениться на правый борт и затонула почти со всем экипажем и артиллерией.

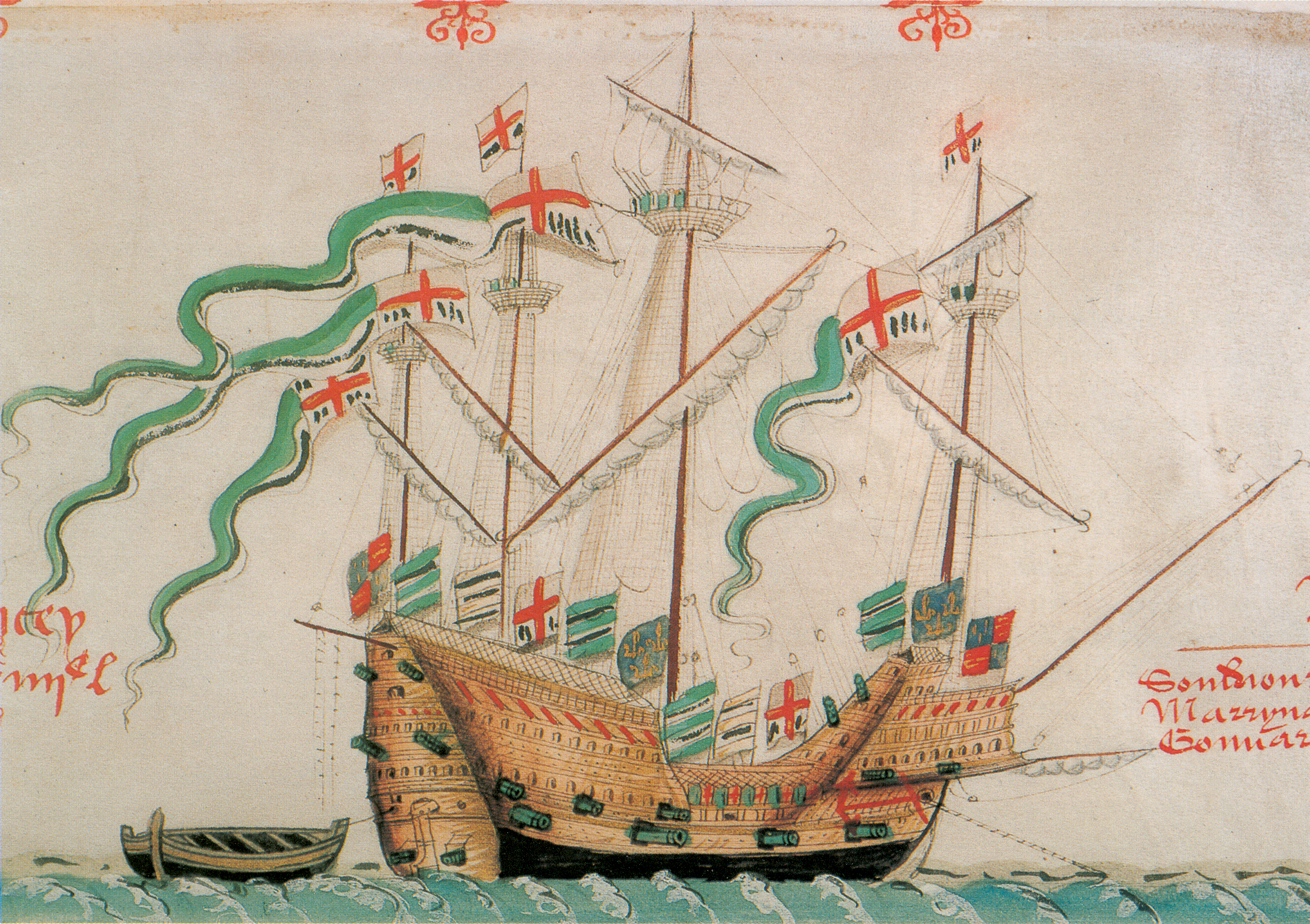
Изображение «Понси» на свитке Энтони

В 1540 году был опубликован подробный и довольно точный документ: т. н. «свиток Энтони», в котором содержались предельно полные сведения о кораблях английского флота и их характеристиках (экипаж, размеры, паруса, вооружение). Там были представлены боевые каракки, галеры, галеасы и пиннаки. В числе карракк были известные корабли: «Мэри Роуз», «Питер Помигрэнит», «Панси» и «Генри Грейс э’Дью». К моменту кончины короля Генрих VIII в 1547 году флот составлял 58 кораблей, однако при этом вооружённые торговые суда, принадлежавшие частным лицам, составляли большую часть того самого флота. Новообразованному английскому флоту довелось принять участие в Итальянской войне, в ходе которой англичане вели бои против французского флота. В 1550-е годы некоторые английские корабли с экипажем уплыли во Францию, скрываясь от английской королевы Марии и испанского короля Филиппа II, яростных католиков. Позднее эти корабли занимались пиратством в Ла-Манше, и в июле 1556 года шесть подобных кораблей были захвачены в порту Плимута.
Преемники короля Генриха VIII, Эдуард VI и Мария I, не уделяли должного внимания флоту, снизив его обязанности до банальной береговой обороны, но Елизавета I сделала морской флот главной ударной силой Англии. Именно при Елизавете I в 1588 году Англия пережила одну из самых серьёзных войн в своей истории и первое серьёзное испытание для своего флота: Испания, которая тогда была сильнейшей европейской державой как на суше, так и на море (её флот был главной морской силой), решила своими военно-морскими силами свергнуть власть Елизаветы I и добиться восстановления католицизма в Англии. Ещё двумя годами ранее испанцы готовили подобный поход, но вовремя вмешался Фрэнсис Дрейк, который разгромил испанские корабли в портах Кадиса и Ла-Коруньи. «Непобедимая армада» численностью около 130 кораблей отплыла 29 мая 1588 из Лиссабона, но уже с самого начала её стали преследовать штормы. Армада планировала добраться до испанских владений в Нидерландах и перебросить оттуда войска в Англию.
Однако планы испанцев сорвались: тому виной были ошибки в планировании похода, блокада пролива голландцами, несогласованность с сухопутными частями, разыгравшиеся по пути многочисленные бури и, конечно, сопротивление английского флота. Елизавета I сильно рисковала, поддерживая английских пиратов, которые не только занимались обычным грабежом торговых кораблей, но и по приказу королевы вступали в бой со всеми, кто угрожал Англии. Самыми известными «пиратами на службе Её Величества» были Джон Хокинс и Фрэнсис Дрейк, которые грабили испанские корабли, шедшие из Нового Света с золотом и серебром на борту. Именно они сыграли важнейшие роли в разгроме испанской «Непобедимой армады»: 5 августа 1588 в Гравелинском морском сражении большая часть личного состава испанской армады была перебита, и в Испанию вернулись не больше половины кораблей, которых старательно добивали англичане. Победа над испанцами стала большим шагом вперёд в развитии флота: английские моряки и флотоводцы умело использовали последние достижения науки и техники и изобрели несколько новых тактических приёмов, позволивших им разгромить превосходящий по численности испанский флот.
В 1589 году Фрэнсис Дрейк попытался ответить тем же образом испанцам, но его экспедиция окончилась неудачно, а вот в 1596 году один из героев борьбы против Непобедимой армады, граф Чарльз Говард нанёс серьёзное поражение испанцам, сорвав их дальнейшие планы по походам на Англию. Джон Хокинс и Мартин Фробишер в 1589—1590 годах, совершив каперский рейд на Азорские острова, организовали фактическую блокаду испанского побережья, и в дальнейшем при королеве Елизавете I англичане продолжали совершать набеги на испанские порты, занимаясь грабежом торговых судов.
По версии историка Джеффри Паркера, полностью снаряжённый многопушечный корабль, каковые появились в составе флота Англии, стал величайшим достижением науки и техники XVI века, которое повлияло на дальнейшее развитие флота и тактики морских сражений. Именно в 1573 году англичане представили первую концепцию «дредноута»: быстрого и мощного парусного корабля, который мог маневрировать лучше своих современников и был лучше вооружён по сравнению с ними. Появление корабельной артиллерии снижало необходимость в абордаже, поскольку теперь можно было уничтожить вражеское судно, не сближаясь с ним вплотную. По силе своего флота Англия уступала только Испании и Франции, но стремительно сокращала разрыв в развитии.

### Шотландия

Военно-морской флаг Шотландии

Королевский флот Шотландии (англ. The Royal Scots Navy), известный также как Старый флот Шотландии (англ. Old Scots Navy) — военно-морские силы Королевства Шотландия, существовавшие де-юре вплоть до 1707 года. Флот был объединён с английским после заключения сначала договора об Унии (1706 год), а затем и непосредственно Акта об Унии (1707 год). Впрочем, и до этого ещё с 1603 года шотландский и английский флоты действовали как единая сила (со времён воцарения на престоле Якова I).
Хотя у правителей королевства Островов был большой флот из галер в XIII—XIV веках, о шотландском флоте почти ничего не говорится в документах времён войн за независимость Шотландии. После становления независимости Шотландии король Роберт I Брюс решил заняться развитием шотландского судоходства и шотландского флота. В конце своего правления он посетил Западные острова, которые входили во владения правителей королевства Островов и были не слишком сильно верны шотландской короне. Там он возвёл королевский замок на озере Ист-Лох-Тарберт в Аргайле, чтобы устрашить стремившихся к независимости островитян. Казначейские рукописи 1326 года содержат записи о том, как некоторые вассалы на западном побережье оказывали помощь Роберту Брюсу, предоставляя корабли и экипажи. Возле своего дворца в Кардроссе на реке Клайд король и провёл последние дни, занимаясь судостроительством. На момент смерти 1329 года был построен королевский мановар наподобие корабля викингов.

#### Расширение в XV веке
В XV веке король Шотландии Яков I заинтересовался кораблестроением и судоходством своего государства, вследствие чего заложил судостроительную верфь, дом для производства и продажи морских принадлежностей и мастерскую в Лите. В 1429 году Яков отправился на одном из кораблей на Западные острова, чтобы обуздать там своих вассалов, а в тот же год шотландский парламент принял закон, по которому с каждых четырёх мерков земли на севере и западе и ещё с шести морских миль от побережья Шотландии для королевского флота должны быть предоставлены по одному гребцу. С этим распоряжением шотландцы почти на два века опередили англичан, разработавших закон о «корабельных деньгах». Преемник Якова I, Яков II, занялся внедрением артиллерии и порохового оружия в армию и флот. Яков III и Яков IV продолжили строить флот: при Якове III флот состоял из 38 кораблей, а в стране было две верфи. Дополнительно в 1493 и 1503 годах шотландский парламент потребовал от всех феодалов, чьи владения были на побережье, возвести 20-тонные «буши» (англ. busches), в экипаж которых должны были набираться неработающие трудоспособные мужчины.

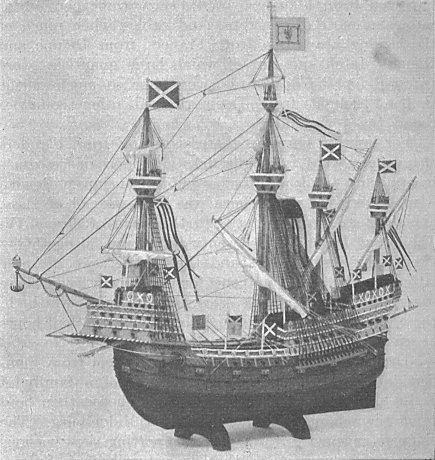
Модель корабля «Грейт Майкл» в Королевском музее

Король Яков IV преуспел в создании истинно королевского флота. Недовольный побережьем Лита, Яков сам заложил новую гавань в Ньюхэвене (Эдинбург) в мае 1504 года и через два года приказал возвести доки в Эйрте. Их часть в Форте была защищена укреплениями на острове Инчгарви. Величайшим достижением стало строительство корабля «Грейт Майкл» (англ. Great Michael) — крупнейшего на тот момент шотландского судна. Строительство обошлось казне в 30 тысяч фунтов. Заложено судно было в 1506 году, спуск на воду состоялся 11 октября 1511 в Ньюхэвене, и корабль отплыл из Форта в Эйрт для дальнейшего обслуживания. В 1514 году он был продан французам за 40 тысяч франков.

#### Закат эпохи
В 1560 году в Шотландии реформация привела к смене правительства на лояльное к англичанам. Необходимость в содержании громадного количества кораблей снизилась. В 1603 году был заключён Союз корон, и необходимость в существовании отдельного Королевского флота Шотландии уменьшилась, поскольку шотландскому королю Якову VI, ставшему королём Англии Яковом I в распоряжение был предоставлен весь английский флот, способный защищать интересы Шотландии и принимать в свой личный состав шотландских офицеров.
С 1603 года вплоть до 1707 года у Англии и Шотландии были де-юре отдельные флоты, которые действовали вместе де-факто. Последним командиром Королевского флота Шотландии был Томас Гордон, командовавший кораблём Royal Mary в Северном море, перешедший на службу в 1705 году на Royal William и произведённый в коммодоры в 1706 году. После Акта об унии 1707 года Королевский флот Шотландии был объединён с Королевским флотом Англии, а корабли Томаса Гордона были переименованы в Glasgow и Edinburgh соответственно. Своё имя сохранил только Dumbarton Castle.

## Развитие британского флота

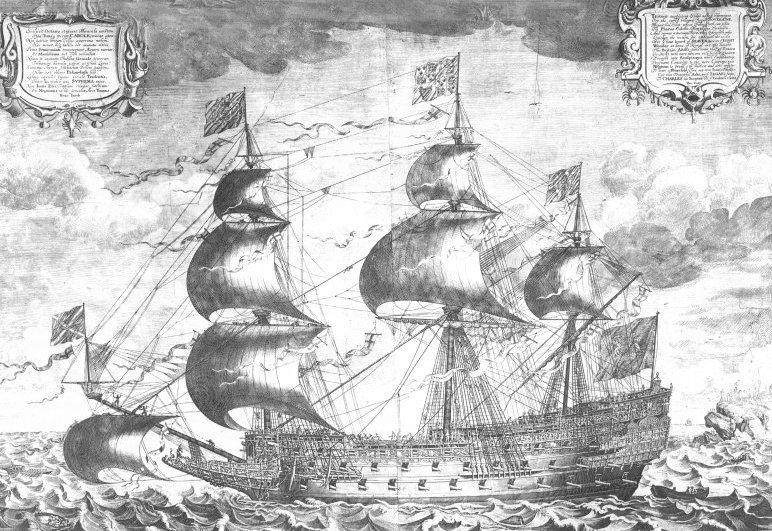
Парусный линейный корабль «Соверин оф зе Сиз» (1636)

После объединения флотов Англии и Шотландии в британском флоте настали трудные времена: эффективность резко снизилась, а воровство и каперство не позволяли навести на нём порядок вплоть до 1618 года. Яков I, заключив мир с Испанией, вынужден был объявить пиратство вне закона. В XVII веке англичанами были построены 1200-тонный трёхпалубный корабль «Принс Ройял», первый в своём роде (начало века), и 100-пушечный корабль 1 ранга «Соверин оф зе Сиз», спущенный на воду в Вулвиче в 1637 году, разработчиком которого стал мастер Финеас Петт. В целом, при короле Якове флот переживал не лучшие времена: экспедиции против алжирских пиратов в 1620—1621 годах, набеги на Кадис в 1625 году и экспедиция в Ла-Рошель в 1627—1628 годах закончились неудачами.

### Расширение флота (1642—1689)

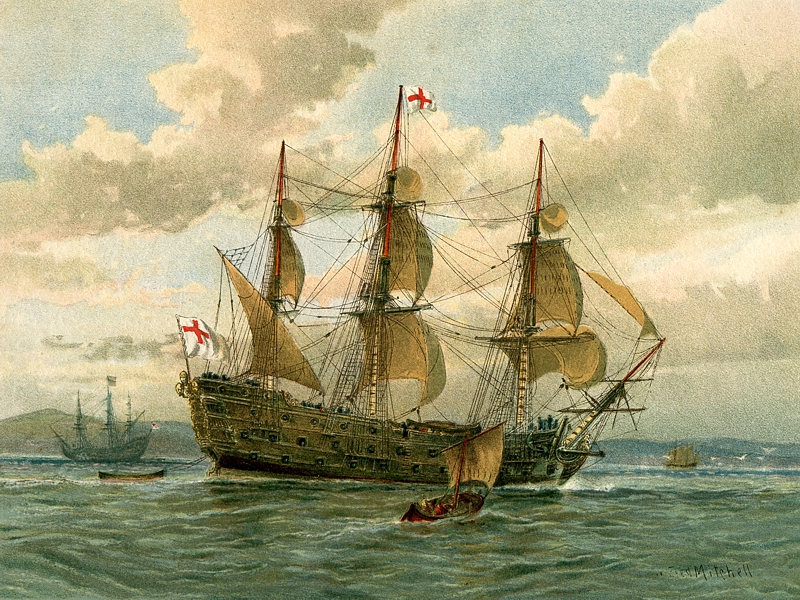
Британский парусный линейный корабль 1650 г. Худ. Уильям Митчелл

Карл I взимал корабельные деньги с 1634 года, и этот непопулярный налог стал одной из предпосылок к гражданской войне в Англии 1642—1645 годов. В самом начале войны флот, состоявший из 35 кораблей, ушёл на сторону Парламента. Во время войны роялисты использовали ряд небольших судов, чтобы блокировать порты и поддерживать свои собственные войска. Позднее они объединились в одну большую силу. Карл сдался шотландцам и сговорился с ними для вторжения в Англию в годы гражданской войны 1648—1651 годов. В 1648 году взбунтовалась часть флота Парламента, ушедшая к роялистам. Однако адмирал Роберт Блейк разоружил весь роялистский флот, прибывший в Испанию.

Парусный линейный корабль 1 ранга «Британия» (1682). Неизвестный худ.

Казнь Карла I форсировала расширение флота, которое было вызвано ещё и увеличением числа потенциальных и действовавших врагов Англии: в 1650-е годы началось массовое строительство кораблей. Эта вторая реформа флота проводилась под руководством «морского генерала» (так называли ранее современных адмиралов) Роберта Блейка во время Английской республики Оливера Кромвеля. В 1651 году «Акт о навигации» привёл к прекращению торговли с Голландией, и с 1652 по 1674 годы между англичанами и голландцами разразились три войны, вызванные отчасти и конкуренцией в торговле. С 1650 по 1654 годы были построены 40 новых кораблей, которые участвовали во множестве сражений в Ла-Манше и Северном море против голландского флота. В феврале 1653 года для голландцев был закрыт Ла-Манш, и те вынуждены были вернуть свои суда в свои голландские порты. Блокада голландского побережья усилилась после того, как в битве при Габбарде английский флот во главе с «морским генералом» Джорджем Монком разбил голландцев, не потеряв ни одного корабля. В конце концов, голландцы признали Акт о навигации, и англичане выкупили все голландские торговые корабли.
Во время английского Междуцарствия сила флота значительно выросла не только в количестве кораблей, но и в уровне важности в рамках английской политики. Восстановленная монархия заполучила в своё распоряжение весь флот и продолжила его расширение, сделав ставку на крупные корабли и обеспечение сильной обороны при Карле II. В момент после завершения реставрации Стюартов в распоряжении флота было 40 кораблей численностью 3695 человек. Управление флотом было улучшено стараниями сэра Уильяма Ковентри и Сэмюэла Пипса, начавших свою службу в 1660 году после реставрации Стюартов. Среди всех морских чиновников именно Пипс стал наиболее известным благодаря своему дневнику, а за время его 30 лет управления произошли серьёзные изменения в управлении флотом. Вводившиеся ad hoc процессы помощи флоту были заменены регулярными программами снабжения, строительства, оплаты и т. д. Им был составлен и так называемый «список флота», который закрепил процесс продвижения моряков по службе. В 1683 году был образован Совет снабжения продовольствием (англ. Victualling Board), который определил рацион моряков. В 1655 году адмирал Блейк разгромил берберских пиратов и вступил в сражения против испанцев в Карибском море, захватив Ямайку.

Четырёхдневное сражение 1-4 июня 1666 г. Худ. Питер Корнелис ван Суст

В 1664 году англичане в ходе второй англо-голландской войны захватили Новый Амстердам (будущий Нью-Йорк). В 1666 году флот принца Руперта Пфальцского был разбит голландцами в Четырёхдневном сражении, но через месяц голландцы потерпели поражение про Орфорднессе. В 1667 году голландцы под командованием талантливого адмирала де Рюйтера провели удачный рейд на Медуэй, ворвавшись в Чэтемские доки и уничтожив добрую часть английских кораблей, что стало самым тяжёлым поражением в истории британского флота — историки сравнивали это с разгромным поражением британских войск на холме Маджуба от буров и даже с падением Сингапура, захваченного в 1942 году японцами; ещё одно поражение потерпели англичане в Солбее в 1672 году. Англичане извлекли опыт из поражений и стали переходить к ведению крупномасштабных сражений. Для флота был разработан Воинский устав, который регулировал поведение офицеров и моряков, а Воинские инструкции определили правила ведения боя. Следуя этим документам, англичане стали одерживать больше и больше побед, заполучив славу самого сильного военно-морского флота мира. В 1689 году после Славной революции королём Англии и Шотландии стал Вильгельм III Оранский, который в 1692 году подписал указ о включении королевского флота Нидерландов в состав английского флота и его переподчинении британским адмиралам. Влияние и реформы Пипса, главного секретаря Адмиралтейства при Карле II и Якове II, сыграли важную роль в повышении уровня профессионализма военно-морских сил.

### Войны с Францией, Испанией и Америкой (1690—1793)

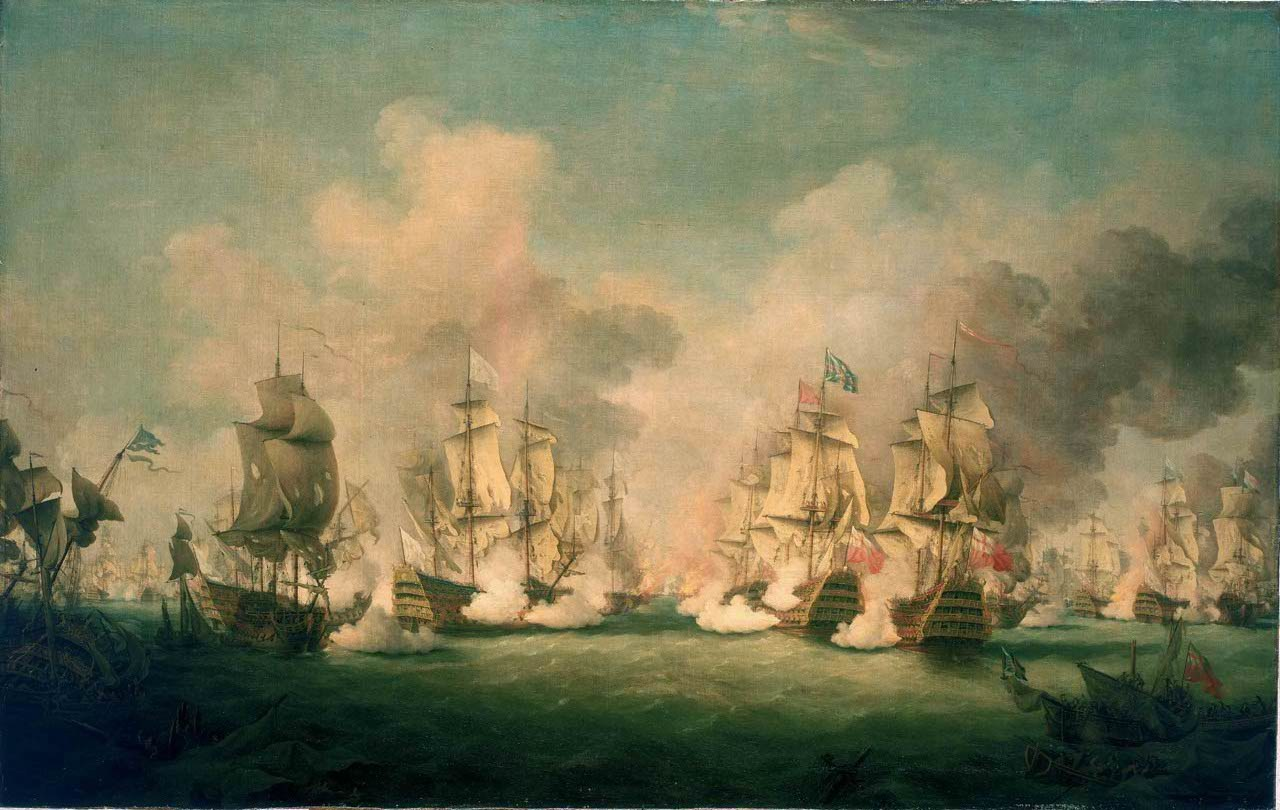
Английский флот в сражении при Барфлёре (1692). Худ. Ричард Патон

Славная революция 1688 года изменила политическую карту Европы и вылилась в серию англо-французских войн, продолжавшихся более века. Тогда был классический век парусников: хотя сами парусные корабли не претерпели никаких серьёзных изменений, техника и тактика развивались большими шагами, и во времена Наполеоновских войн суда продемонстрировали все те возможности, которые казались недоступными в XVII веке. Из-за сильной парламентской оппозиции король Яков II покинул страну, после чего в Англии высадилась армия Вильгельма Оранского (будущего английского короля Вильгельма III) численностью 11 тысяч человек и 4 тысячи лошадей. В высадке были задействованы 100 боевых и 400 транспортных кораблей, причём ни английский, ни шотландский флот не оказали сопротивления армии Вильгельма. Спустя несколько дней французский король Людовик XIV объявил войну Вильгельму, и эта война стала известна под названием «война Аугсбургской лиги» или «война Большого альянса». В сражении при Бичи-Хед 1690 года англичане потерпели поражение, что заставило их пересмотреть «Воинские инструкции». В дальнейшем англичане не допускали подобных ошибок и успешно побеждали французов на море, блокируя их порты. В 1692 году морском сражении при Барфлёре победителя выявить не удалось, зато в следующем бою при Ла-Хог, состоявшимся чуть позже, англичане нанесли решительное поражение французам. Ещё ранее, в 1689 году Яков II с французским флотом высадился в Ирландии, не позволив английскому флоту атаковать его корабли снабжения, но на реке Бойн войско Якова II было разбито сухопутными частями Вильгельма III Оранского, а французский флот был разгромлен англичанами на обратном пути в Нормандию.

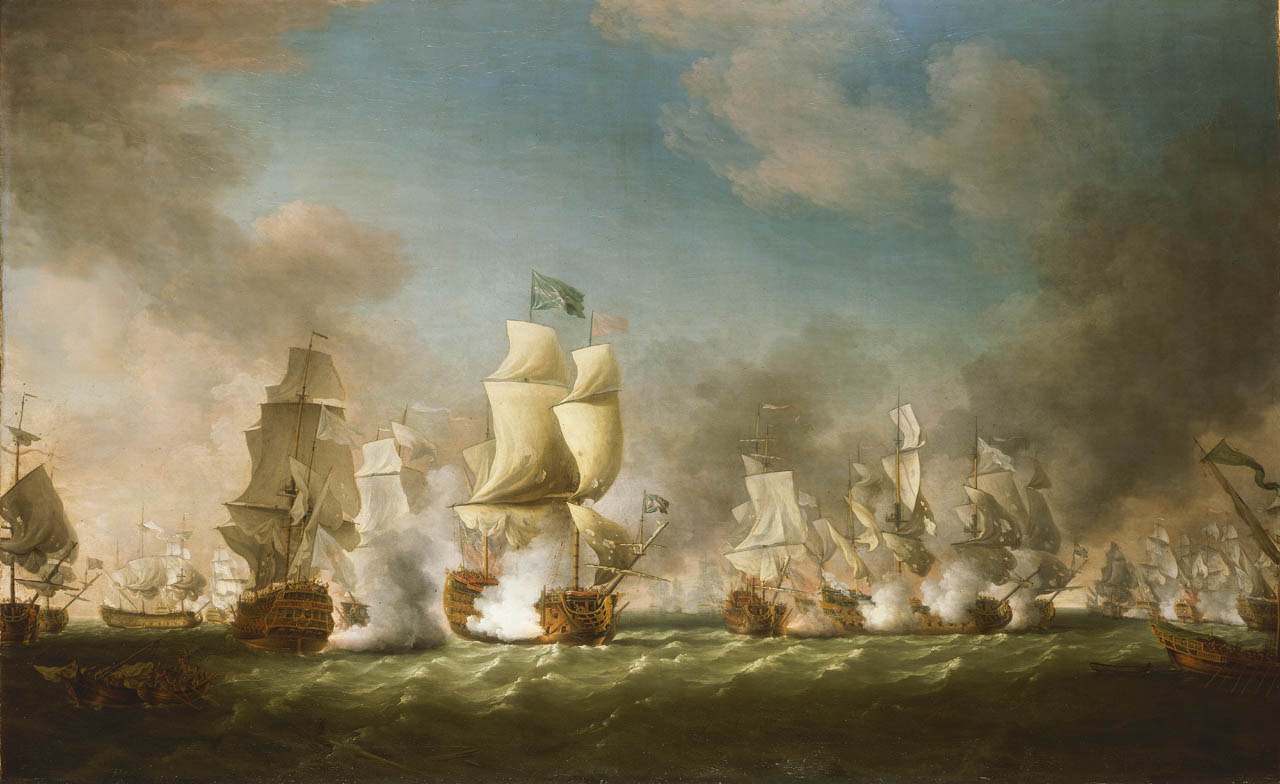
Английский флот в сражении у мыса Пассаро (1718). Худ. Ричард Патон

Во время войны за испанское наследство Англия состояла в союзе с Нидерландами против союза Испании и Франции и вела вместе с голландцами боевые действия на море. Первоначально англичане были сосредоточены на закреплении в Средиземноморье, что привело к заключению союза с Португалией, захвата Гибралтара в 1704 году и порта Маон на острове Менорка в 1708 году. В то же время англичане осваивали остров Ньюфаундленд и Новую Шотландию, где готовились разместить свою военно-морскую базу. Морские сражения в Средиземном море не предопределили исход войны, однако в 1707 году на карте мира появилось официально Королевство Великобритания после подписания Унии между Англией и Шотландией. Это сыграло свою роль в подписании Утрехтского мирного договора и сделало Великобританию международно признанной великой державой. В 1704 и 1708 годах были потоплены испанские торговые флоты, на кораблях которых было много золота и рабов, и это развязало руки англичанам в плане работорговли и перевозке чернокожих рабов в Северную Америку. В 1718 году британцы выбили испанцев в Сицилии, положив конец их оккупации на острове, а в 1727 году организовали блокаду Панамы.

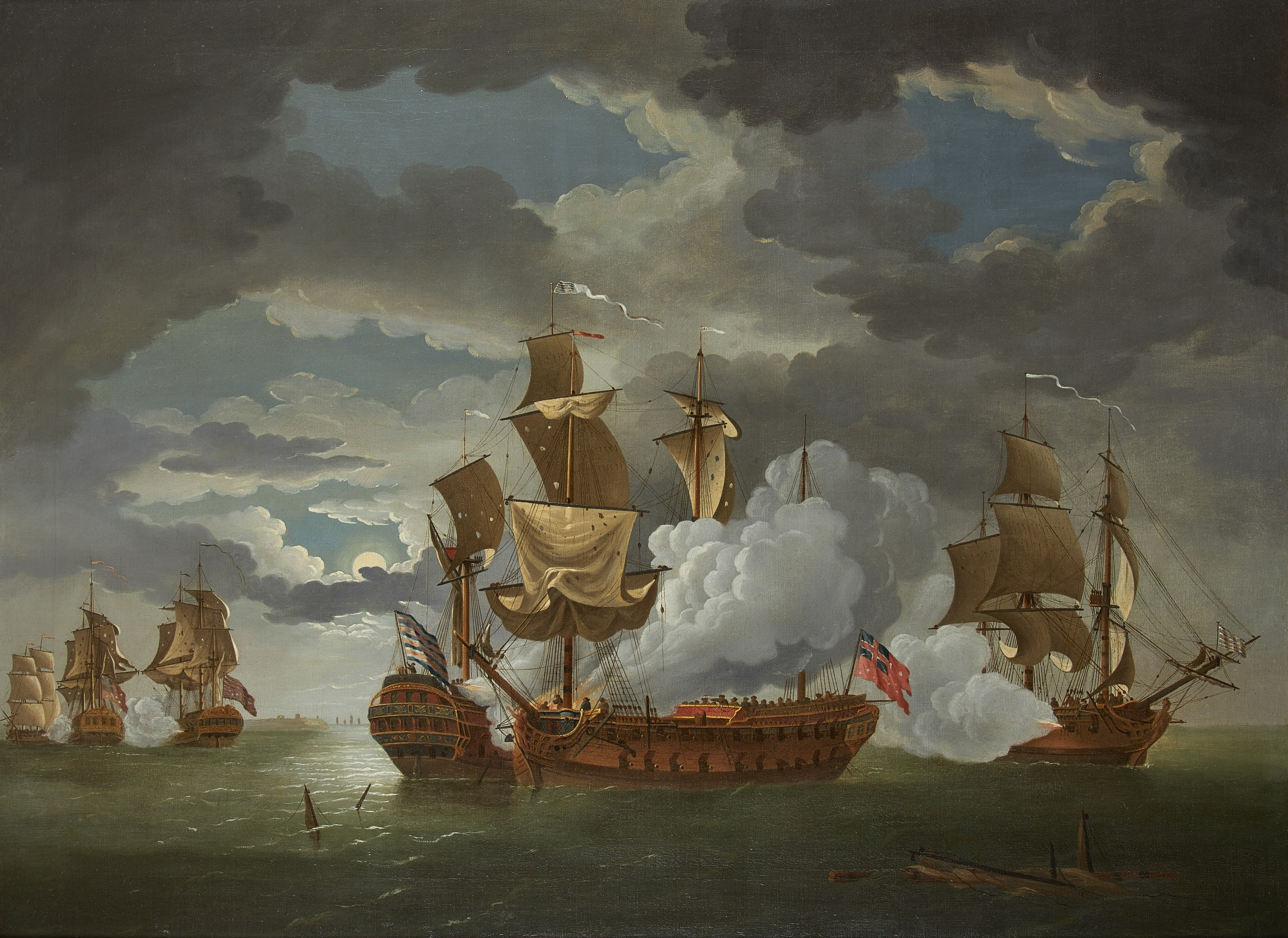
Эпизод боя у мыса Фламборо-Хед (1779). Худ. Ричард Патон

Последующая четверть века прошла относительно мирно, и флот использовался очень редко, но при этом был готов ко вмешательству в великую Северную войну (Великобритания присоединилась к коалиции, возглавляемой Россией, против Швеции). В 1718 году сражение у мыса Пассаро между испанцами и британцами вылилось в войну Четверного альянса, а в 1726 году британский флот наведался в Вест-Индию. Потом последовала небольшая война с Испанией в 1739 году из-за разногласий в перевозке рабов, а в 1745 году флот занимался переброской войск для подавления восстания якобитов в Шотландии. Война за ухо Дженкинса стала известна благодаря ряду различных морских операций адмиралов Эдварда Вернона и Джорджа Ансона против испанских торговых кораблей, а затем переросла в часть войны за австрийское наследство, и британцы вступили уже в бои против французов, даже заблокировав Тулон. В 1745 году дважды у мыса Финистерре англичане разбивали французский флот, но французские конвои успевали скрыться. Также флот участвовал в подавлении Второго якобитского восстания, ведомого Карлом Эдуардом Стюартом. К концу войны флот уже был в состоянии защищать морские торговые пути Великобритании во всём мире.

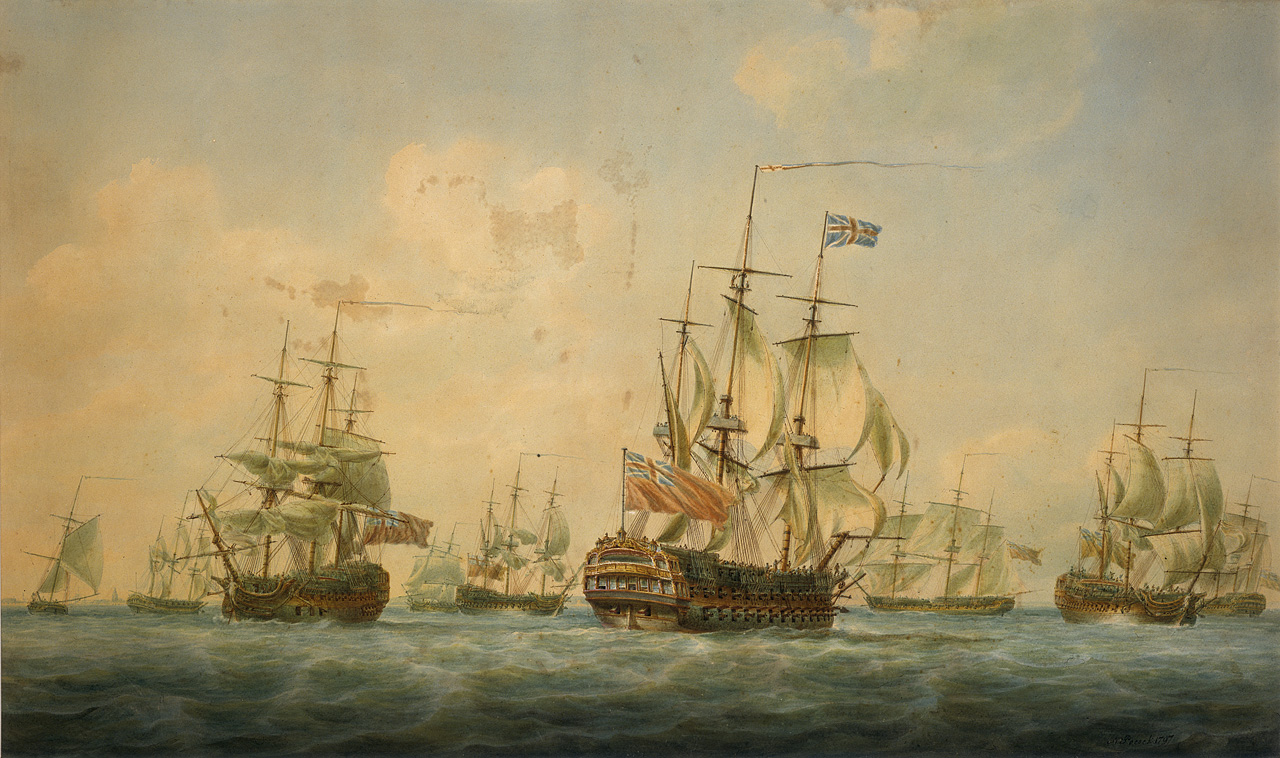
Корабли на рейде Спитхеда. Худ. Николас Покок (1793)

Семилетняя война для англичан началась относительно неудачно: в сражении при Минорке английский флот был разбит, а отказавшийся от попыток освободить блокированный гарнизон адмирал Джон Бинг и вовсе был расстрелян. Вольтер позднее в новелле «Кандид» писал, что расстрел Бинга был произведён специально, «чтобы дать храбрость другим». Однако после этого на море англичане больше не повторяли эту ошибку: изменив стратегию ведения войны, англичане одержали несколько побед на море. В 1759 году в бухте Киберон французский флот, готовившийся ко вторжению в Англию, был разгромлен англичанами. В 1762 году против Англии в войну ввязалась Испания, но потеряла Гавану и Манилу: ради возвращения последней испанцы уступили англичанам Флориду. По Парижскому мирному договору 1763 года Британия сохранила свои уже имеющиеся колонии и заставила Францию отказаться от претензий на канадские земли, но при этом оказалась изолированной в стратегическом смысле.
В самом начале войны США за независимость королевский флот нанёс серию поражений Континентальному флоту американцев, потопив множество кораблей и захватив ещё некоторое количество. Однако в войну на стороне американцев вступила Франция, отправившая на помощь флот в 1778 году, который попытался встать на якорь у Род-Айленда и ввязался в схватку с британцами у острова Уэссан. Битву при Уэссане прервала буря, и исход так и остался неопределённым. В 1780 году в войну вмешались на стороне американцев уже испанцы и голландцы, и в Карибском море завязались многочисленные бои. Сражения начали греметь и в Европе: у мыса Сан-Висенти в 1780 году был побеждён испанский флот, в 1781 году флот адмирала Хайда Паркера разбил голландцев в битве при Доггер-банке, а в 1782 году в Вест-Индии у островов Всех Святых потери понесли уже испанцы с французами. Но сам исход войны был предрешён ещё в 1781 году, когда французы одержали стратегическую победу при Чесапике и не позволили британскому флоту прорвать блокаду Йорктауна. Это привело к капитуляции британцев в Йорктауне и заставило английский парламент проголосовать за окончание войны и признать независимость колоний. Серия последующих морских сражений (как победных, так и неудачных для британцев) на итог войны не повлияла, и захваченную англичанами Минорку пришлось вернуть испанцам.

### Войны с наполеоновской Францией (1793—1815)

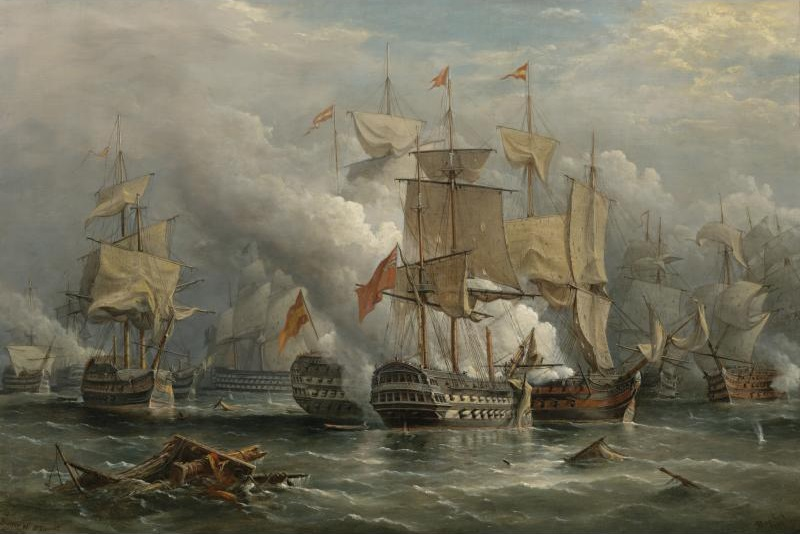
Битва у мыса Сан-Висенте (1797). Худ. Ричард Бриджес Бичи

Французские революционные войны 1793—1802 годов и Наполеоновские войны 1803—1815 годов позволили королевскому флоту Великобритании достичь пика своей эффективности и превзойти флоты всех стран, участвовавших в этих войнах. Изначально британцы не участвовали в событиях Французской революции и не считали французов за опасных врагов, несмотря на то, что Франция была союзницей американских колонистов, воевавших в 1776—1783 годах за свою независимость. Однако в 1793 году Франция объявила войну, и 1 июня 1794 года французы и англичане сошлись в Славном сражении у города Брест. Англичане одержали тактическую победу, а затем сумели захватить в Карибском бассейне все французские колонии. В 1795 году к французам присоединилась Голландская республика, в 1796 году — королевство Испания. В 1797 году британский флот под командованием Джона Джервиса разбил превосходившие по численности испанские силы адмирала Хосе де Кордоба в битве у мыса Сан-Висенте, а затем в битве при Абукире под командованием Горацио Нельсона почти полностью уничтожил французский флот, заставив Наполеона Бонапарта покинуть Египет. Во время этих революционных войн также проявили себя такие адмиралы, как Джордж Элфинстон и Катберт Коллингвуд. В 1800 году Россия, Швеция и Дания образовали так называемый вооружённый нейтралитет против Великобритании, которая постоянно обыскивала торговые суда на предмет поставок французских товаров, и в 1801 году датчане закрыли свои порты для англичан, на что британцы ответили нападением на Копенгаген. Вместе с тем многие проблемы флота оставались нерешёнными, что вылилось в два крупных мятежа в Спитхеде и Норе.

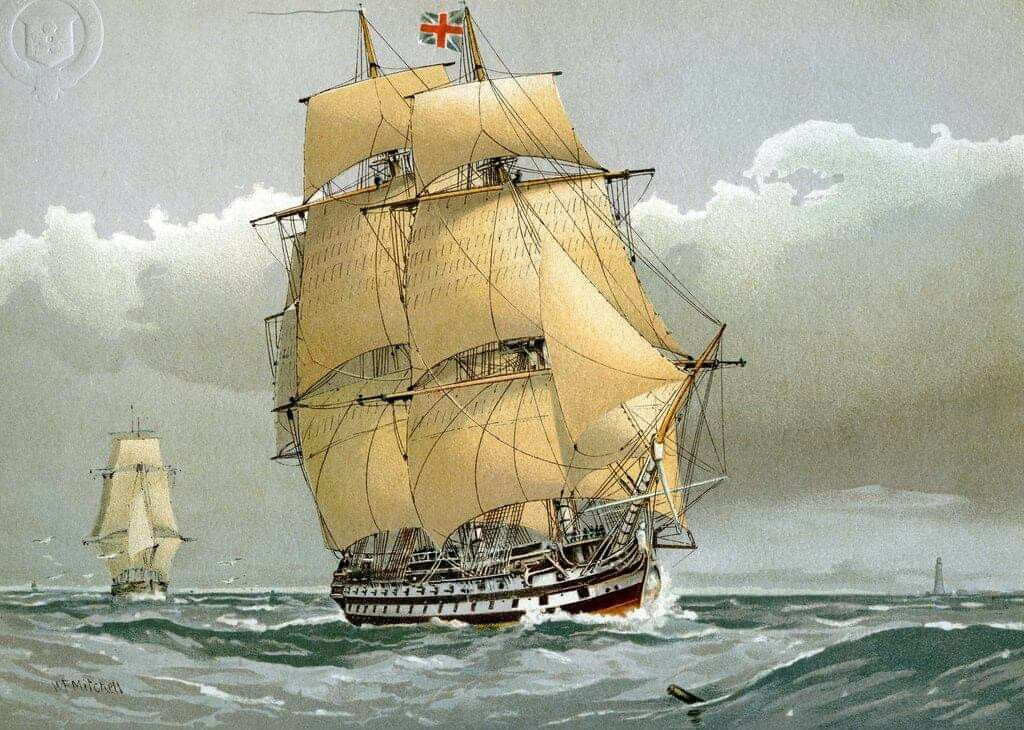
Британский парусный линейный корабль 1794 года. Худ. Уильям Митчелл

Амьенский мир 1802 года стал небольшой передышкой для обеих сторон — революционной Франции и антифранцузской коалиции. Британский флот стал готовиться к блокаде Франции, но и французы не сидели сложа руки: в 1805 году на французском побережье собрались огромные силы, которые собирались высадиться во Франции на 2300 кораблях. Часть французского флота отплыла из Тулона в сторону Вест-Индии для встречи с испанскими частями, однако британцы не допустили соединения двух флотов и заставили французов отступить. Морское сражение близ мыса Финистерра заставило французов отступить в Кадис, где тот соединился с основными испанскими силами. 21 октября 1805 года франко-испанский флот адмирала Пьера-Шарля де Вильнёва вступил в бой у мыса Трафальгар с небольшим британским флотом адмирала Горацио Нельсона. Адмирал Нельсон погиб в бою, но британцы одержали одну из самых значимых побед в истории своего флота, разгромив наголову своих противников. Это закрепило британское господство на море и преимущество британского флота над флотами других европейских стран.

Парусный линейный корабль «Виктори» (1765) в бою. Худ. Уильям Митчелл

Концентрируя все свои военные ресурсы на военно-морском флоте, Британия могла не только обеспечить собственную защиту, но и позволить себе контролировать важнейшие морские торговые маршруты. Британцам нужна была относительно небольшая, но высокомобильная профессиональная армия, которая могла добраться на кораблях туда, куда было необходимо. Флот мог поддержать сухопутные части с моря бомбардировками, поставкой припасов и подкреплений, а также перерезать пути сообщения противнику (как это сделали британцы в Египте). Другим европейским странам приходилось в силу своего географического положения разделять свои ресурсы между сухопутными войсками, флотом и гарнизонами для защиты сухопутных границ. Именно господство на море позволило Великобритании создать свою большую империю: начало этому положила успешная Семилетняя война, а в XIX веке у Великобритании появились серьёзные военные, политические и экономические преимущества над подавляющим числом других стран.

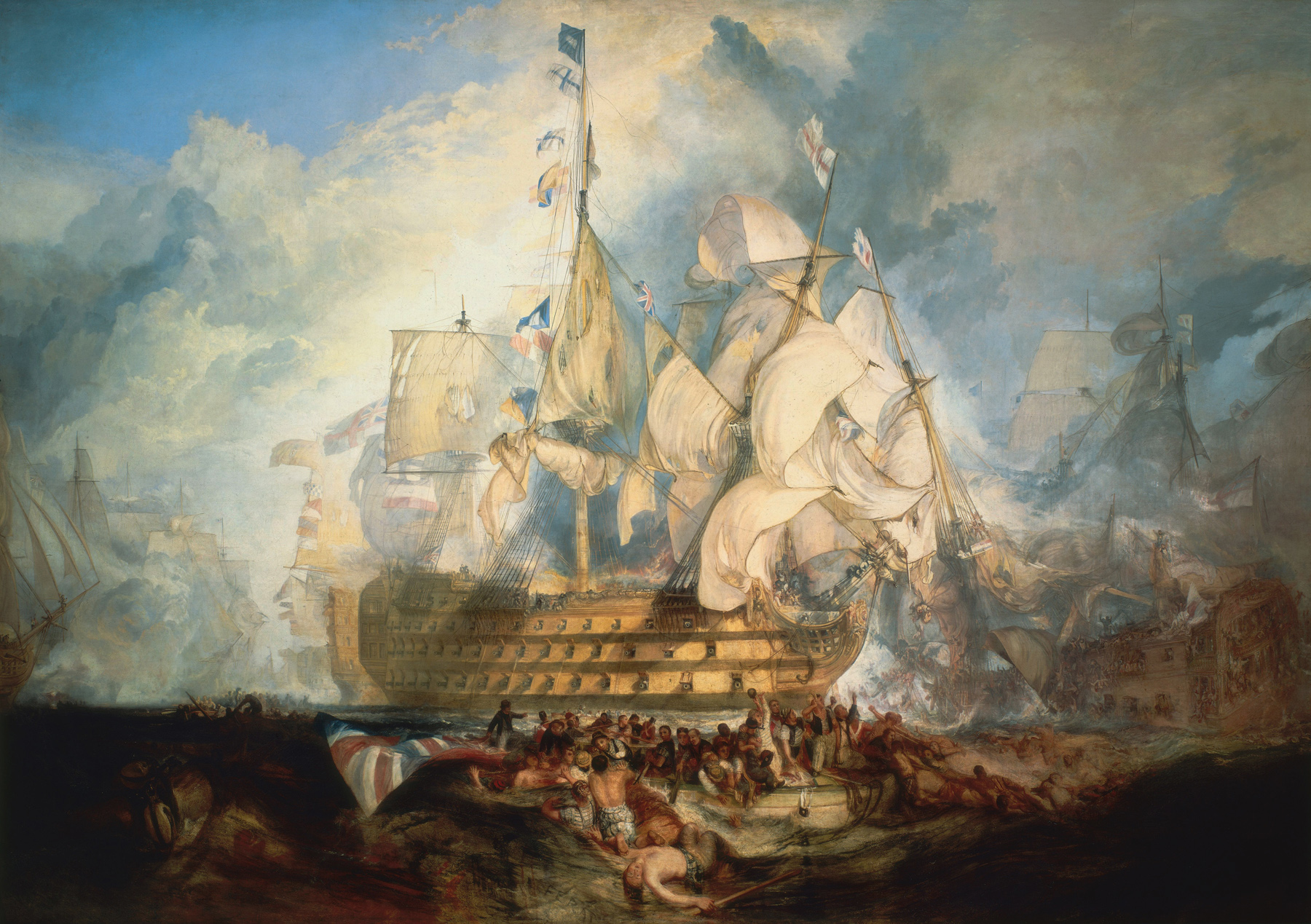
«Виктори» в Трафальгарской битве. Худ. Джозеф Мэллорд Уильям Тёрнер (1822)

Теоретически высшие руководящие посты в британском флоте могли занимать практически любые военнослужащие, проявлявшие свой талант. На практике важную роль в повышении в звании играли семейные связи, политическое или профессиональное покровительство, иначе получить звание выше коммандера было невозможно. Британские капитаны несли ответственность за набор людей в команду: они могли как взять добровольно согласившихся, так и принудить кого-то из уже служивших покинуть корабль и перейти на данный. С 1795 года действовала Система квоты (англ. Quota System), согласно которой каждое графство обязалось представлять определённое число добровольцев. В экипажах британских судов служили представители разных национальностей: к концу Наполеоновских войн доля иностранцев составляла до 15 % во флоте. На первом месте среди иностранцев в британском флоте были американцы, за ними шли голландцы, выходцы из Скандинавии и итальянцы. Большинство иностранцев были либо призваны против своей воли, либо попали на флот с тюремных кораблей. Около 200 французских моряков, попавших в плен после битвы при Абукире, удалось склонить к службе в английском флоте. Более того, превосходство английского флота над французским в плане командования усилилось благодаря тому, что после Великой Французской революции пришедшие к власти лица практически истребили всю аристократию, и в этих чистках погибла большая часть опытных командиров французского флота.

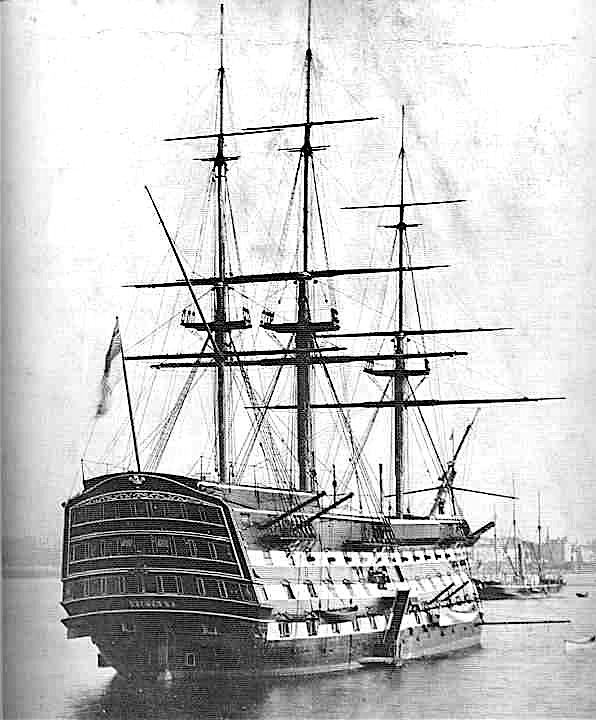
Линейный корабль «Виктори» (HMS Victory) в 1884 году

Условия службы для простых матросов по тем временам были одними из лучших по сравнению с условиями любого гражданского труда. Однако инфляция, разразившаяся в конце XVIII века, привела к обесцениванию жалования моряков, а вот жалование морякам торгового флота выросло. Долги военно-морского флота накапливались, а время пребывания моряков на суше уменьшалось: корабли вынуждены были теперь меньше проводить время в порту, где запасались продовольствием и медикаментами, а также где им обивали днище медью, чтобы предотвратить обрастание корабля всякими растениями. Это недовольство вылилось в 1797 году в серьёзные бунты, когда офицерам отказались подчиняться экипажи кораблей в Спитхеде и Норе, а кто-то даже был изгнан на сушу. Так появилась недолго существовавшая «Плавучая республика»: в Спитхеде бунт удалось подавить, пообещав улучшить условия службы, а в Норе повесили 29 бунтовщиков. Впрочем, никто из бунтовщиков не выдвигал в качестве требования отказ от порки: моряки использовали порку, чтобы поддерживать дисциплину на кораблях.

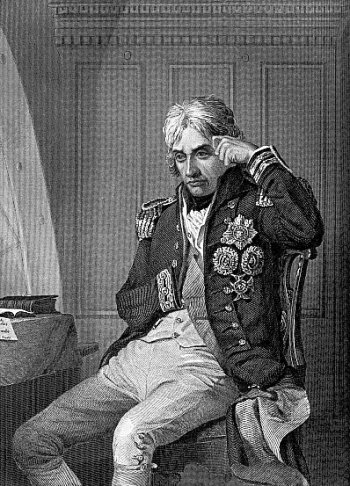
Адмирал Горацио Нельсон, 1-й виконт Нельсон

Наполеон пытался противопоставить что-то британскому превосходству на море и экономической мощи, закрывая европейские порты для торговли с Великобританией. Также он нанимал каперов, которые выходили из французских портов в Вест-Индии в свои рейды, усиливая давление на британские торговые суда в Северном Полушарии. Британский флот находился под серьёзным давлением в европейских водах и не мог отправить значительные силы на борьбу с каперами, а его линейные корабли не были эффективны для борьбы против быстрых и манёвренных каперов, атаковавших поодиночке или небольшими группами. Выход из сложившейся ситуации британцы нашли, введя в состав флота небольшие корабли наподобие Бермудского шлюпа. Первые три таких корабля — «Дэшер» (англ. Dasher), «Драйвер» (англ. Driver) и «Хантер» (англ. Hunter) — имели водоизмещение в 200 т и были вооружены двенадцатью 24-фунтовыми пушками. Позднее было заказано и закуплено значительное количество подобных кораблей, которые выполняли курьерские функции. Одним из самых известных таких кораблей стал «Пикл», который первым доставил известия о победе британцев у мыса Трафальгар. В результате Британия сумела закрепиться на морях и основать ряд военно-морских баз на островах Цейлон, Мальта и Маврикий, а также на мысе Доброй Надежды.
Несмотря на свою непродолжительность, Наполеоновские войны стали звёздным часом боевых парусных кораблей, а рассказы о британском флоте и его моряках стали широко распространяться. Так, одним из самых известных писателей, чьи произведения были связаны с британским флотом эпохи Наполеоновских войн, был Сесил Скотт Форестер, автор серии книг о британском моряке Горацио Хорнблоуэре; известными авторами художественных произведений о британских моряках тех времён также являются Дуглас Риман, Патрик О’Брайан и Дадли Поуп. Униформа королевского военно-морского флота стала узнаваема благодаря различным картинам, театральным пьесам и телефильмам. Их тематика варьировалась от мятежа на корабле «Баунти» до похождений Горацио Хорнблоуэра (романы Форестера неоднократно экранизировались).

## Pax Britannica(1815—1890)

72-пушечный парусный линейный корабль 3 ранга «Корнваллис» в гавани Плимута (1847). Худ. Освальд У. Брайерли

Из Наполеоновских войн Великобритания вышла самой могущественной в мире морской державой, у которой не было серьёзных конкурентов. Экономическая и военная мощь Великобритании основывались именно на торговом и военном флоте, а её войны в разных уголках мира только укрепляли идеологию Pax Britannica. Флот был одним из факторов успеха британской дипломатии, но при этом он постоянно развивался: в XIX веке Великобритания перешла от деревянных парусных судов к бронированным кораблям с паровыми машинами. Однако с 1827 по 1914 годы британский флот не участвовал в крупных сражениях. Больше он использовался в борьбе против береговых укреплений (во время Крымской войны — на Балтике в 1854 и в Чёрном море в 1855 годах), а также в боях против пиратских кораблей, в поисках кораблей с рабами и в помощи сухопутным частям (моряки и морские пехотинцы в качестве морских бригад десантировались на сушу; таким образом они участвовали в осаде Севастополя и подавлении боксёрского восстания). Поскольку британский флот по размерам превышал флоты двух любых других стран-противников Великобритании вместе взятых, британцы чувствовали себя защищёнными, однако все национальные лидеры Великобритании и общественность всегда выступали за дальнейшее развитие и усиление флота. Служба в британских ВМС в XIX веке считалась престижной.

### Операции

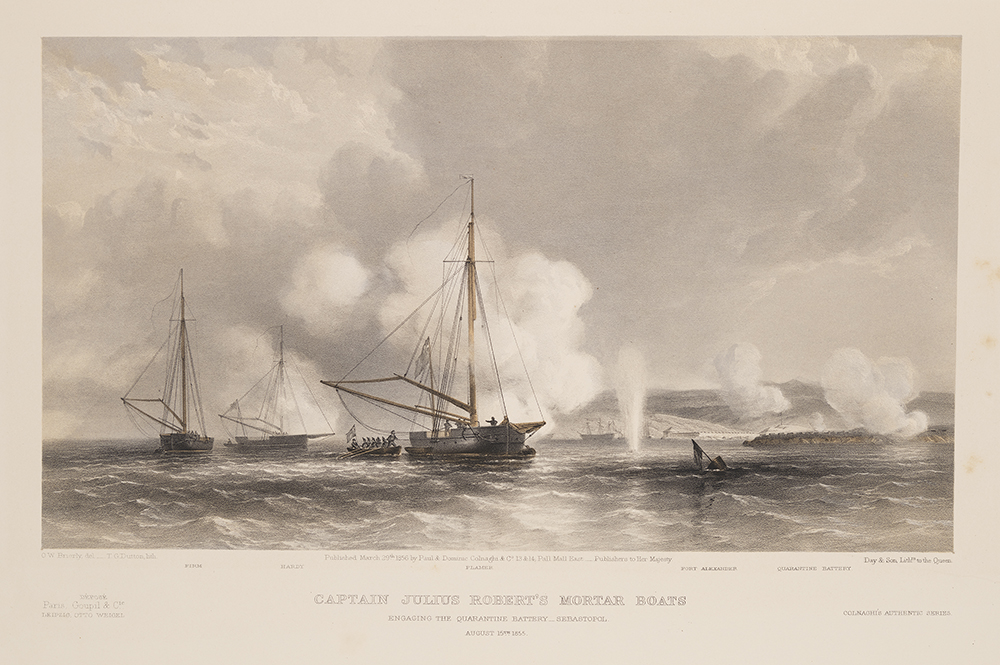
Мортирные боты капитана Джулиуса Робертса, обстреливающие Севастополь (1855). Худ. Освальд У. Брайерли

Первой серьёзной операцией стала бомбардировка Алжира в 1816 году, которой руководил адмирал Эдвард Пеллью, лорд Эксмут. В ходе операции британцам удалось освободить три тысячи христиан, томившихся в алжирском плену. В 1827 году во время Греческой революции британский флот под командованием адмирала Эдварда Кодрингтона присоединился к русской эскадре Логина Петровича Гейдена и французской эскадре Анри де Риньи: вместе союзные силы нанесли разгромное поражение османскому флоту в Наваринском сражении, которое стало последним крупным сражением парусного флота Великобритании. В 1840 году британцы обстреляли Акру, продолжая патрулировать Средиземное море в течение десятилетия, а также ведя борьбу против пиратов у побережья Ливана, Борнео и Китая. Чтобы покончить с работорговлей, британцы брали суда с рабами на абордаж и атаковали порты, где находились рынки невольников.

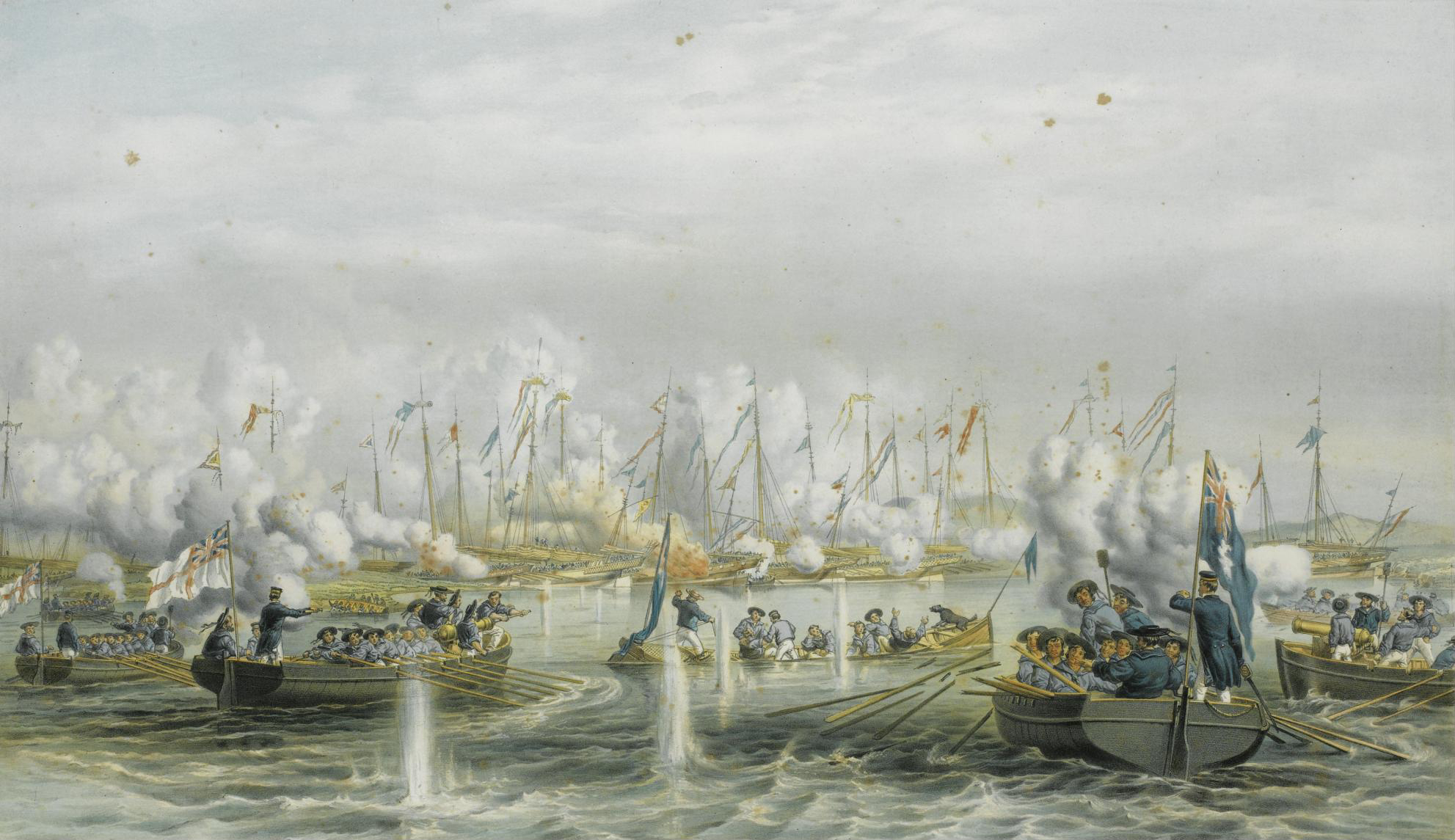
Сражение в заливе Фошань близ Кантона (1857). Худ. Освальд У. Брайерли

В 1850-е годы разгорелась Крымская война, в которой Британия стремилась не допустить усиления влияния России на Балканах и Ближнем Востоке. В Чёрном море действовали 150 транспортных кораблей и 13 боевых кораблей британского флота под командованием адмирала Джеймса Дандаса и контр-адмирала Эдмунда Лайонса: значительную часть британских судов составляли паровые корабли. Черноморский флот России не был способен оказать серьёзное сопротивление первым броненосным судам, поэтому был затоплен. В ходе Крымской войны британцы испытали и новые образцы снарядов для корабельных орудий (в основном различные бомбы и разрывные снаряды, которые легко уничтожали деревянный корпус корабля), что легло в основу концепции будущих броненосцев. Война выявила необходимость в постоянной подготовке моряков, а также регулярной практике прогноза погоды (14 ноября 1854 года разразившаяся буря привела к гибели ряда британских судов). Развить успех британского флота, который держал под обстрелом Севастополь почти год, в ходе войны не удалось развить ни на Балтике, ни на Камчатке, ни в Белом море.
Ещё одним противником Великобритании стал Китай, который не позволял британцам вторгаться на его внутренний рынок. В 1839 году китайцы официально запретили ввоз опиума из Индии, несмотря на возражения Великобритании. Британцы организовали блокаду Гуанчжоу, которая привела вскоре к Первой опиумной войне, закончившейся разгромом китайцев в 1842 году и принятием Китаем британских требований об открытии рынка для других стран — тогда же британцам передали Гонконг. В 1856 году британцы, пользуясь поводом, развязали Вторую опиумную войну, чтобы усилить давление на Китай и получить право неограниченной торговли опиумом. В 1857 году британцами был взят Гуанчжоу, но с ходу овладеть Пекином им не удалось. В 1860 году им удалось взять Пекин, а по итогам подписанного мира британцы признали право на морскую базу в Гонконге и строительство базы в Гуанчжоу.

Канонерская лодка «Кондор» под огнём египетских батарей Александрии (1882). Худ. Уильям Лайонел Уайли

В 1864 году обстрел японского города Кагосима вынудил Японию отказаться от политики изоляции и открыть свой рынок для иностранных торговцев. Во время русско-турецкой войны (1877—1878) британская эскадра под командованием адмирала Джеффри Фиппса Горнби вошла в бухту Стамбула, чтобы предотвратить его захват русскими войсками. Единственным последующим крупным событием с участием британского флота стала лишь бомбардировка Александрии в 1882 году, целью которой являлось установление контроля над Суэцким каналом.

### Научно-исследовательские экспедиции
Количественный рост и материально-техническое развитие британского военного флота в первой половине XIX столетия позволяли использовать его в многочисленных морских экспедициях, имевших, как правило, не только научно-географические, но и разведывательные цели. Среди таковых выделяются экспедиции по поискам Северо-Западного прохода в Канадском арктическом архипелаге, имевшего не только транспортно-географическое, но и важное военно-стратегическое значение.

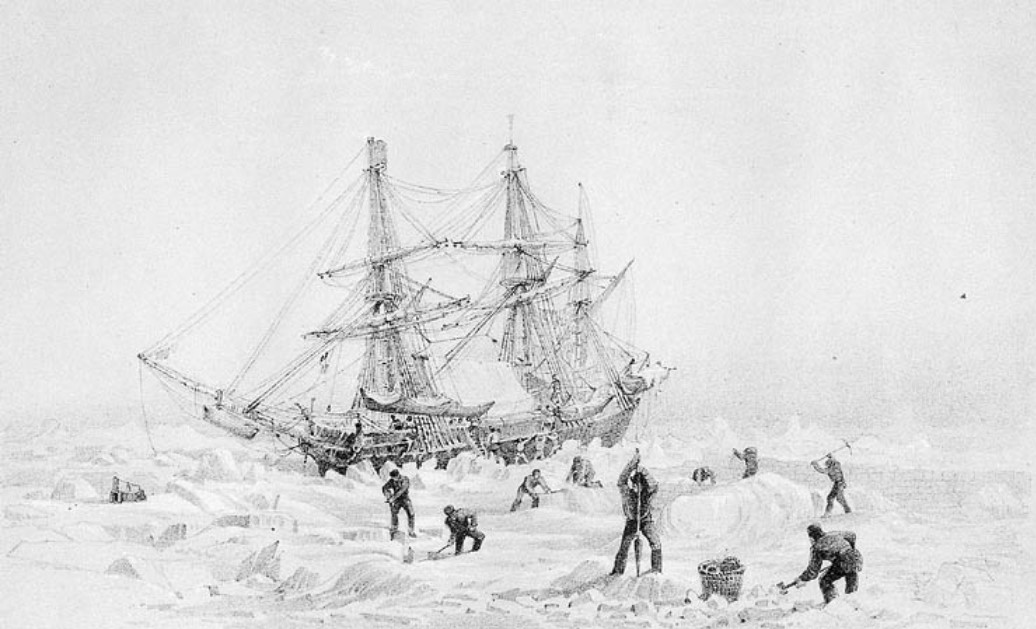
«Террор» в канадских арктических льдах (1836—1837). Рис. Джорджа Бака

Так, в 1818 году по инициативе мореплавателя Джона Барроу Адмиралтейство отправило сразу две полярных экспедиции в Арктическую Канаду. Одна из них под командованием капитана Дэвида Бучана попыталась пройти под парусами восточнее Гренландии сначала к Северному полюсу, а затем к Берингову проливу на кораблях «Трент» и «Доротея», но из-за встретившихся за Западным Шпицбергеном тяжёлых льдов вынуждена была вернуться в Англию, достигнув на севере рекордной широты 80°30'. Вторая во главе с капитаном Джоном Россом на кораблях «Александр» и «Изабелла» направилась сначала в море Баффина, дойдя по западному берегу Гренландии до 76°54' с. ш., и проникла в пролив Ланкастер, однако также была остановлена льдами. В 1829—1833 годах Джон Росс отправился в новую экспедицию на пароходе «Виктория», исследовав берега полуострова Бутия, открыв остров Кинг-Уильям и исследовав Северный магнитный полюс. Однако отыскать проход ему не удалось, и перезимовав в заливе Бутия, он вернулся на лодках в пролив Ланкастер, где был принят кораблём, высланным ему на помощь.
В 1819—1820 и 1821—1822 годах две экспедиции в поисках прохода из Атлантического в Тихий океан совершил Вильям Эдвард Парри. Достигнув в ходе второй из них 81°44' западной долготы, он составил опись берегов моря Баффина, но также вынужден был вернуться, не найдя прохода. В 1833—1834 и 1836—1837 годах две экспедиции в Канадскую Арктику совершил коммодор Джордж Бак, не достигший заметных успехов, но совершивший ряд открытий в районе полуострова Бутия и сделавший ценные наблюдения, а главное — интересные художественные зарисовки северной природы. Специально для второй его экспедиции Адмиралтейством было выделено бомбардирское судно «Террор» 1813 года постройки, основательно укреплённое и перестроенное, но весной 1837 года едва не погибшее во льдах из-за встречи с айсбергом, после чего капитану Баку пришлось выбросить его на берег, чтобы спасти.

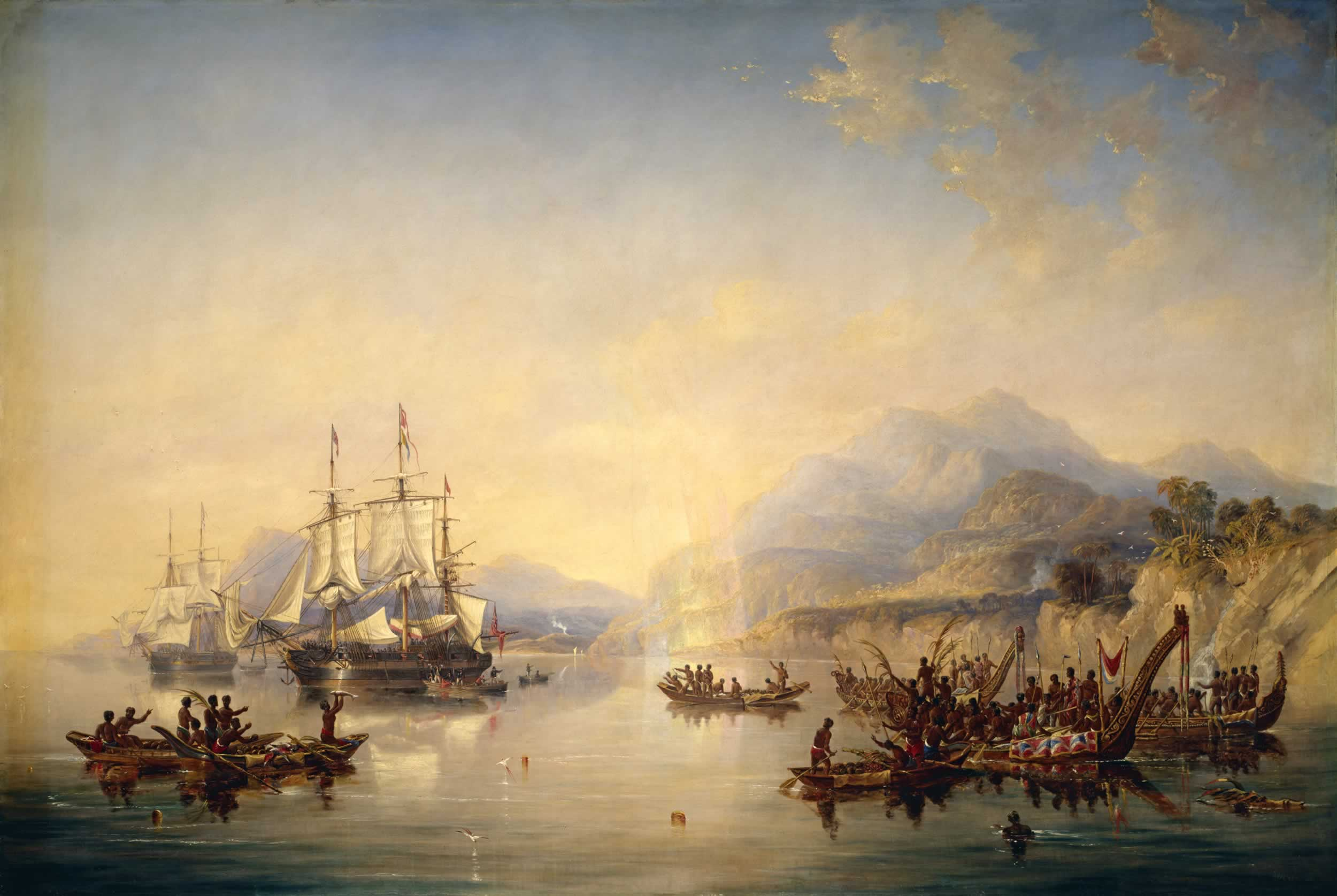
«Эребус» и «Террор» у берегов Новой Зеландии (1841). Худ. Джон Кармайкл

В 1839—1843 годах антарктическая экспедиция под командованием Джеймса Кларка Росса, для которой, помимо капитально отремонтированного «Террора», выделен был другой бомбардирский корабль «Эребус» 1826 года постройки, дополнительно укреплённый для плаваний в паковых льдах, трижды пересекала Южный полярный круг, достигнув результатов, которые не были превзойдены до начала XX века. В частности, открыто было море Росса, Земля королевы Виктории, вулканический остров Росса, а также названные в честь экспедиционных судов вулканы Эребус и Террор.
Весной 1845 года для поисков Северо-Западного морского пути по предложению того же Джона Барроу организована была масштабная экспедиция Джона Франклина, на тех же кораблях «Эребус» и «Террор», удачно проявивших себя в Антарктике и дополнительно оснащённых локомотивными паровыми машинами. Несмотря на тщательную подготовку и неплохое оснащение, экспедиция бесследно исчезла в районе острова Кинг-Уильям. Начиная с 1848-го и кончая 1856 годом Адмиралтейством, общественными организациями и частными лицами организовывалось множество экспедиций по её поискам, в которых принимали участие Эдвард Белчер, Гораций Томас Остин, Генри Келлетт, Роберт Джон Мак-Клур, Уильям Кеннеди, Френсис Леопольд Мак-Клинток, Эдуард Ингфилд, Клеменс Маркхэм и др. офицеры британского флота, совершившие немало новых открытий в этом регионе.
Организованная в 1875—1876 годах новая британская арктическая экспедиция под командованием капитана Джорджа Нэрса, намеревавшаяся достичь Северного полюса через пролив между Гренландией и островом Элсмир, хотя и не имела столь катастрофических результатов, как экспедиция Франклина, в целом окончилась неудачей. Это настроило британскую научную общественность и военно-морское руководство против дальнейших исследований в высоких широтах, и новые экспедиции в Арктику не отправлялись вплоть до конца столетия.

### Технология

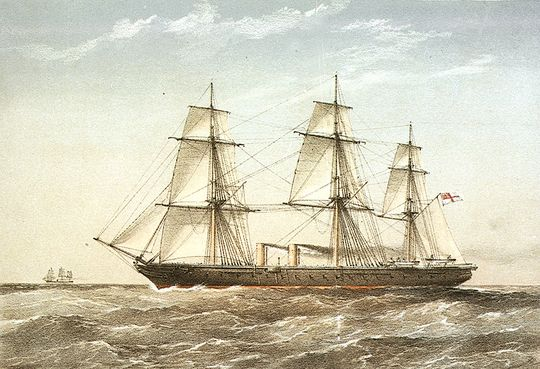
Батарейный броненосец «Уорриор» (1860). Худ. Уильям Митчелл

Паровыми двигателями специалисты военно-морского флота Великобритании заинтересовались ещё в начале XIX века, поскольку такой двигатель мог бы решить ряд проблем при плавании в прибрежных водах. Первым боевым кораблём с паровым двигателем стал Comet, заступивший на службу в 1821 году, а в 1824 году Lightning участвовал в экспедиции в Алжир. Количество паровых судов росло в 1830-е и 1840-е, причём это были преимущественно колёсные пароходофрегаты. Пароходофрегаты с винтовыми двигателями были представлены в 1830-е годы, после чего были приняты на вооружение британского флота. В 1842 году Британское Адмиралтейство, чтобы разрешить спор между колёсными и винтовыми двигателями пароходофрегатов, провело уникальный эксперимент: колёсный фрегат Alecto и винтовой фрегат Rattler (по сути — однотипные корабли) были связаны буксировочными тросами, а их экипажи одновременно получали команду «полный вперёд». Двигатель того корабля, который «перетянет» противника, и планировалось поставить на массовое производство. Rattler уверенно победил в этом соревновании, положив начало эпохе винтовых пароходофрегатов. Первым крупным винтовым фрегатом стал 91-пушечный «Агамемнон».

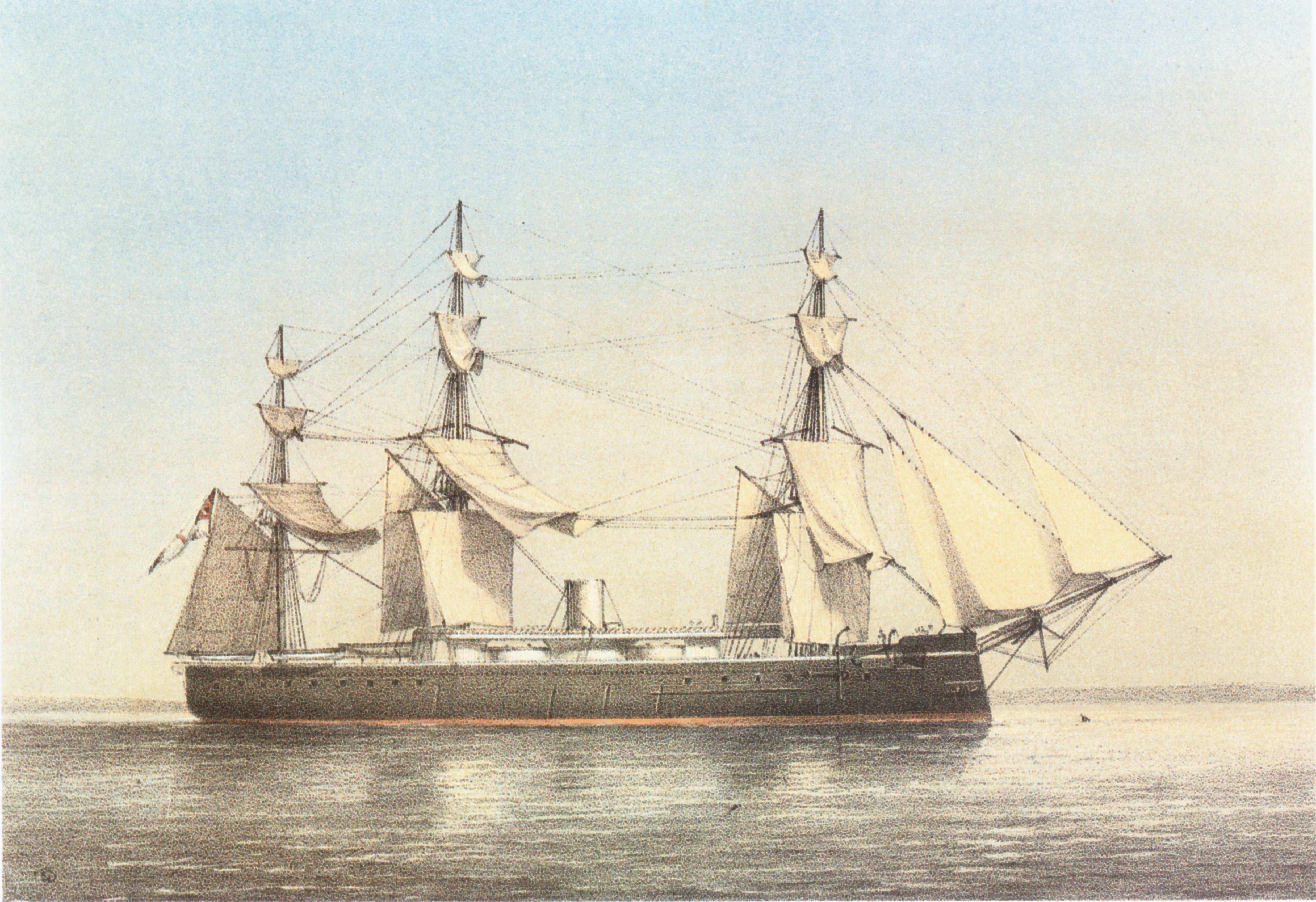
Башенный броненосец «Монарх» (1868). Худ. Уильям Митчелл

В 1850-е годы оснащение линейных кораблей и фрегатов паровыми двигателями велось большими темпами — речь шла как о переделке уже имевшихся парусных судов, так и о строительстве кораблей с уже готовой паровой установкой. Впрочем, совершать длинные переходы, используя исключительно паровой двигатель, кораблям пока было не по силам, и паровой двигатель использовался только во время боя. Паровая машина тройного расширения, которая была гораздо эффективнее предыдущих паровых машин, была представлена впервые в 1881 году.
В конструкции корабля железные элементы впервые использовались для установки диагональных крестообразных раскосов на крупных кораблях. Использовать железные листы для океанических судов начали только после того, как эксперименты Адмиралтейства решили проблему влияния бронированного корпуса на отклонение стрелки компаса. Поскольку железный корпус был более тонким, чем деревянный, то он был менее устойчив к повреждениям, когда корабли садились на мель. Брунель использовал железные листы в конструкции парохода Great Britain, но Адмиралтейство было озабочено уязвимостью железных частей во время боя. Эксперименты в 1840-е годы доказали, что в результате попадания снаряда железный лист мог быть полностью разрушен.

Броненосный корвет «Боадицея» (1875). Худ. Генри Дж. Морган

В 1858 году французами был построен первый броненосец «La Gloire», а спустя два года первый броненосец появился и у Великобритании — «Warrior». В рамках программы развития флота, реализованной в 1860-е годы, британцы построили большое количество броненосцев, затмив в 1870-е годы французов по качествам своих броненосных кораблей. Большая заслуга в этом принадлежит морским инженерам Эдварду Джеймсу Риду и Натаниэлю Барнаби, занимавшим пост главного строителя флота соответственно в 1863—1870 и 1870—1885 годах. Наполеон III называл британский броненосец «Warrior» «чёрным змеем». На первых порах орудия не могли пробить железную броню кораблей, однако уже с 1867 года стали на вооружение поступать орудия, чьи снаряды пробивали броню броненосцев первого поколения (только с короткого расстояния и под определённым углом). Сразу же броня кораблей выросла, что привело к очередной гонке вооружений и созданию новых крупнокалиберных орудий с большей пробивной мощью. В 1820 году впервые был представлен разрывной снаряд.

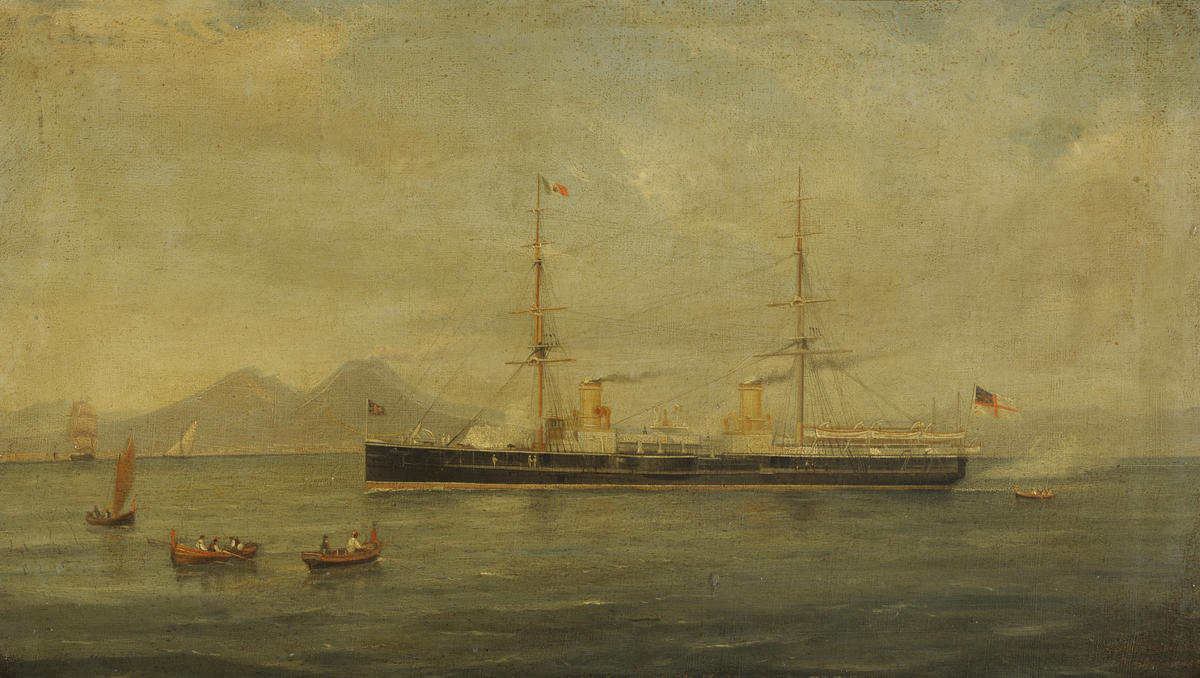
Цитадельный башенный броненосец «Инфлексибл» (1876). Худ. Антонио де Симоне (старший)

Параллельно с этим в Британии обсуждали, как именно стоит устанавливать корабельные орудия. Капитан Купер Кольз представил дизайн орудийной башни в конце 1850-х годов, основываясь на опыте боевых действий Крымской войны. На первых рисунках, представленных в журнале «Blackwood’s Magazine», был изображён корабль с более чем 10 такими орудийными башнями. Параллельно были построены несколько первых плавучих батарей (мониторов). В связи с тем, что поддержка идеи Коулза была достаточно широкой, вопрос использования мониторов вышел уже на политический уровень. Был построен и спущен на воду броненосец «Капитан» в 1869 году, составленный по чертежам Коулза компанией «Lairds». Однако многочисленные ошибки в проектировании привели к тому, что он затонул в 1870 году вместе с Коулзом; другой же корабль, созданный по проекту Адмиралтейства, «Монарх», прослужил гораздо дольше. Однако необходимость сочетать высокий надводный борт с парусами означала, что у этих кораблей была слабая огневая мощь. Следующей плавучей крепостью, решившей эти проблемы, стал «Девастейшн», у которого объём бункера (угольного склада) был достаточно большой, а в орудийных башнях размещались орудия общей массой 35 тонн. Вскоре начались испытания в опытных бассейнах, а на кораблях были установлены первые механические вычислительные устройства с функциями дальномеров. В 1870-е годы на вооружение заступили торпеды, и первым кораблём, официально применившим торпеды в бою, стал «Шах». Так появились миноносцы и эскадренные миноносцы (позднее названные просто эсминцы).

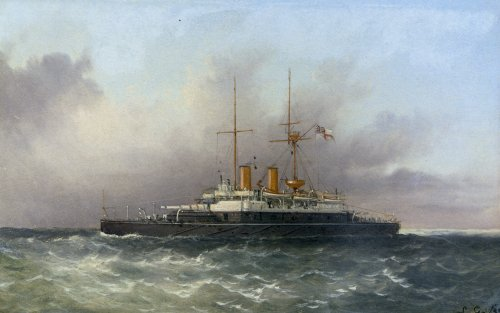
Барбетный броненосец «Энсон» (1886). Худ. Луиджи М. Галеа

Великобритания, которая не бросала никому вызов и не принимала вызов от других морских держав, могла содержать свой морской флот и тратила на него ничтожно малые средства: в 1870 году на оборону выделялось не более 2 % от британского ВВП. Доминирование Великобритании исходило не столько от размера её флота, сколько от огромного потенциала её резервов и непревзойдённой мощи отрасли кораблестроения. 80 % торговых кораблей Великобритании строились на британских верфях. Во Франции скорость строительства была очень низкой, поэтому всё затягивалось. Последний из французских линкоров, заложенных по программе строительства 1872 года, был достроен только в октябре 1886 года. Многие из кораблей, чьё строительство было отложено, были достроены и спущены на воду только во второй половине 1880 года: это было крайне нелепо при том, что у французов было больше новых линкоров, чем у британцев. Об этом писал либеральный журнал «Pall Mall Gazette», предупредивший общественность перед выборами и оказавший влияние на развитие рынка книг и журналов по военно-морскому делу (в том числе и на публикацию в 1887 году первого выпуска «Naval Annual»).

### Двухдержавный стандарт

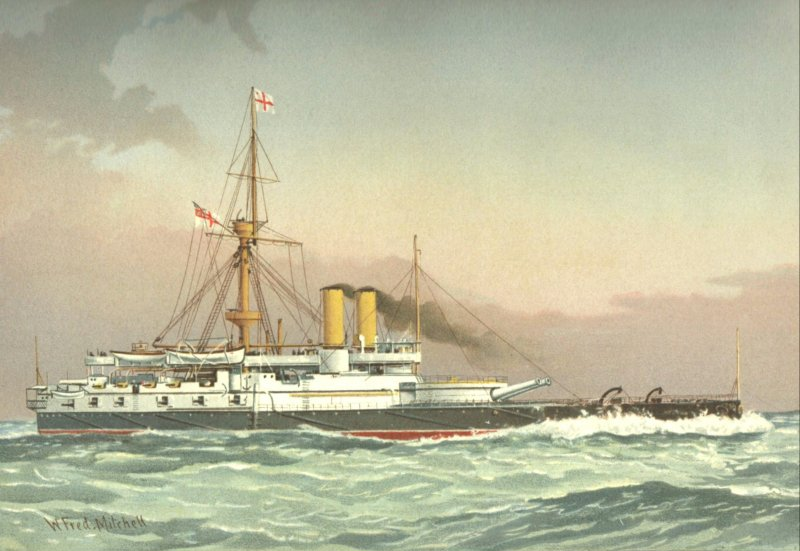
Эскадренный броненосец «Виктория» (1887). Худ. Уильям Митчелл

Эпоха содержания флота по невысокой цене и логичного доминирования закончилась тогда, когда укрепились экономики Франции, Германии и Японии. 31 мая 1889 года в ответ на их стремительный рост в Великобритании был принят Акт о морской обороне, который должен был стимулировать рост военно-морской мощи Великобритании и признать двухдержавный стандарт. Согласно этому стандарту британский флот должен был быть сильнее, чем два любых других флота в мире вместе взятые (на тот момент это были Франция и Россия), особенно в плане количества и силы линкоров.
Была внедрена новая строительная программа, которая включала строительство 10 линкоров, 38 крейсеров и дополнительных кораблей. В 1890-е годы книги военно-морского теоретика Альфреда Тайера Мэхэна подняли интерес к теме флота, равно как и поездка Мэхэна по странам Европы. Попытавшийся выступить против очередной крупномасштабной программы модернизации флота 1894 года премьер-министр Уильям Гладстон вынужден был уйти в отставку, поскольку его не поддержал никто.

## Эпоха линкоров (1890—1914)

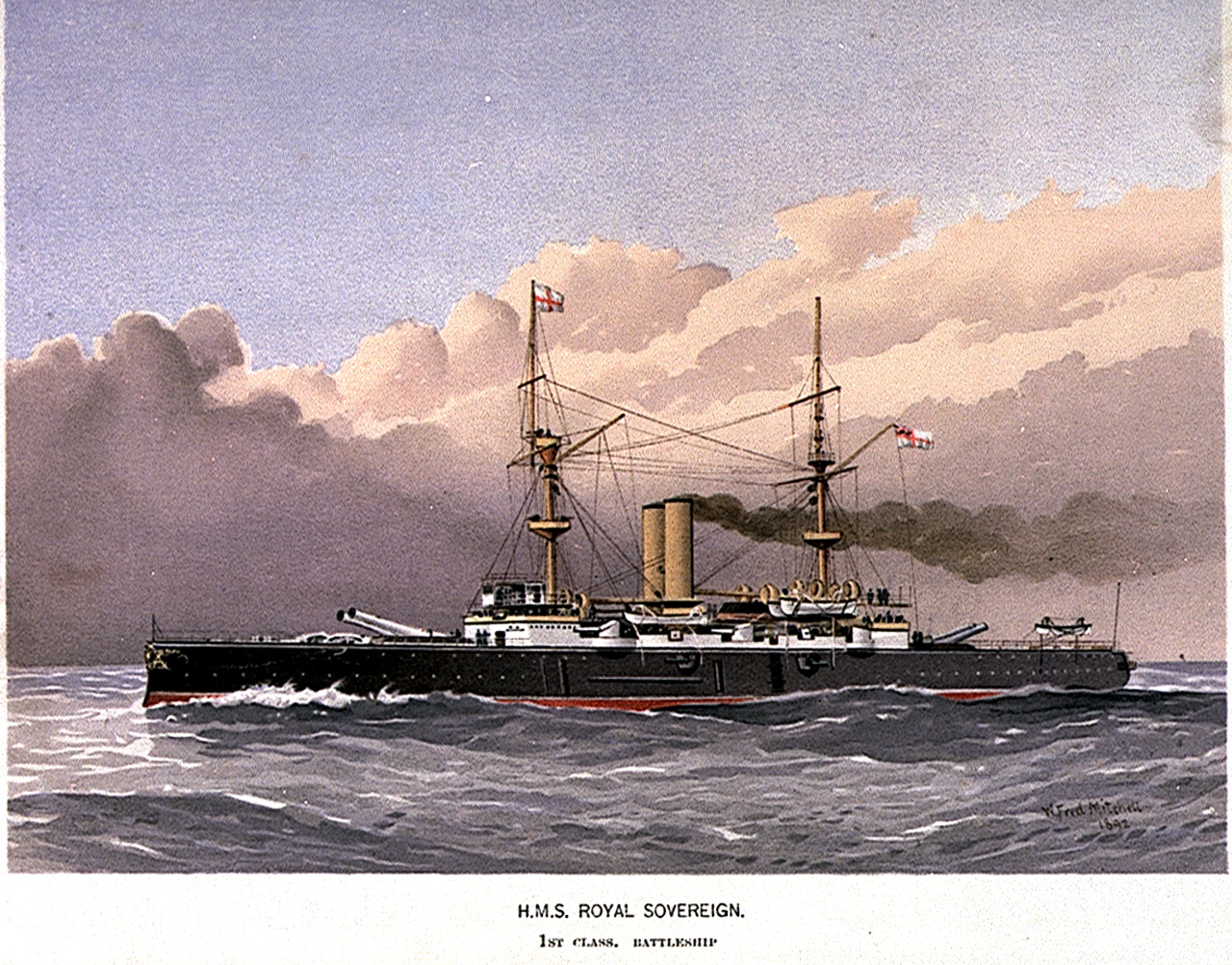
Барбетный броненосец «Ройал Соверен» (1892). Худ. Уильям Митчелл

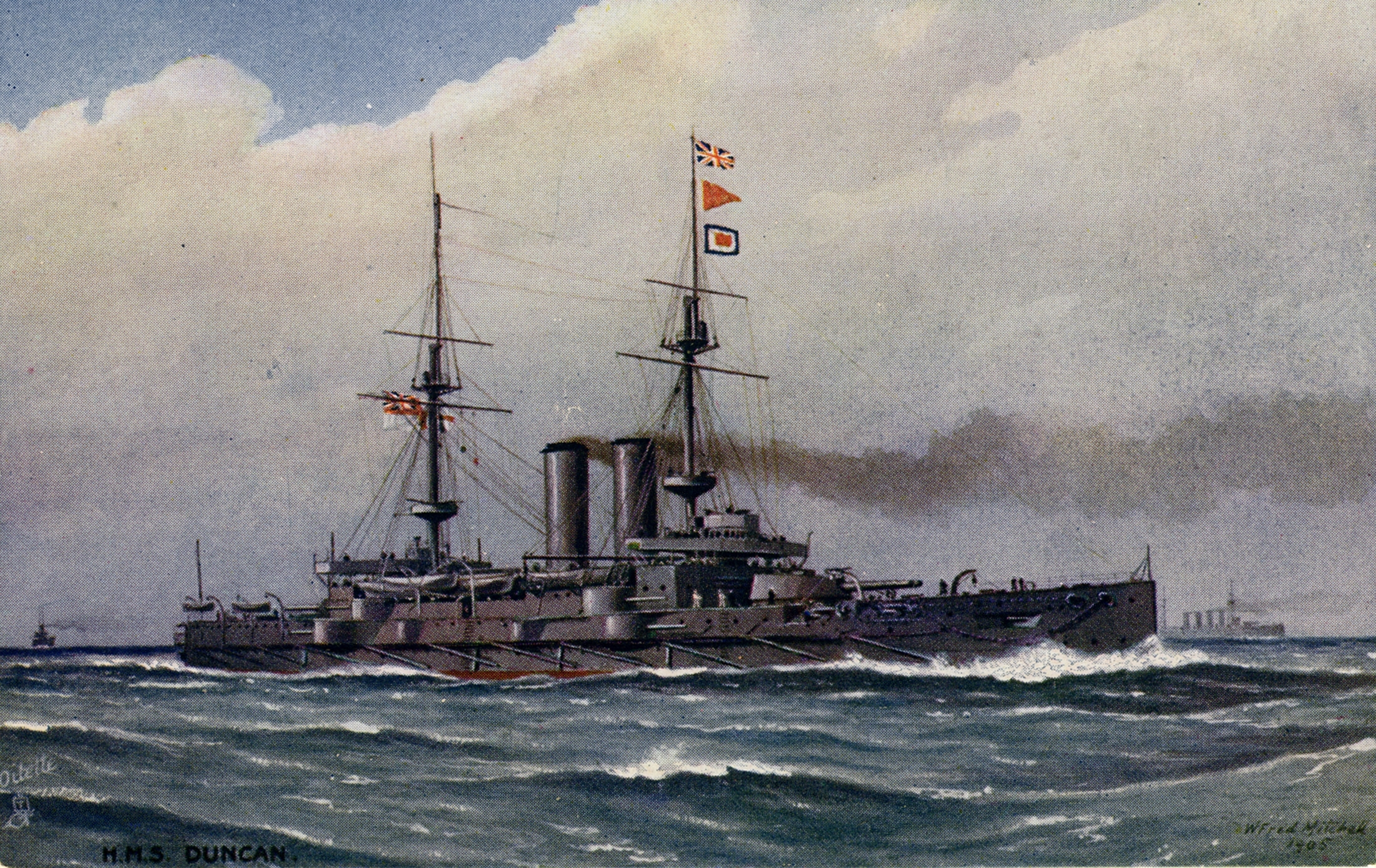
Башенный броненосец «Дункан» (1903). Худ. Уильям Митчелл

Расклад сил на геополитической арене изменился после того, как был заключён франко-русский союз, в Германии утвердили амбициозную программу развития флота, а свои интересы стали расширять США и Япония. Великобритания впервые почувствовала себя изолированной и незащищённой. Развитие строительства кораблей и стратегии войны на море стали интенсивными: с 1901 года использовались и подводные лодки, которые перевернули все представления о мощи линкоров. В то же время спущенный в феврале 1906 года на воду линкор «Дредноут», положивший начало одноимённому классу кораблей, соответствовал концепции «только крупнокалиберных орудий» и намного опередил своё время, дав Великобритании неоспоримое преимущество. У этого корабля были десять 12-дюймовых орудий, а сам он, за счёт мощности паровых турбин, развивал скорость в 21,5 узлов. Британцам помогали в плане развития флота и морские наблюдатели, которые были свидетелями Цусимского морского сражения, когда японский флот нанёс решительное поражение русскому флоту. Британские наблюдатели сделали вывод, что именно 12-дюймовые корабельные орудия сыграли решающую роль: они обладали и большим радиусом стрельбы, и достаточной огневой мощью. Однородные батареи предоставляли дополнительное преимущество в более точной залповой стрельбе. Ещё одной инновацией стал класс кораблей «линейный крейсер», которые обладали более высокой скоростью по сравнению с линкорами в ущерб бронированию и сохраняли свою огневую мощь. Однако именно линейные крейсера в Ютландском сражении были наголову разгромлены небольшими соединениями Флота открытого моря. В Адмиралтействе же продолжались споры о том, как управлять новым, современным флотом, и в них участвовал Уинстон Черчилль, предлагавший различные варианты и реформы.

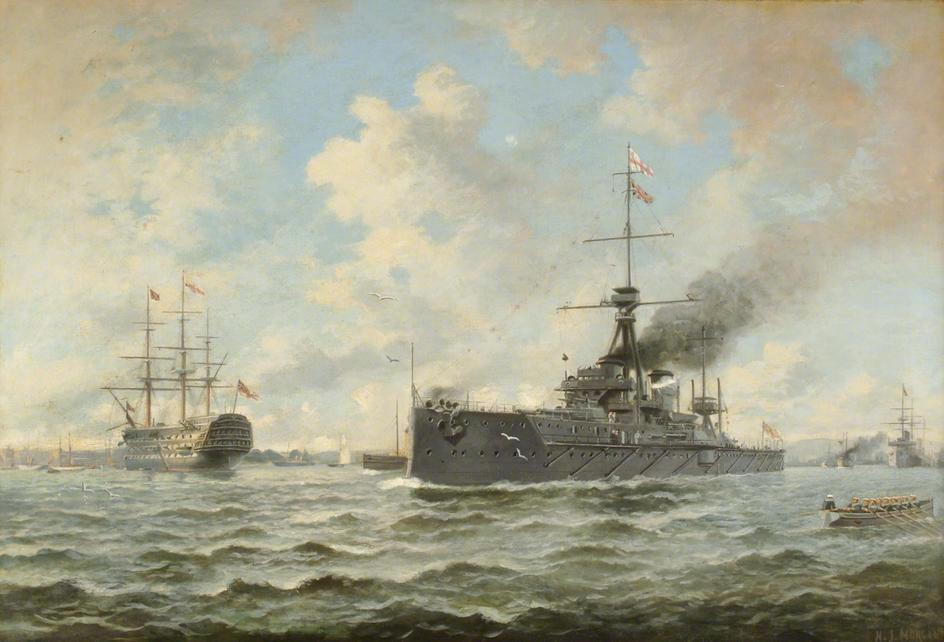
Линкор «Дредноут» и парусный линейный корабль «Виктори». Худ. Генри Дж. Морган

С 4 февраля 1901 года в ВМФ Великобритании начали свою службу подводные лодки, строительство которых началось в конце 1900 года. Их строила компания Vickers вместе с американской Electric Boat Company. Первая британская подводная лодка «Холланд 1» типа 7, собранная компанией Vickers, имела длину 19,3 м. Четыре подлодки такого же типа вскоре также были спущены на воду и заступили на службу. К середине 1914 года в строю были уже 70 подводных лодок пяти типов. Более крупные реформы в Британском флоте проводил адмирал Джон Арбетнот Фишер с 1904 по 1909 годы, находясь на посту Первого морского лорда. В ходе этих реформ из состава флота британцы исключили 154 устаревших надводных корабля, изменили содержание учений и стандарты артиллерийских орудий, а также начали перевод британского флота на жидкое топливо. Благодаря стараниями Фишера Великобритания сумела бросить вызов Альфреду фон Тирпицу, который занимался аналогичной спешной модернизацией германского флота, и создать достойный флот, серьёзным противником которого мог стать лишь немецкий (по мнению Фишера, господство на море было главным условием победы в войне). Смена вектора в британской внешней политике, а именно заключения договоров с США, Францией, Россией и Японией позволили британскому флоту окончательно закрепиться в своих территориальных водах.

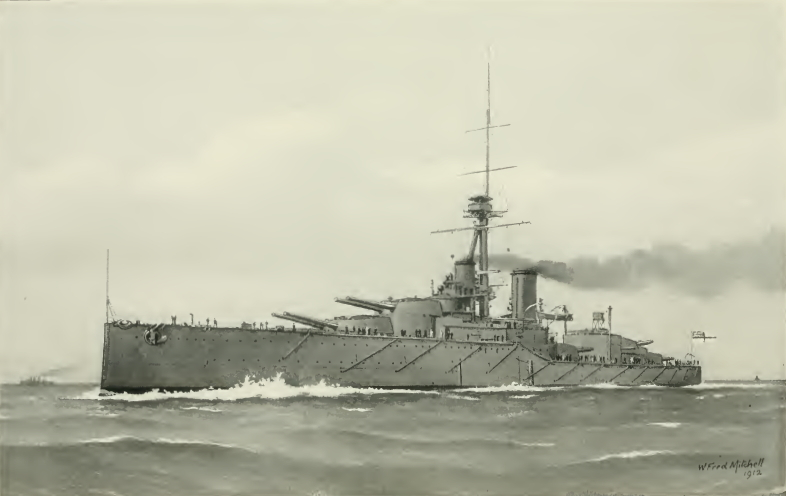
Линкор «Монарх» типа «Орион» (1912). Худ. Уильям Митчелл

Изобретение паровой турбины Чарльза Парсонса в 1899 году также оказало серьёзное влияние на развитие флота. Первый такой корабль с паровой турбиной — «Turbinia» — был спущен на воду в 1899 году, а в британском флоте первыми такими кораблями с турбинами Парсонса стали эсминцы «Вайпер» и «Кобра». В 1909 году была образована верфь Rosyth Royal Dockyard. В 1910 году образовано Управление военно-морской разведки, ответственное за планирование боевых действий и стратегию ведения боя. Лорд Фишер также образовал Военно-морской совет после упрёков в том, что у флота не было генерального штаба. Британским колониям также стали предоставлять право на собственный флот: так появились в 1911 году КВМС Австралии и Канады, а в 1941 году были образованы КВМС Новой Зеландии. Наконец, был заложен первый гидроавиатранспорт «Ройал Арк», спущенный на воду в 1914 году.
Всего с 1900 по 1913 годы на реформы флота расходы составили 44 млн фунтов стерлингов при оборонном бюджете в 74 млн фунтов стерлингов. К началу XX века по числу паровых броненосцев (41) Британская империя вышла на первое место в мире, а к началу Первой мировой войны она обладала уже 57 линейными кораблями, почти вдвое превосходя Германию и Соединённые Штаты, и почти втрое — Францию.

## Мировые войны (1914—1945)
В обеих мировых войнах Королевский военно-морской флот Великобритании сыграл жизненно важную роль в снабжении Великобритании продовольствием, оружием и сырьём, а также помог остановить немецкую кампанию неограниченной подводной войны против торговых кораблей союзников Великобритании. Флот также участвовал во множестве операций на планете, сражаясь против итальянского и японского флотов.

### Первая мировая война

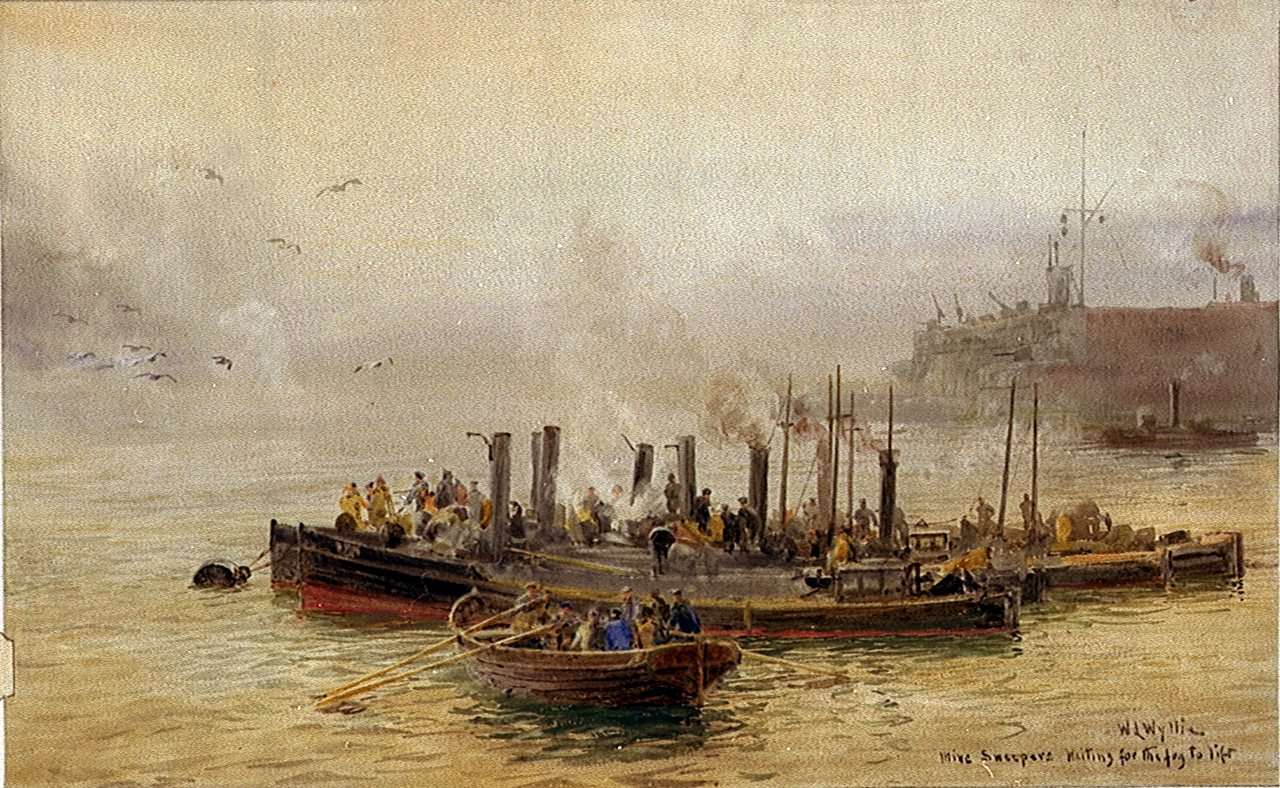
Паровые миноносцы в гавани Портсмута (1916). Худ. Уильям Лайонел Уайли

К началу Первой мировой войны привели многочисленные противоречия в международных отношениях. С морской точки зрения, для крупных флотов настало время доказать свои качества, однако чрезмерная осторожность стала причиной всего нескольких небольших столкновений в море. Во время войны большая часть британского флота состояла в так называемом «Гранд флит», целью действий которого являлась морская блокада Германии и выманивание немецкого Флота открытого моря для генерального сражения, в котором могла бы быть одержана решительная победа. Хотя генерального сражения как такового не было, британский и германский флоты не раз вступали в бой друг против друга: так состоялись сражение в Гельголандской бухте, сражение при Коронеле, Фолклендский бой, сражение у Доггер-банки и Ютландское сражение. Именно Ютландское сражение стало самым известным сражением британского флота в Первую мировую войну. Флот под командованием Джона Джеллико и Дэвид Битти понёс большие потери, но и сам нанёс такой ущерб германцам, что не позволил им больше выйти в открытое море для крупномасштабных действий: единственный последовавший выход немцев был произведён только с целью затопления флота на Скапа-Флоу.

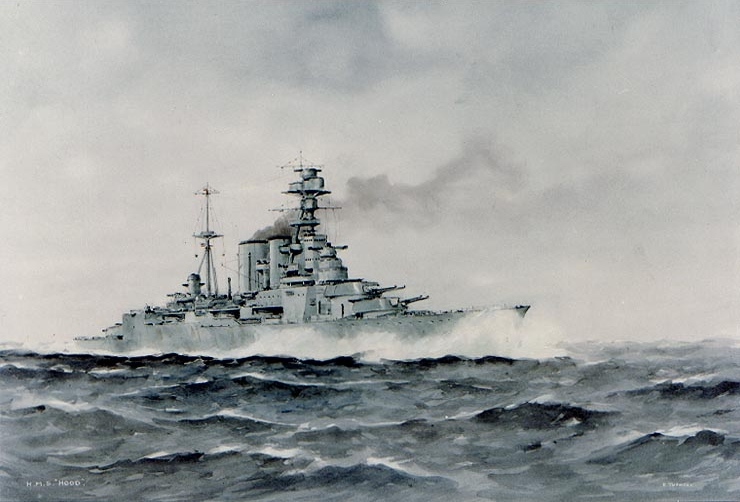
Линейный крейсер «Худ» (HMS Hood, 1918). Акварель Эдварда Тафнелла

В самом начале войны Германская империя имела в своём распоряжении множество бронепалубных крейсеров, которые несли службу по всему миру. Некоторые из них нападали на союзные торговые корабли. Британский флот вёл систематическую охоту на немецкие корабли, хотя полностью защитить торговые суда не был в состоянии. В Фолклендском бою в декабре 1914 года была разгромлена Восточно-азиатская эскадра германского флота. В дальнейшем британцы начали морскую блокаду Германии, не позволяя торговым судам добираться до немецких портов. В некоторых районах ставились мины, что предупреждало вхождение любого корабля. Немцы в связи с ограниченными возможностями могли дать ответ только в виде неограниченной подводной войны против Британии с целью предотвращения поставок на Британские острова. Британия вынуждена была полагаться на патрули ВМФ, сброс глубинных бомб, установку искусственных преград и гидролокаторов для обнаружения подлодок. Только в 1917 году конвоям стало полагаться сопровождение из кораблей британского военного флота: до этого потери транспортных и торговых кораблей были очень высокими.
Морская авиация была образована в 1914 году, но её обязанности сводились преимущественно к разведке. Некоторые корабли были переоборудованы для запуска гидросамолётов. Только в 1917 году был заложен первый классический авианосец «Аргус», спущенный на воду в 1918 году. Британский подводный флот также проявил себя в войну, действуя в Балтийском, Средиземном и Чёрном морях, равно как и в Атлантическом океане. ВМФ Великобритании также сыграл важную роль в Дарданелльской операции, спланированной Уинстоном Черчиллем.
К концу 1918 года в составе ВМФ Британской империи насчитывалось около 1300 боевых кораблей, включая 42 линкора и линейных крейсера, 28 паровых броненосцев додредноутного типа, четыре авианосца, 120 броненосных, бронепалубных и лёгких крейсеров, 527 эсминцев и 147 подводных лодок. Общее водоизмещение их примерно соответствовало суммарному тоннажу военных флотов остальных стран, вместе взятых. Численность личного состава британского флота выросла с 250 тысяч человек в 1914 году до 450 тысяч человек в 1918 году.
В 1917 году была создана Женская вспомогательная служба ВМС, которая занималась вопросами администрации, транспорта, логистики и коммуникации и к концу войны насчитывала 7 тысяч человек. А численность морской пехоты выросла с 17 до 55 тысяч человек за время войны: одной из крупнейших операций морской пехоты стала высадка у Зебрюгге. Во время войны из личного состава британского флота и морской пехоты, которому не надо было непосредственно нести службу в море, была создана 63-я пехотная флотская дивизия, которую включили в состав армии Китченера.

#### Топливо
Энергетика была критически важным фактором развития боевых действий с участием Великобритании: в качестве топлива использовался преимущественно уголь, добытый на британских шахтах. А вот переработанной нефти для гражданских и военных кораблей, наземного транспорта и промышленности катастрофически не хватало: поскольку нефтяных вышек в Великобритании не было, то нефть приходилось импортировать. В 1917 году Великобритания импортировала 827 миллионов баррелей нефти, из которых 85 % поставлялись из США и 6 % из Мексики. Вследствие этого для британцев было стратегически важно спасти танкеры от торпедирования немцами. Переработанная нефть в качестве горючего была главным приоритетом флота: 12,5 тысяч тонн горючего импортировалось ежемесячно для нужд флота, а также 30 тысяч тонн ежемесячно шло из Персии с нефтяных вышек British Petroleum.

### Участие в интервенции против Советской России
Британский флот принимал участие в военной интервенции стран Антанты против Советской России. Уже в конце декабря 1918 года в Ревель прибыла английская эскадра из 36 вымпелов
- 4 июня 1919 года в Балтийском море советские эсминцы «Гавриил» и «Азард» потопили английскую подводную лодку L-55[47]
- 31 августа 1919 года у острова Сескар в Балтийском море советская подлодка «Пантера» потопила английский эсминец «Виттория» водоизмещением 1365 тонн[47][48].

### В период между мировыми войнами

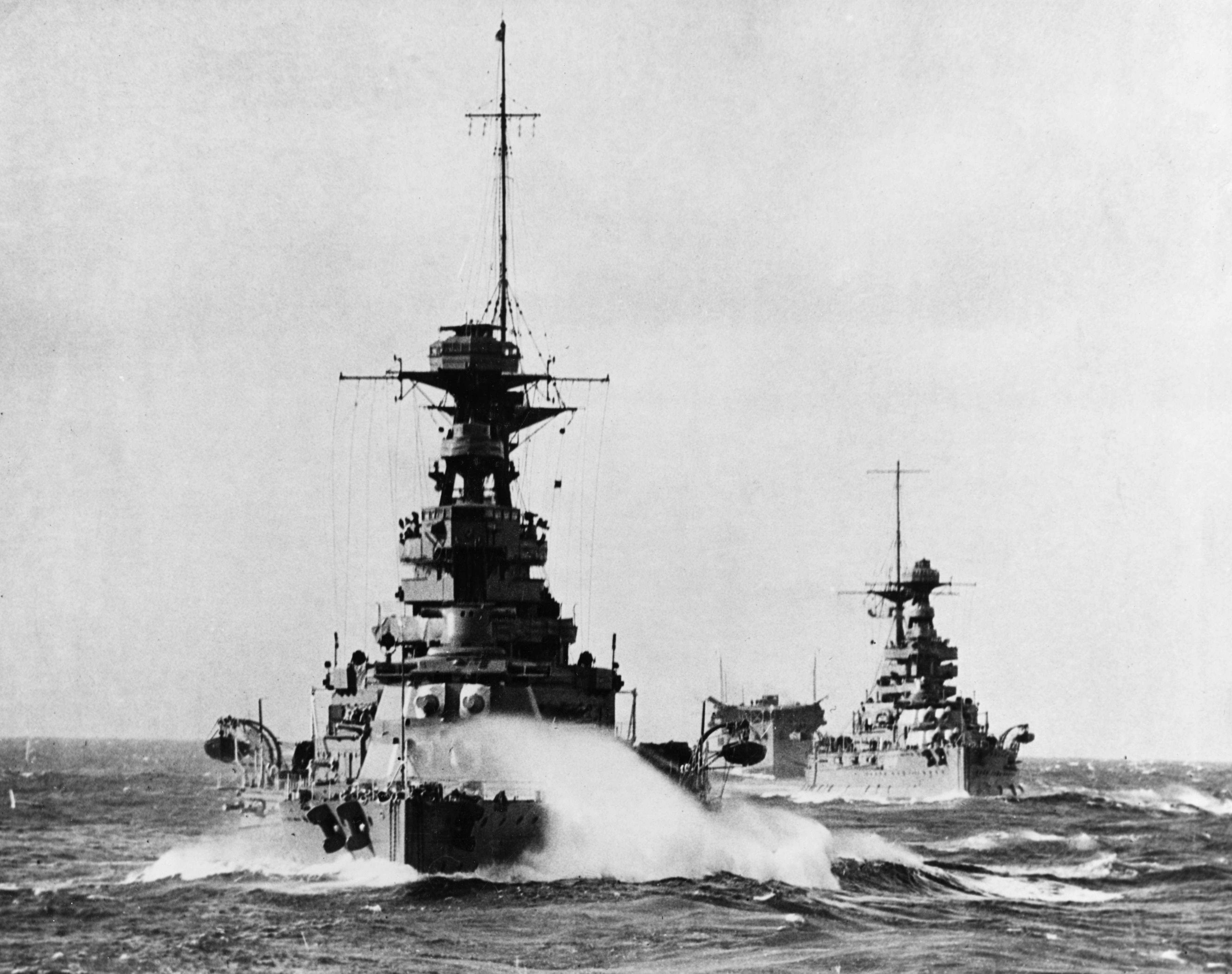
HMS Barham, HMS Malaya и HMS Argus, идущие колонной на учениях в Средиземном море, конец 20-х годов. Высокобортный силуэт авианосца отличается от прочих боевых кораблей

Несмотря на то, что Великобритания вышла победительницей из Первой мировой войны, подписанное в 1922 году Вашингтонское морское соглашение привело к сокращению размера флота. По этому договору предусматривались пределы водоизмещения каждого корабля и орудийного калибра, а также суммарный тоннаж всего флота. В связи с серьёзным финансовым кризисом послевоенных лет и Великой депрессией Адмиралтейство вынуждено было отдать распоряжение о разборе всех капитальных кораблей времён Первой мировой войны с орудиями калибра 13,5 дюймов и больше, а также свернуть все планы по строительству новых кораблей. Содержание такого количества разнотипных кораблей стало бы тяжёлым бременем для экономики империи. В рамках выполнения Вашингтонского морского соглашения были свёрнуты программы строительства линейных крейсеров типа G-3 с 16-дюймовыми орудиями и линкоров типа N-3 с 16-дюймовыми орудиями. Отменили строительство трёх линейных крейсеров типа «Адмирал», в авианосцы были переоборудованы лёгкие линейные крейсера «Глориес», «Корейджес» и «Фьюриес». На флот поступило не так много новых кораблей: единственными новыми капитальными кораблями стали два линкора типа «Нельсон» и пятнадцать тяжёлых крейсеров типов «Каунти» и «Йорк».
В 1930 году Великобританией, Японией и США был подписан Лондонский морской договор, который ужесточил условия предыдущего договора, запретив строительство новых капитальных кораблей до 1937 года и включив ограничения на строительство крейсеров, эсминцев и подводных лодок. В 1935 году британцами заключён морской договор с Германией, по которому Германии разрешалось строить собственный военно-морской флот, но его мощь должна была составлять не более 35 % от британского флота. Это стало причиной очередной гонки морских вооружений: в 1936 году был заключён очередной Лондонский морской договор между Великобританией, Францией и США, который наложил качественные ограничения на строительство новых линкоров, авианосцев, крейсеров и подводных лодок. Однако к 1938 году стало ясно, что его никто не будет соблюдать. Британский флот из-за политических интриг (в частности, по причине поддержки политики «умиротворения» Лордом Адмиралтейства Сэмюэлем Хором) не вмешался в итало-эфиопскую войну, которая закончилась оккупацией Эфиопии, и вынужден был заниматься эвакуацией своих граждан из китайских городов после нападения Японии, а не оказанием помощи войскам Китайской Республики.
Параллельно британцы занимались перевооружением флота. К началу войны началось строительство линейных кораблей типа «Кинг Джордж V» с водоизмещением в 35 тысяч тонн и орудиями калибра 14 дюймов, на воду были спущены авианосец «Арк Ройал» и серия авианосцев типа «Илластриес», лёгкие крейсера типа «Таун» и «Краун Колони», а также эсминцы типа «Трайбл». Прежние крейсера и линкоры были перестроены, на них было установлено новое вооружение (в том числе и усилено зенитное вооружение).
В это же время британский флот занимался задачами эвакуации и действовал в пределах дипломатии канонерок. В 1930 году численность личного состава флота составляла 97 тысяч человек. В 1920-е годы правительство решило сократить зарплату морякам, что вылилось в Инвергордонский мятеж в 1931 году. В мятеже участвовали экипажи 18 кораблей, в том числе 7 линкоров: моряки отказались выходить на учения. В 1934 году правительство пошло навстречу морякам и восстановило прежнее жалование, но условия службы в целом остались неизменными. С целью борьбы с последствиями мятежа Атлантический флот был переименован во Флот метрополии.

### Вторая мировая война

#### 1939
Вследствие реформ на флоте Великобритания вступила во Вторую мировую войну с флотом, представлявшим собой совокупность кораблей-участников Первой мировой войны и кораблей, построенных в межвоенное время в связи с введёнными ограничениями на вооружение и водоизмещение. Хотя мощь британского флота в целом была внушительной, по размеру он был меньше, чем в Первую мировую войну, а возраст кораблей был гораздо больше. На начальных этапах войны задачи флота диктовались именно британскими внешнеполитическими интересами, а основной таковой задачей являлась охрана торговых путей и грузовых кораблей, поскольку метрополия сильно зависела от импорта продовольствия и сырья, равно как и колонии от импорта оборудования. Все военно-морские силы были разделены на несколько флотов и станций.
| Флот или станция                                    | Зона ответственности |
| --------------------------------------------------- | --- |
| Флот метрополии                                     | Территориальные воды Великобритании, Северная Атлантика, Северное море, Ла-Манш (разделены на командования и подкомандования) |
| Средиземноморский флот                              | Средиземное море |
| Южно-Атлантическая и Африканская станция            | Южная Атлантика, прибрежные воды Южной Африки                                                                                 |
| Североамериканская и Вест-Индская станция           | Северо-Западная Атлантика, Карибское море, Восточная часть Тихого океана                                                      |
| Ост-Индская станция / Восточный флот Великобритании | Индийский океан, территориальные воды Австралии и Голландской Ост-Индии                                                       |
| Китайская станция / Восточный флот Великобритании   | Северо-Западная часть Тихого океана и территориальные воды Голландской Ост-Индии                                              |

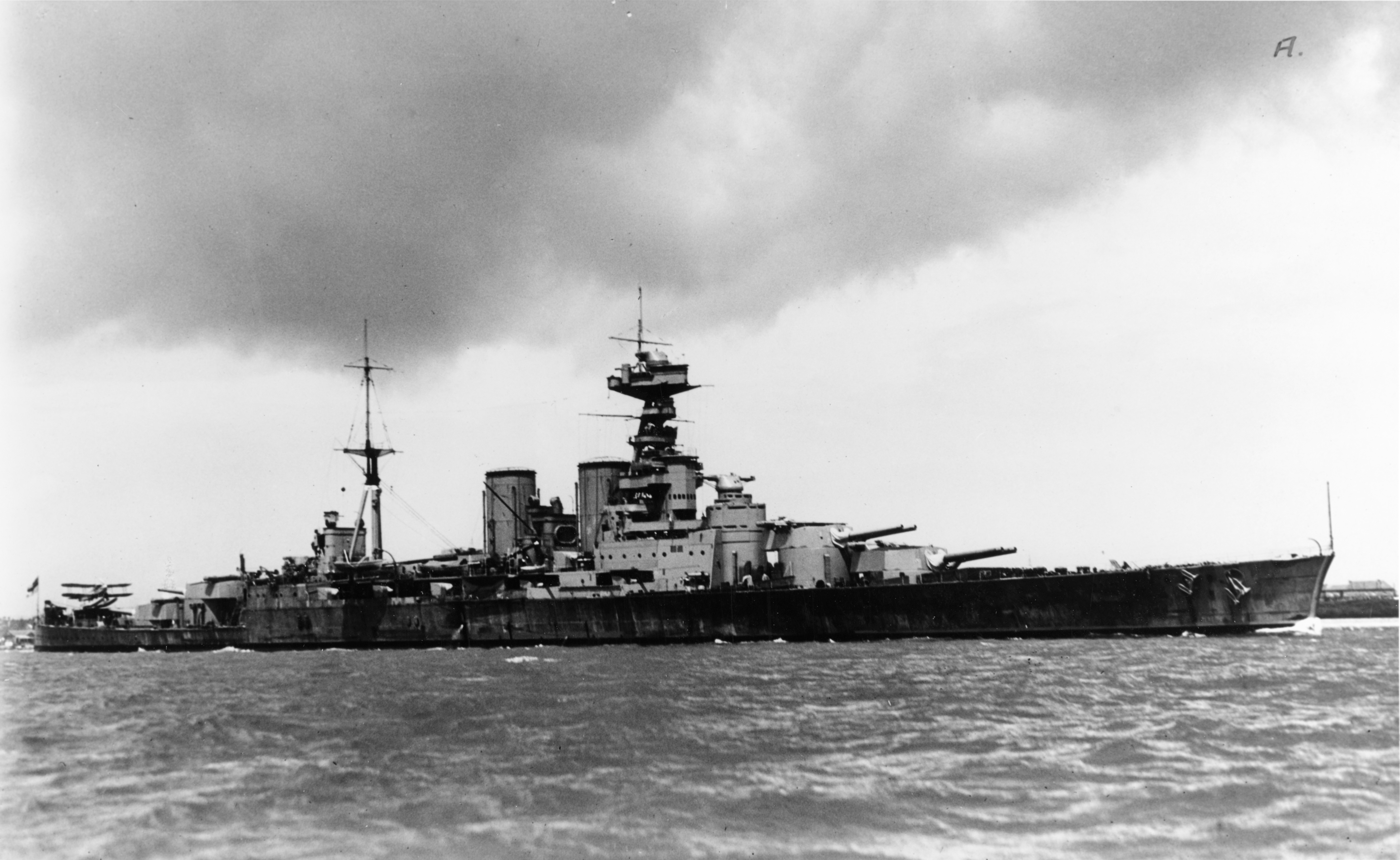
Британский линейный крейсер «Худ». Фото 1932 года

К началу войны КВМФ располагал: 15 линкорами и линейными крейсерами (ещё 5 строились), 7 авианосцами (5 строились), 66 крейсерами (23 строившихся), 184 эсминцами (52 в строительстве) и 60 подлодками (для сравнения: германский флот имел 2 линкора и 6 крейсеров (ещё шесть строились), 21 эсминец, ни одного авианосца (два строились) и 57 подлодок). Численность личного состава Королевского флота на 1 января 1939 составляла менее 10 тысяч офицеров и примерно 109 тысяч матросов, также 12400 офицеров и солдат состояли в Королевской морской пехоте. На момент начала войны общая численность личного состава достигала 134 тысяч человек.
Британский флот занимался в самом начале обеспечением эвакуации британских войск с континентальной Европы, а на протяжении всей войны участвовал в так называемой битве за Атлантику. Уже осенью 1939 года он понёс первые потери: в сентябре был потоплен авианосец «Корейджес» после атаки подлодки U-29, а в октябре торпедирован линкор «Роял Оук» подлодкой U-47. Первое серьёзное сражение флота состоялось 13 декабря 1939 года в устье реки Ла-Плата в Аргентине, когда немецкий крейсер «Адмирал граф Шпее» оказался полностью блокирован благодаря умелым действиям трёх британских крейсеров и запущенной дезинформации — это была первая победа британцев.

#### 1940
В следующем году ход войны против Германии складывался неблагополучно для флота: в ходе операции «Алфавит» по эвакуации войск из Норвегии флот лишился авианосца «Глориес» и шести эсминцев, в том числе «Ардент» и «Акаста», погибло 1207 человек личного состава; во время эвакуации из Дюнкерка погибло до 7 тысяч моряков (эвакуировано около 338 тысяч человек). Потеря территорий союзных стран стала моральным ударом для Великобритании.
Впрочем, вскоре флот добился первых успехов. 9 июля в бою у Калабрии, у мыса Стило, британцы под командованием адмирала Эндрю Каниннгема вступили в бой против итальянского флота и повредили один линкор, один тяжёлый крейсер и эсминец (с их стороны повреждения получили лёгкий крейсер и два эсминца). 12 ноября морская авиация Великобритании совершила массированный авианалёт на Таранто и благодаря торпедоносцам Fairey Swordfish торпедировала один итальянский линкор и вывела из строя ещё два, нанеся ещё один удар по итальянскому флоту. Также флот в рамках операции «Катапульта» нанёс потери частям ВМС Франции, примкнувшим к коллаборационистам — значительная часть французского флота была обстреляна в порту Мерс-эль-Кебир неподалёку от Орана (современный Алжир).

#### 1941

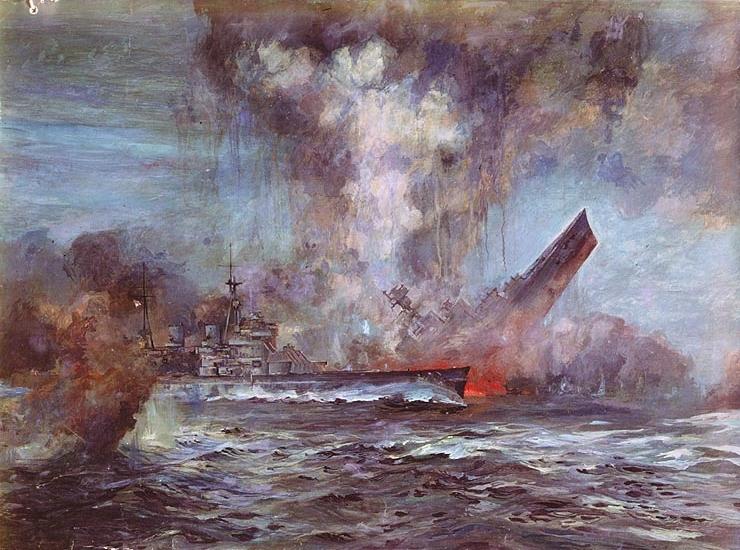
Потопление линейного крейсера «Худ» германским линкором «Бисмарк». Худ. Юлиус Шмитц-Вестерхольт, 1941 г.

Весной 1941 года флот занимался прикрытием отступления британских войск с Крита, и даже адмирал Каннингхэм считал подобную операцию рискованной и опасной. 30 тысяч человек удалось спасти ценой трёх крейсеров и шести эсминцев, затопленных во время боёв против немецких войск. С 27 по 29 марта в битве у мыса Матапан британский флот вёл сражение против итальянского флота и одержал решительную победу: благодаря радиолокаторам он сумел уничтожить три итальянских тяжёлых крейсера и повредить итальянский линкор, чем ещё сильнее ослабил мощь Италии. В мае он провёл операцию по уничтожению немецкого линкора «Бисмарк», в которой участвовали несколько крупных британских кораблей — линкор «Принц Уэльский» и линейный крейсер «Худ», затем авианосец «Арк Ройял» и линкоры «Кинг Джордж V» и «Родней». «Бисмарк» был потоплен при содействии морской авиации и крейсеров, но победа досталась слишком дорогой ценой — во время первого боя 24 мая «Худ» был потоплен. Для британского флота потеря «Худа» стала очень серьёзным ударом.
После вторжения Германии в СССР британский флот взял на себя обязанности по охране арктических конвоев, шедших из Великобритании в советские порты — первый из них, известный под кодовым названием «Дервиш», покинул порт Ливерпуля 12 августа и успешно пришёл в Архангельск 31 августа, так и не будучи обнаруженным немецкой разведкой. В конце 1941 года Великобритания понесла ещё ряд потерь: 13 ноября «Арк Ройял» был торпедирован немецкой субмариной U-81 и затонул на следующие сутки, 25 ноября линкор «Барэм» был потоплен в открытом море подлодкой U-331 (взрывом корабль буквально разнесло на куски), а 10 декабря линкор «Принц Уэльский» и линейный крейсер «Рипалс» были потоплены японской авиацией (Япония на тот момент уже находилась в состоянии войны с Великобританией). Однако вступление США в войну позволило британскому флоту надеяться на поддержку в морских операциях не только в Тихом океане, но и в Атлантике и Средиземноморье. Конец года ознаменовался ещё одним боем против итальянского флота: у мыса Бон британцы торпедировали два итальянских эсминца, которые перевозили топливо и припасы для других итальянских судов.

#### 1942

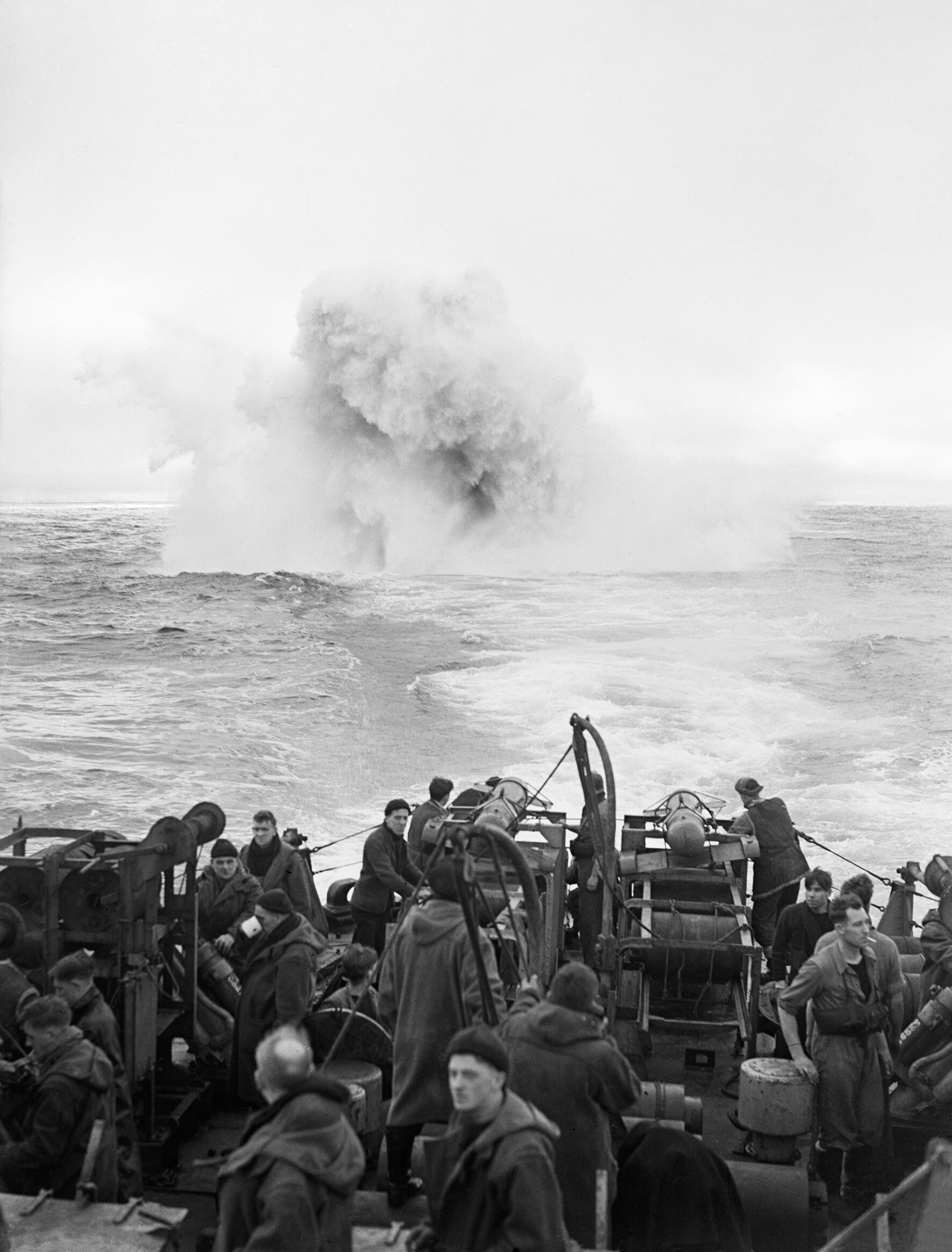
Экипаж шлюпа «Старлинг», уничтожившего 14 подводных лодок кригсмарине

Королевский флот вынужден был в течение войны защищать военно-морскую базу на Мальте, перехватывать немецкие конвои, шедшие в Северную Африку в помощь итальянским и немецким войскам, а также охранять собственные конвои в Средиземном море, на Дальнем Востоке и Северной Атлантике. Так, он провёл операцию «Пьедестал», в ходе которой с большими потерями (так, 11 августа немецкой субмариной U-73 потоплен авианосец «Игл») сумел довести конвой до Мальты и доставить туда жизненно важный груз, необходимый для обороны острова. Одним из ключевых сражений за Мальту стал бой в заливе Сирт 22 марта.
Помимо этого, британский флот оказывал большую поддержку сухопутным войскам Великобритании, её доминионов и США в операции «Торч» в Северной Африке. Он разделил зоны ответственности в море с флотом США, включив в свою зону Северный Ледовитый океан и Северную Атлантику. Важнейшей стратегической задачей ВМФ Великобритании была борьба с подводными лодками противника, чтобы обеспечить безопасную доставку грузов в точку назначения (в основном в порты СССР на побережье Северного Ледовитого океана). Для борьбы с подлодками флот использовал дешёвые и быстро строящиеся шлюпы и корветы, которые проявляли себя достаточно эффективно в борьбе против подлодок. Охрана портов, гаваней и побережья ложилась на береговые силы и Королевскую военно-морскую патрульную службу.
В ходе обороны арктических конвоев британский флот нёс большие потери. Так, 2 мая 1942 года во время охраны конвоя QP-11, шедшего из Мурманска в Рейкьявик, лёгкий крейсер «Эдинбург», перевозивший золото, был потоплен. В конце апреля он был торпедирован подводной лодкой U-456, а 2 мая после боя с немецкими эсминцами получил ещё больше повреждений и был добит своими же кораблями (к счастью, экипаж удалось спасти в полном составе; золото было поднято со дна моря только в 1980-е годы). Ещё один лёгкий крейсер «Тринидад», который ранее ставился на ремонт после попадания авиабомб в корпус, 14 мая 1942 года был атакован бомбардировщиками Junkers Ju 88 и был потоплен их же бомбами. Самой серьёзной потерей стала гибель конвоя PQ-17, который шёл в июне — июле в Мурманск. 22 транспорта и 2 вспомогательных судна были потоплены немцами, которые за операцию потеряли только 6 самолётов.

#### 1943
Британский флот не только поставлял припасы войскам союзников во время их высадок на острове Сицилия и Апеннинском полуострове, но и оказывал артиллерийскую поддержку с моря. После капитуляции Италии угроза для британского флота значительно сократилась, поскольку весь итальянский флот принял капитуляцию, но при этом кригсмарине принялась за усиленную борьбу против британских конвоев. В Северном море британцы продолжали бороться против немецких войск: в канун 1943 года при охране конвоя JW-51B британцы в Баренцевом море сорвали атаку кригсмарине, потопив один эсминец и потеряв свой эсминец с тральщиком. 26 декабря у мыса Нордкап британцами был потоплен линкор «Шарнхорст».
К тому моменту британцы осознали факт, что именно авианосцы, а не линкоры начали играть главную роль в боевых действиях на море. Британцы первыми предложили бронировать палубы авианосцев, а также решили отказаться от массового использования линкоров и сделать ставку на авианесущие корабли, пользуясь опытом своего союзника в лице США. В 1944 году был спущен на воду последний в истории британского флота линкор «Вэнгард», введённый в строй в 1946 году и прослуживший до 1960 года.

#### 1944

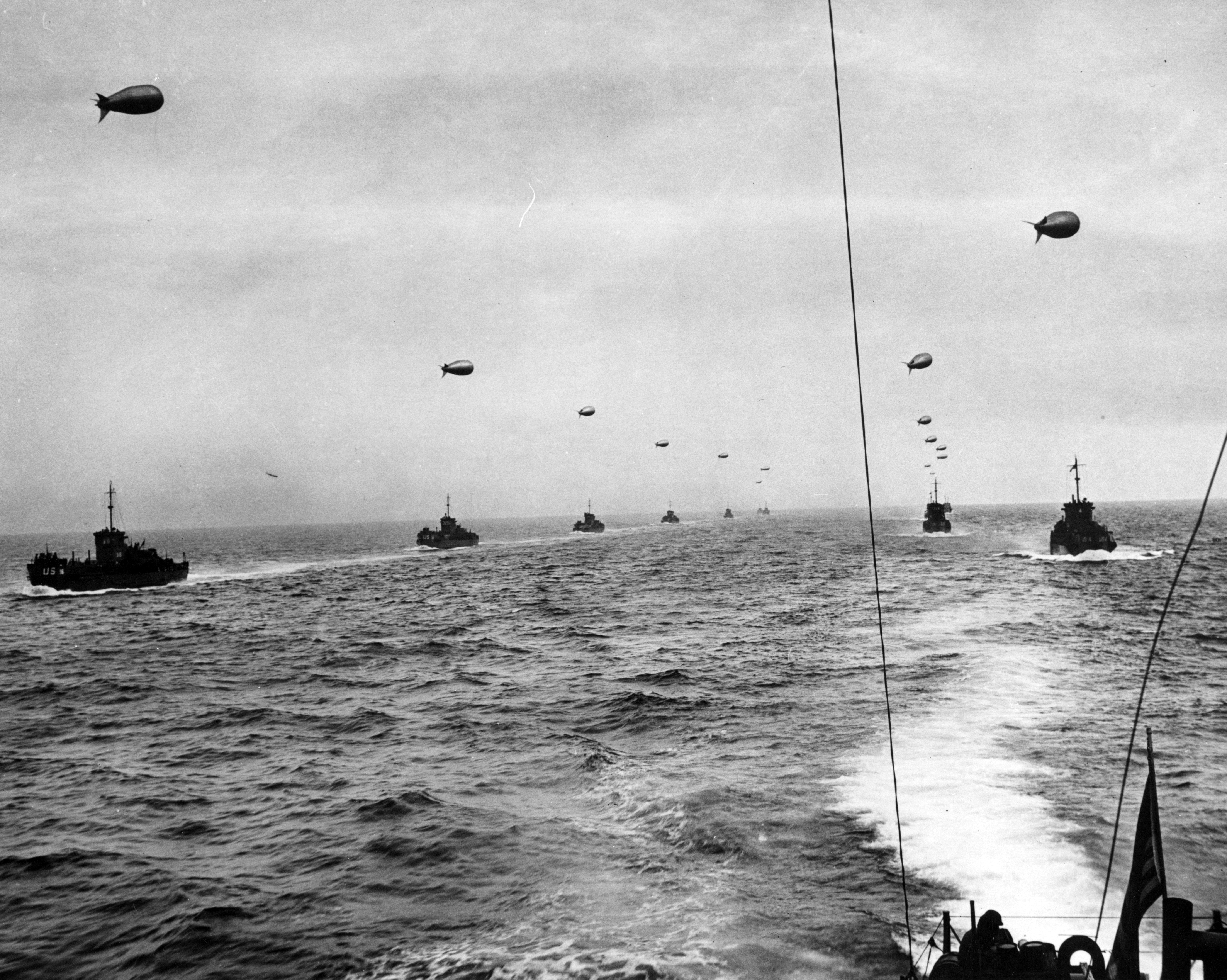
Группа транспортных кораблей типа LCI в проливе Ла-Манш в 1944 году

В Нормандской операции (в частности, в операции «Нептун» флот Великобритании и флот Канады задействовали 958 боевых кораблей из 1213 возможных, а также более 75 % от всех десантных кораблей (всего 4 тысячи). На необорудованном побережье Нормандии была создана большая бухта (или гавань) Малберри, в которую прибывали транспортные корабли и выгружали личный состав, военную технику и припасы. В августе 1944 года ещё одна десантная операция под названием «Драгун» состоялась на юге Франции. Поскольку союзники отбили практически все основные порты стран Европы, оккупированных Германией, роль флота свелась только к сопровождению конвоев и предоставлению огневой поддержки: так, британский флот помогал канадским войскам в битве на Шельде.

#### 1945

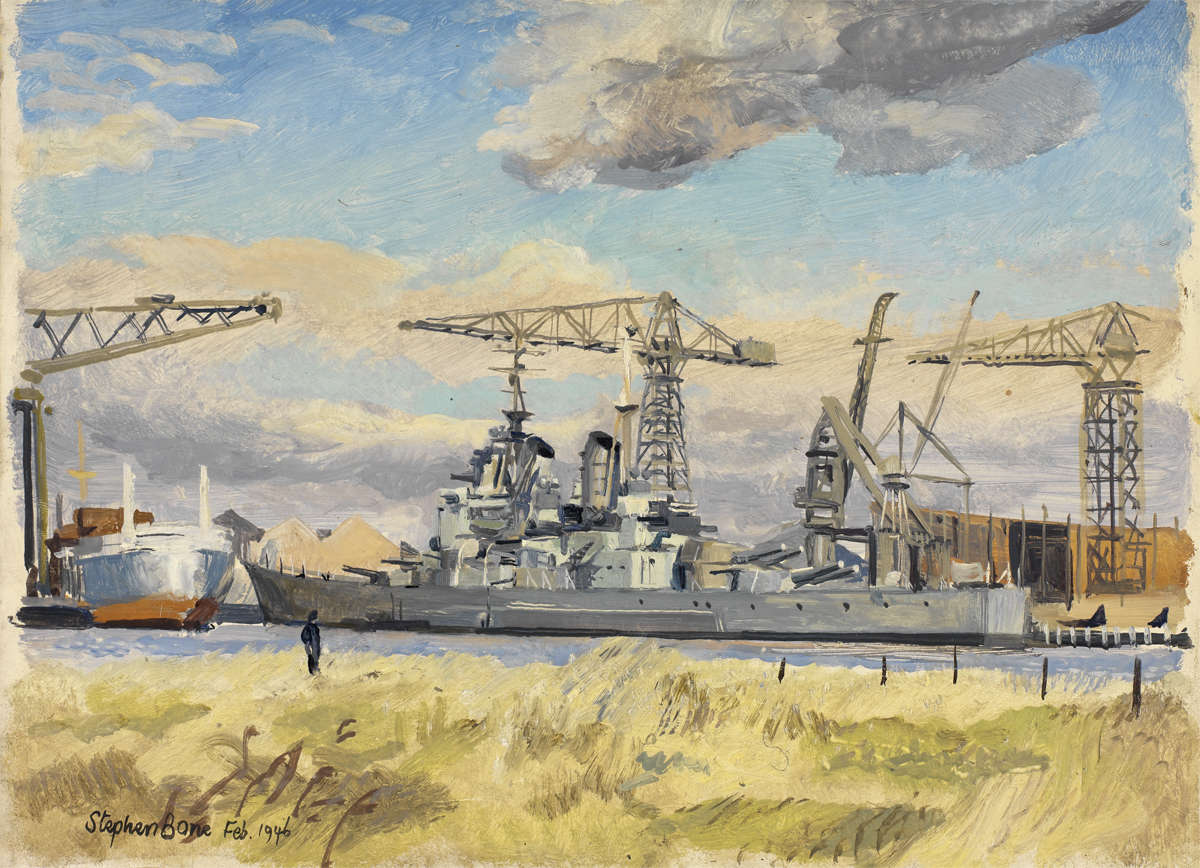
Линкор «Вэнгард» на реке Клайд (1946). Худ. Стивен Бон

Поскольку окончание Второй мировой войны стало зависеть от продвижения сухопутных войск США и Великобритании с запада и РККА с их новыми союзниками с востока, Восточный флот Великобритании был переброшен в Восточную Африку, чтобы не позволить японцам прорваться в Индийский океан и не дать им вести неограниченную подводную войну. Против Японии войну вёл также Тихоокеанский флот. К тому моменту британцы уже понесли ряд потерь: в апреле 1942 года японцами были потоплены три крупных корабля ВМФ Великобритании, «Гермес», «Корнуолл» и «Дорсетшир».
Командующий ВМФ США адмирал флота Эрнест Кинг выступал категорически против переброски Восточного флота Великобритании в Тихий океан, но те продолжили переброску войск. Для этого им понадобилось создать большую систему охраны кораблей, поставки припасов и дозаправки в море. В 1945 году всего 84 больших и малых корабля отправились в Тихий океан, став крупнейшей группировкой британского флота за рубежом. Крупнейшими успехами флота Великобритании на Тихоокеанском театре военных действий стали атака на нефтяные месторождения Суматры, которая оборвала поставку топлива японцам, и прикрытие высадки войск США на Окинаву. Британцы готовы были участвовать и в операции «Даунфол» — высадке на побережье Японских островов, но атомная бомбардировка Хиросимы и Нагасаки и вступление СССР в войну против Японии исключили необходимость вторжения с моря как такового, а заодно и приблизили завершение войны.
К концу Второй мировой войны в составе ВМФ Великобритании из 19 линкоров в строю остались 16, из 80 крейсеров — 62. В строю были ещё 257 эсминцев (50 старых эсминцев были получены от США в обмен на право использовать британские базы ВМС), 52 авианосца (в основном переделанные торговые корабли), 131 подводная лодка и 9 тысяч других кораблей. За всю войну британский флот потерял 350 крупных кораблей и около 1000 малых. Численность личного состава ВМС выросла со 134 тысяч в начале войны до 865 тысяч, а в ходе войны погибло около 51 тысячи моряков. В 1939 году была воссоздана Женская вспомогательная служба ВМС, наибольшая численность которой составляла 74 тысячи человек в 1944 году (женщины выполняли различные административные обязанности, а также обслуживали корабли, но в бой непосредственно не вступали). В 1945 году численность морской пехоты достигла 78 тысяч человек, причём морские пехотинцы приняли участие во всех крупных операциях.

#### Технологии
Символом британского флота в годы Второй мировой войны стали корветы типа «Флауэр», которые были оснащены хорошим артиллерийским вооружением для борьбы с вражескими надводными кораблями (102-мм орудия Mk IX) и авиацией (40-мм пушки Mk II «Пом-пом»), а также бомбомётами нового типа (так называемый «хеджхог») для борьбы против подводных лодок. Эти корветы поставлялись по ленд-лизу разным странам. В составе советского флота оказался в своё время и один британский линкор — «Ройял Соверин», который получил имя «Архангельск».
К концу Первой мировой войны британцы отказались от использования угля в пользу мазута и нефти. За время Второй мировой войны расширилось использование авиации в войне на море, что привело не только к массовому строительству и вводу в эксплуатации авианесущих кораблей, но и установке зенитных орудий на все суда. Из навигационного оборудования, которое внедрили британцы, выделяются гирокомпас (созданный в 1908 году), гидрофон (появился в 1914 году) и сонар (массово устанавливался в 1930-е и 1940-е годы). Развитие беспроводной радиосвязи значительно упростило навигацию для кораблей. Основным оружием для борьбы против подводных лодок стали глубинные бомбы.

## Флот в наши дни (1945—н.в.)

### Первые послевоенные годы (1945—1956)

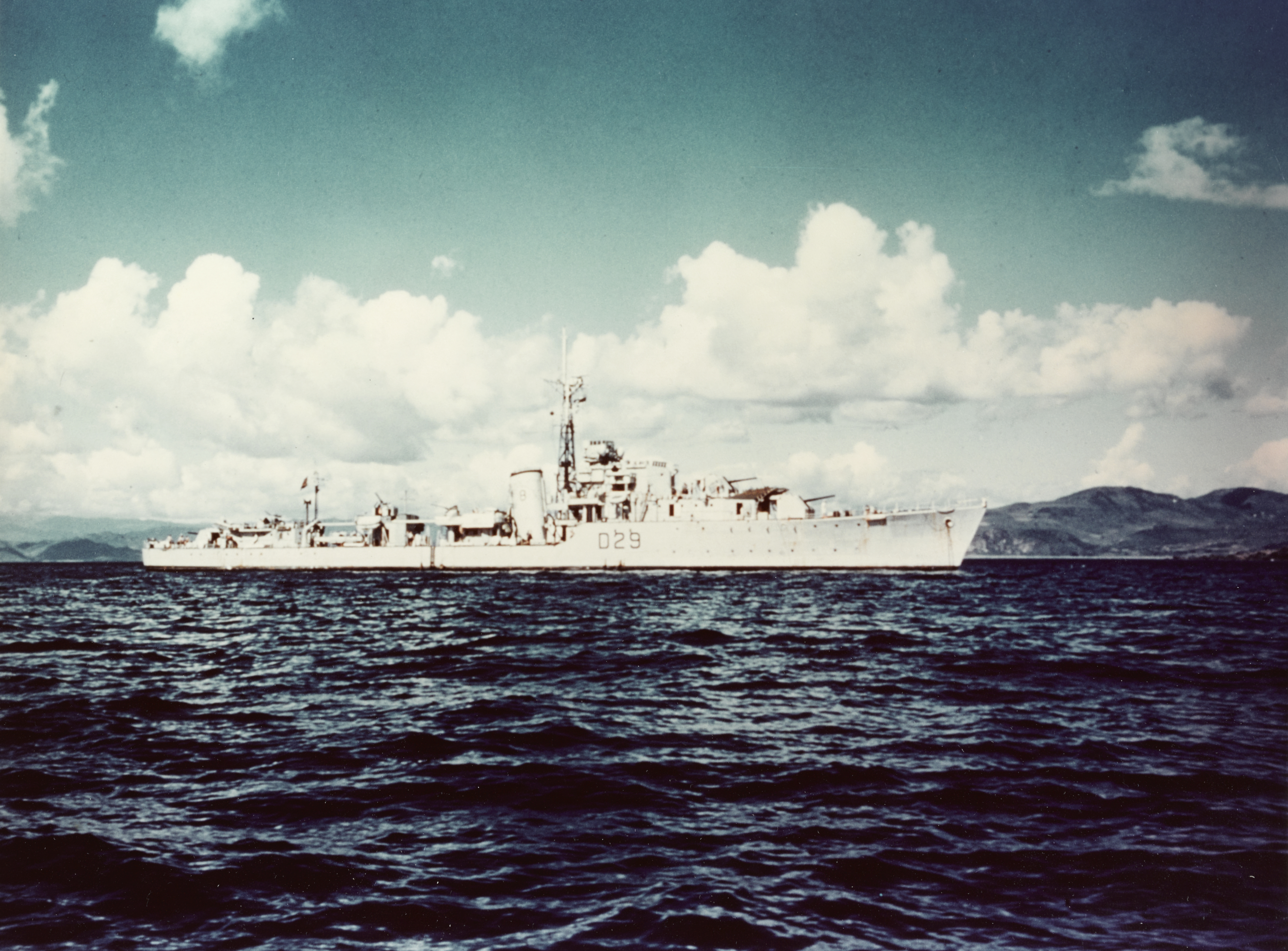
HMS Charity (R29) у побережья Кореи, 1952 год

После завершения Второй мировой войны Великобританию уже перестали признавать как сверхдержаву на фоне США и СССР. Экономические трудности и начало антиколониальных выступлений отразились и на мощи британского флота. Сторонники усиления роли флота рассчитывали на его дальнейшее использование в гипотетическом конфликте против СССР, однако главную роль в обеспечении безопасности Западной Европы и Северной Америки уже начали играть именно США, чей флот по численности был гораздо больше британского и превосходил его по совокупной мощи. В 1946 году британский флот был замешан в серии происшествий в проливе Корфу с участием ВМС Албании. У побережья Албании подорвались на минах корабли «Саумарез» и «Волидж», которые пытались пресечь нелегальную миграцию в Палестину. В 1949 году произошёл инцидент на Янцзы, когда артиллерия Народно-освободительной армии Китая обстреляла британские корабли, что продемонстрировало: мир находится на пороге очередного глобального военного конфликта.
Не менее 6 крупных кораблей (в том числе авианосец) несли активную службу во время Корейской войны, и морская блокада во многом сказалась на скорейшем заключении перемирия. В 1956 году во время Суэцкого кризиса британский флот обеспечивал высадку сухопутных войск. Тем не менее, угроза войны против СССР и антиколониальные выступления изменили роль флота. В 1949 году был образован военный блок НАТО, и в состав Постоянных военно-морских Атлантических сил стали отправляться корабли британского флота: их роль свелась к борьбе против подводных лодок и постановке морских мин, хотя британцы содержали ещё дизель-электрические субмарины. Флот также продолжил свою службу «к востоку от Суэцкого канала», хотя признание независимости Индии и Пакистана в 1947 году свело к минимуму эту роль.

### Холодная война (1956—1990)

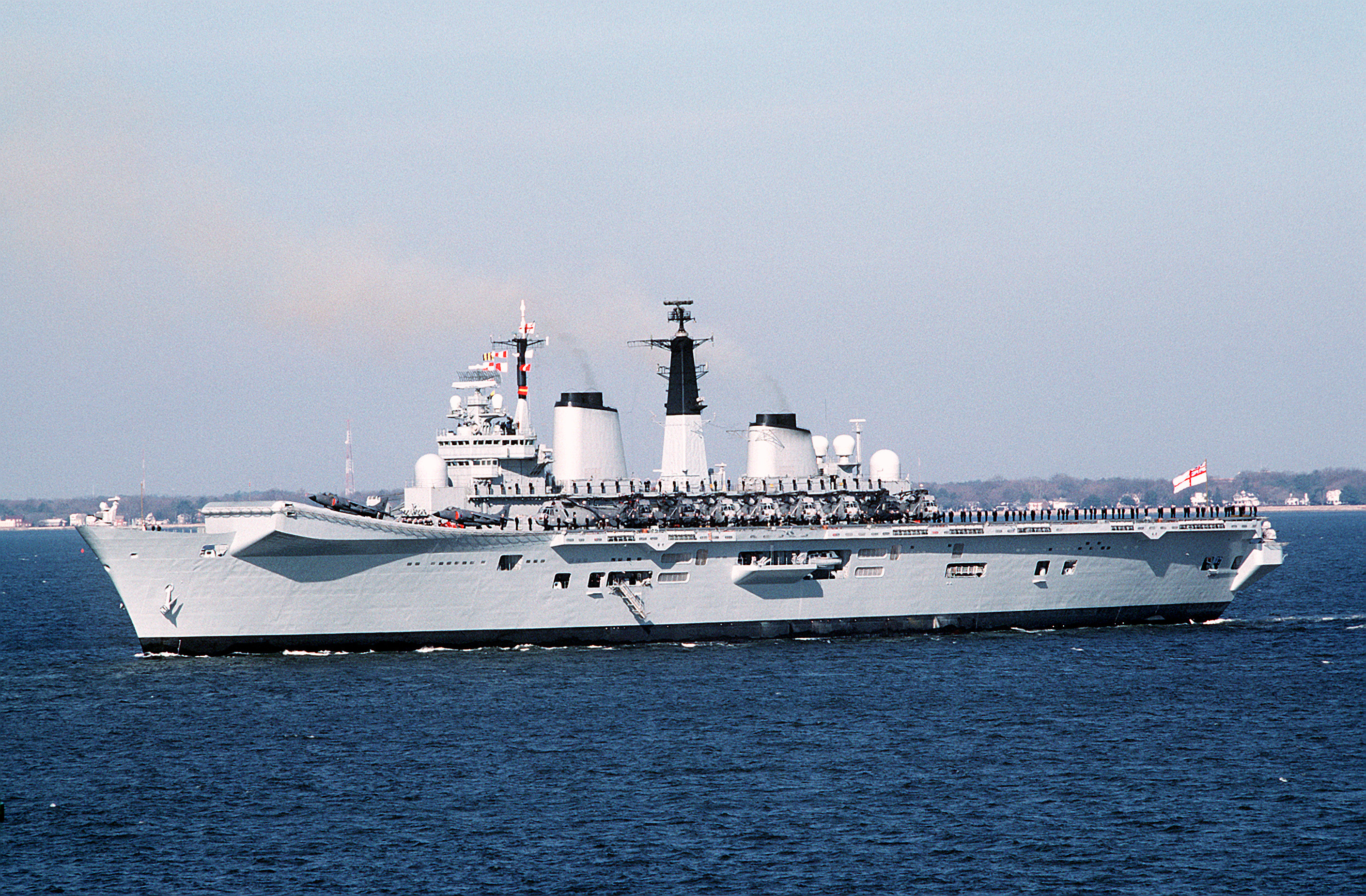
Авианосец «Инвинсибл» одноимённого типа. Списан в 2005 г.

Споры о роли флота продолжались и далее. В 1957 году в «Белой книге обороны» Данкана Сэндиса было заявлено о приоритете ядерного оружия, что поставило под вопрос будущую роль военно-морского флота Великобритании. Но на 1960-е годы приходится рост послевоенного могущества ВМФ Великобритании: два авианосца типа «Одейшес» («Арк Ройял» и «Игл»), перестроенный «Викториус» и ещё четыре авианосца типа «Центавр» сделали британский авианосный флот вторым по мощности после авианосного флота США. Также в распоряжении ВМФ Великобритании были новые фрегаты типа «Линдер» и эсминцы типа «Каунти».
При лорде Луисе Маунтбеттене в 1962 году появилась первая британская атомная подводная лодка «Дредноут», а в 1968 году появился первый атомный ракетный подводный крейсер «Резольюшн», вооружённый американскими баллистическими ракетами «Поларис». Теперь флот стал полностью ответственным за применение британцами ядерного оружия. Однако правительство лейбористов в 1966 году заявило, что Великобритания не может участвовать в крупномасштабных операциях без помощи союзников и что текущий авианосный флот не надо расширять. В знак протеста из парламента ушли Кристофер Мэйхью и первый морской лорд Дэвид Люс, но лейбористы не изменили своего решения. Британцы вынуждены были свернуть проект авианосцев CVA-01 и вывести войска с востока Суэцкого полуострова. Задачи ВМФ Великобритании свелись к исполнению обязанностей в НАТО по ведению борьбы с вражескими подводными лодками и охране авианосных групп ВМС США на Фареро-Исландском рубеже.
Флот регулярно участвовал в разрешении многих кризисов: в 1962 году было предотвращено иракское вторжение в Кувейт, в 1964 году подавлен кризис в Танганьике, с 1964 по 1966 годы флот находился в Индонезии, Патруль Бейры с 1965 года занимался блокадой поставок нефти в Родезии. В Северной Атлантике флот был вовлечён в большой конфликт с Исландией по поводу прав на ловлю рыбы, вошедший в историю как Тресковые войны. ВМФ Великобритании при поддержке буксиров Министерства сельского и рыболовного хозяйства и продовольствия и британских гражданских траулеров трижды ввязывался в столкновения с Исландской береговой охраной с 1958 по 1976 годы, которые по большому счёту были бескровными. Только в 1976 году Великобритания признала исключительные права на 200-мильную зону для ловли рыбы. Также флот занимался охраной британского судоходства во время Ирано-иракской войны. В 1970-е годы планировалось дальнейшее сокращение военно-морского флота, причём основное внимание уделялось «содействию НАТО», а не независимым действиям. В 1981 году министр Кит Спид ушёл в отставку против планов по сохранению всего двух авианосцев и снижения личного состава и рабочей силы до минимума за прошедшие 100 лет. Использовавшаяся с 1963 года база ВМС Чатэм для переоборудования АПЛ была закрыта в 1984 году.
Флот подчинялся с 1964 года Министерству обороны Великобритании, база ВМФ Фослейн открыта в 1968 году. Верфи Портсмута и Девонпорта были модернизированы в 1970-е годы, последняя переделана в базу. С 1980-х управление базами приватизировано.

### Фолклендская война (1982)

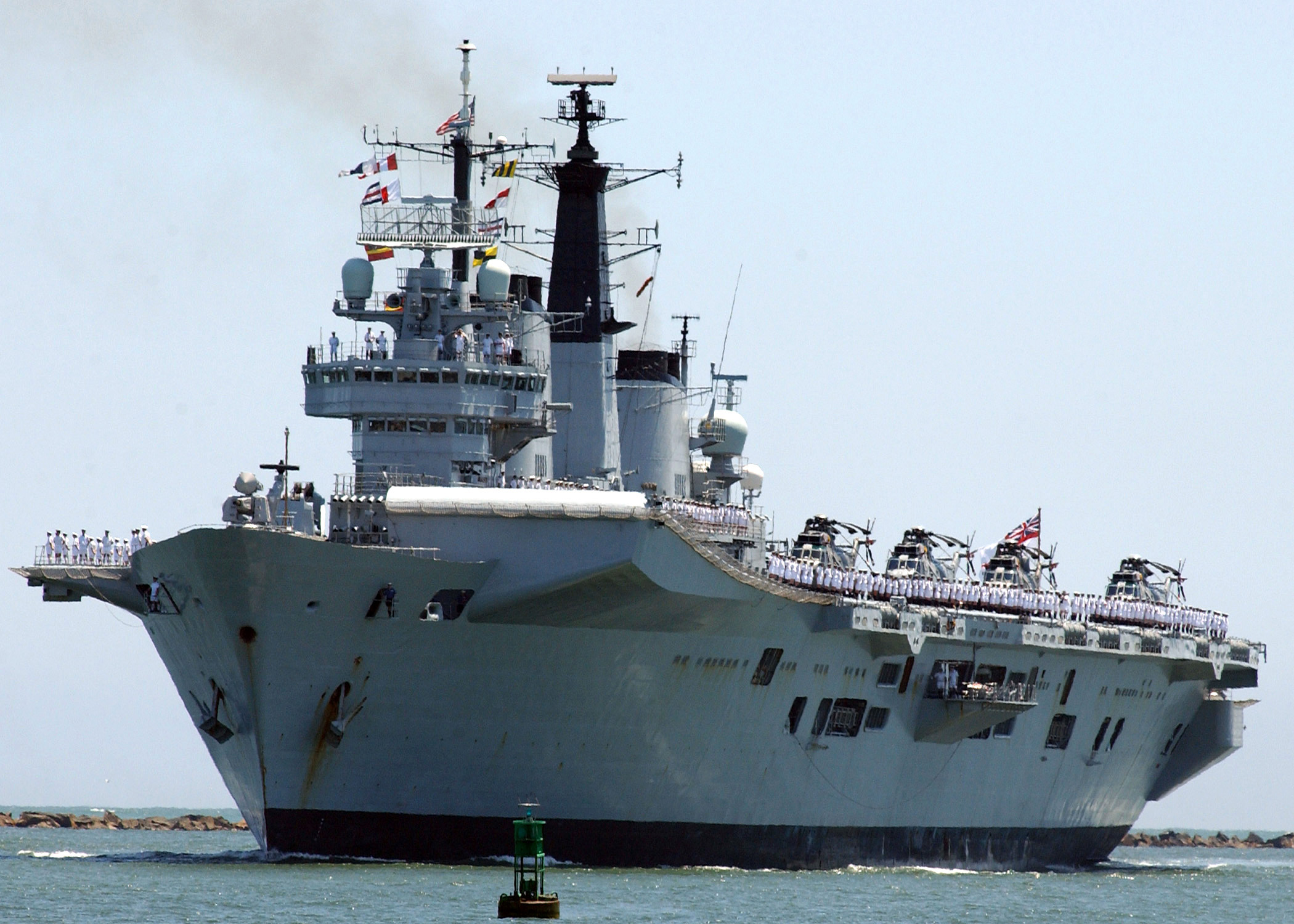
Авианосец «Инвинсибл» во время Фолклендской войны (1983)

Крупнейшей военной операцией с участием королевского ВМФ стала победа над вооружёнными силами Аргентины в Фолклендской войне.
2 апреля 1982 года на Фолклендские острова, которые принадлежат Великобритании, вторглись аргентинские войска и уже спустя 4 дня в Южную Атлантику были направлены силы ВМФ Великобритании при наличии различных боевых кораблей и вспомогательных судов. 25 апреля британский флот отбил остров Южную Георгию, выведя из строя подводную лодку «Санта-Фе» ВМС Аргентины. Флот обстреливал острова, поддерживая британские сухопутные войска в Сан-Карлос-Уотер. 14 июня аргентинцы капитулировали.
В боевых действиях британский флот потерял четыре боевых корабля, а также несколько вспомогательных судов, но сохранил свою мощь на удалении 12 800 км от Великобритании. Атомная подводная лодка «Конкерор» — единственная британская АПЛ, которая уничтожила вражеский корабль при помощи торпед (она потопила крейсер «Генерал Бельграно»). Остатки аргентинского флота пытались уйти в порт, но их там настигла британская авиация, оснащённая ракетами Exocet. Палубные бомбардировщики Sea Harrier и вертолёты обеспечивали защиту британского флота, хотя даже несмотря на множество сбитых аргентинских самолётов, потери в британском флоте случались (так, эсминец «Ковентри» был потоплен аргентинской авиацией 25 мая 1982 года, несмотря на мощную систему ПВО).
Война подчеркнула важность авианосцев и подводных лодок, однако указала на сильную зависимость флота от грузовых кораблей с припасами. Фолклендская война заставила политиков прекратить сокращение британского флота, позволила стабилизировать уровни вооружённых сил и внести изменения в техническое оснащение флота.

### После Фолклендской войны, 1982—н.в.

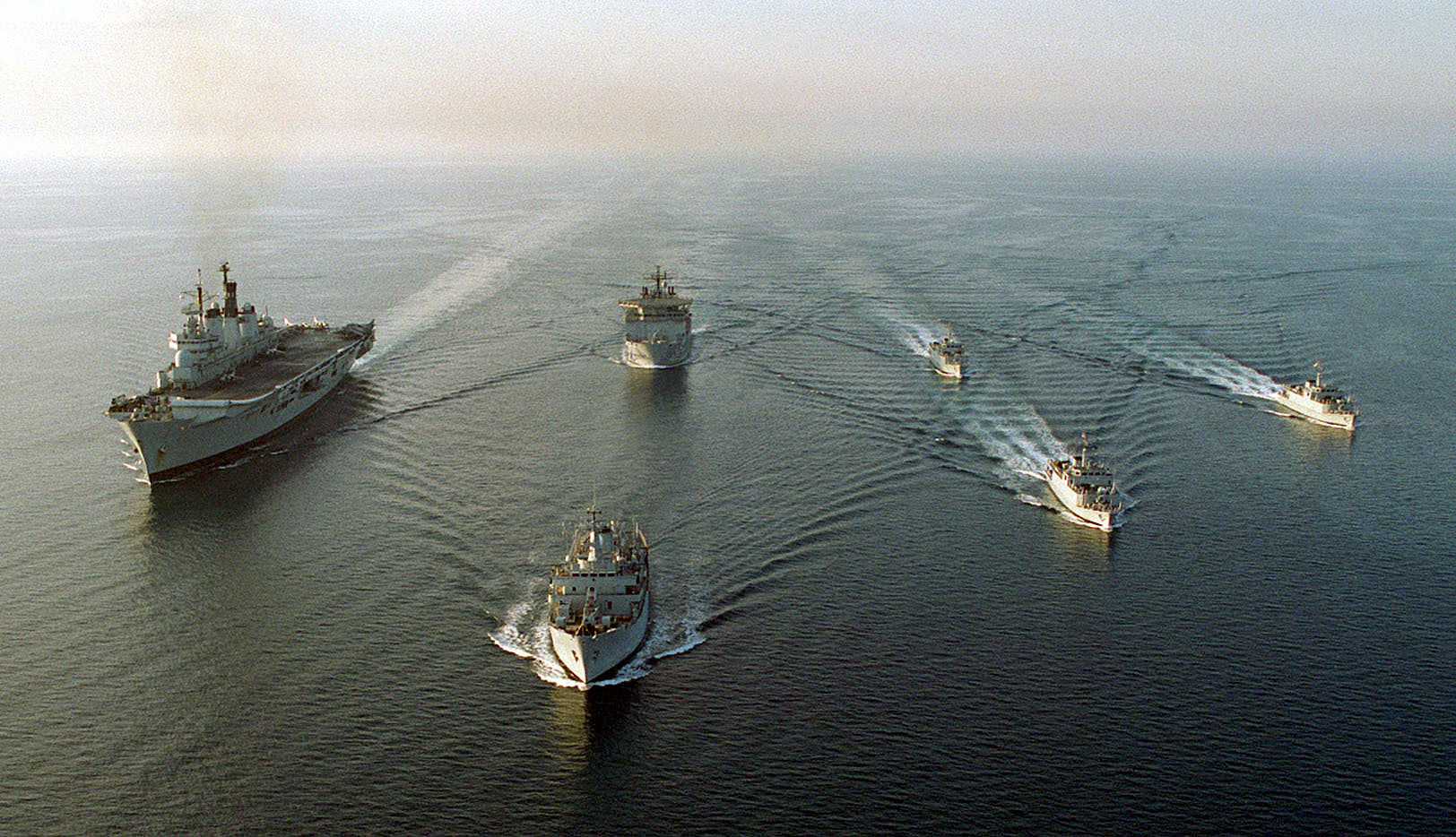
Британский флот в Персидском заливе, 1998 год

В конце Холодной войны британский флот был оснащён тремя авианесущими противолодочными кораблями и серьёзной группировкой фрегатов и эсминцев, чтобы иметь возможности бороться против советских подлодок в Северной Атлантике. Также предпринимались меры по установке противолодочных мин, развивался подводный флот и строились вспомогательные корабли. После прекращения противостояния между СССР и США флот участвовал в войне в Персидском заливе: противокорабельные ракеты Sea Skua активно применялись против флота Ирака и потопили достаточно много кораблей. В 1993 году Женская вспомогательная служба ВМС окончательно слилась с военно-морским флотом, и женщины получили право служить на флоте во всех подразделениях.
«Обзор стратегической обороны» 1998 года и последовавший документ «Обеспечение безопасности в меняющемся мире» 2004 года обещали запустить крупнейшую программу закупок для нужд ВМФ Великобритании со времён окончания Второй мировой войны, чтобы усилить флот и оснастить его всеми самыми современными по меркам XXI века средствами, превратить его из крупнейшей противолочной армады Северной Атлантики в настоящий океанский флот. За исключением нескольких малых кораблей из списков флота последовало сообщение о возможном строительстве двух новых авианосцев.
| Классы кораблей                | Требования                                              | Состояние на 2007 год                |
| ------------------------------ | ------------------------------------------------------- | ------------------------------------ |
| Авианосцы                      | 3 авианосца типа «Инвинсибл» или 2 типа «Куин Элизабет» | 3 авианосца типа «Инвинсибл»         |
| Корабли-амфибии                | 8                                                       | 5 (в том числе вспомогательные суда) |
| Подводные лодки                | 10                                                      | 9                                    |
| Эсминцы и фрегаты              | 32                                                      | 25                                   |
| Минные заградители и тральщики | 22                                                      | 16                                   |

Британский флот участвовал в Иракской войне, обстреливая полуостров Фао и обеспечивая артиллерийскую поддержку королевской морской пехоте. Также подводные лодки «Сплендид» и «Тёрбулент» выпустили большое количество ракет «Томагавк» по объектам на территории Ирака.
В 2004 году иранскими военными на реке Шатт-эль-Араб были задержаны двое британских моряков и шесть морских пехотинцев, которых освободили только через три дня после переговоров Великобритании с Ираном.
В августе 2005 года британцы участвовали в операции по спасению семи российских моряков с глубоководного аппарата АС-28 около Камчатки: аппарат застрял в рыболовецких сетях и три дня не мог оттуда выбраться, но британцы разрезали их при помощи дистанционно управляемой мини-подлодки Scorpio 45.
В 2007 году иранские вооружённые силы задержали фрегат «Корнуолл» в водах Персидского залива и арестовали несколько моряков британского флота и морских пехотинцев, отпустив их через 13 дней.
11 ноября 2008 года британский флот при поддержке российского флота отразил атаку сомалийских пиратов, пытавшихся захватить сухогруз «Пауэрфул» (англ. Powerful), шедший под датским флагом.

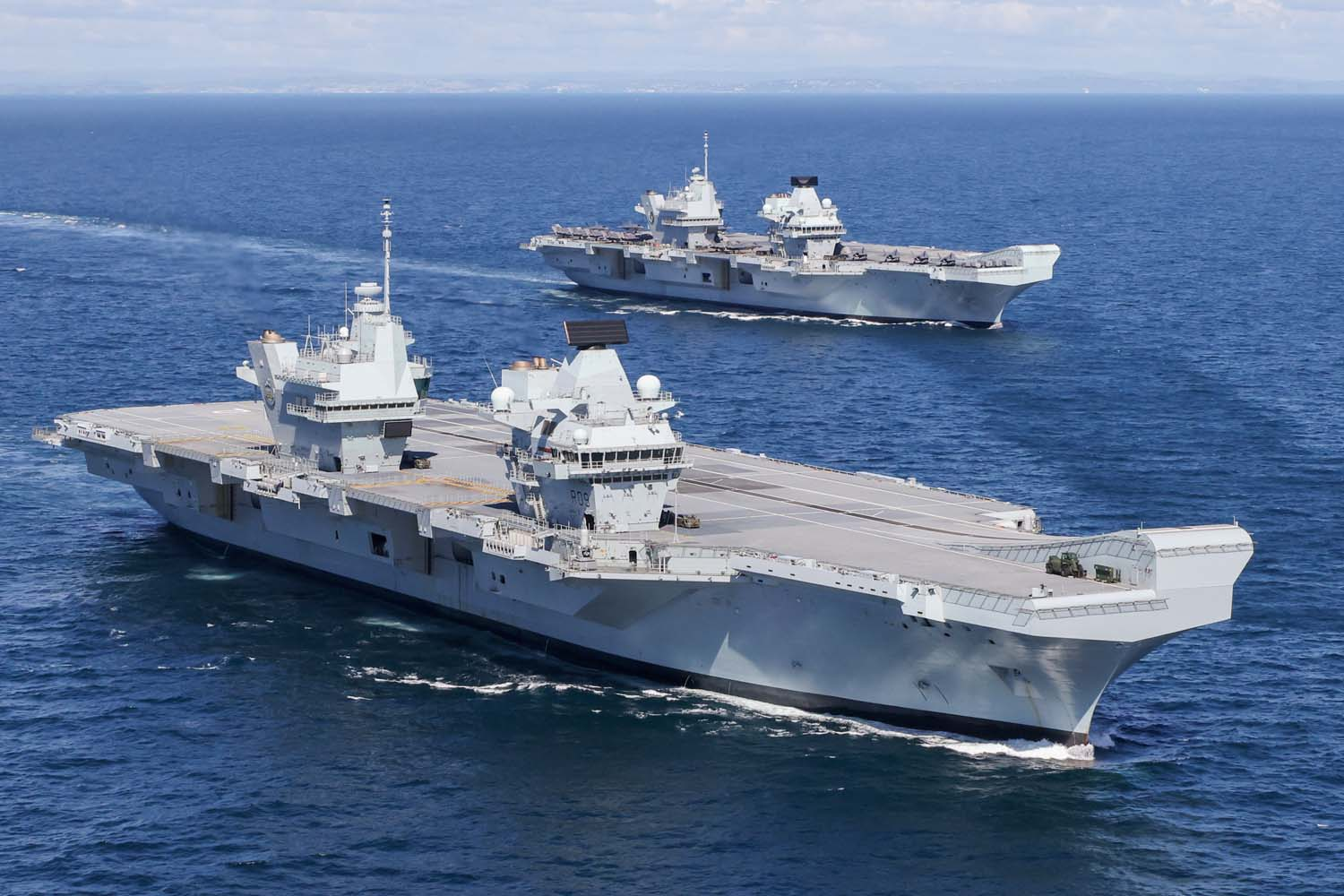
Новейшие британские авианосцы «Куин Элизабет» (2017) и «Принс оф Уэльс» (2019)

В 2011 году британский флот принял участие в интервенции в Ливии. Эсминец «Ливерпуль» в августе 2011 года был обстрелян ливийской береговой батареей, подавил её, а затем обстрелял транспортную колонну сил Каддафи (типа 42).

### Изменения мощи флота
Численность кораблей ВМФ Великобритании снизилась значительно в 1960-е годы, зато это было компенсировано возросшей боеспособностью и новыми технологиями, применяемыми на флоте. Ниже представлена таблица сокращения численности кораблей каждого класса (начиная с 1960-х) годов. Также указаны отдельные типы кораблей и изменение их численности.
| Год  | Подводные лодки | Подводные лодки | Подводные лодки | Подводные лодки | Авианосцы | Авианосцы | Авианосцы | Штурмовые корабли | Надводные корабли | Надводные корабли | Надводные корабли | Надводные корабли | Противоминные суда | Патрульные корабли и лодки | Итого |
| Год  | Итого           | РПКСН           | ПЛАТ            | ПЛ и ППЛ        | Итого     | ТА        | ЛА        | Штурмовые корабли | Итого             | Крейсеры          | Эсминцы           | Фрегаты           | Противоминные суда | Патрульные корабли и лодки | Итого |
| ---- | --------------- | --------------- | --------------- | --------------- | --------- | --------- | --------- | ----------------- | ----------------- | ----------------- | ----------------- | ----------------- | ------------------ | -------------------------- | ----- |
| 1960 | 48              | 0               | 0               | 48              | 9         | 6         | 3         | 0                 | 145               | 6                 | 55                | 84                | ?                  | ?                          | 202   |
| 1965 | 47              | 0               | 1               | 46              | 6         | 4         | 2         | 0                 | 117               | 5                 | 36                | 76                | ?                  | ?                          | 170   |
| 1970 | 42              | 4               | 3               | 35              | 5         | 3         | 2         | 2                 | 97                | 4                 | 19                | 74                | ?                  | ?                          | 146   |
| 1975 | 32              | 4               | 8               | 20              | 3         | 1         | 2         | 2                 | 72                | 2                 | 10                | 60                | 43                 | 14                         | 166   |
| 1980 | 32              | 4               | 11              | 17              | 3         | 0         | 3         | 2                 | 67                | 1                 | 13                | 53                | 36                 | 22                         | 162   |
| 1985 | 33              | 4               | 14              | 15              | 4         | 0         | 4         | 2                 | 56                | 0                 | 15                | 41                | 45                 | 32                         | 172   |
| 1990 | 31              | 4               | 17              | 10              | 3         | 0         | 3         | 2                 | 49                | 0                 | 14                | 35                | 41                 | 34                         | 160   |
| 1995 | 16              | 4               | 12              | 0               | 3         | 0         | 3         | 2                 | 35                | 0                 | 12                | 23                | 18                 | 32                         | 106   |
| 2000 | 16              | 4               | 12              | 0               | 3         | 0         | 3         | 3                 | 32                | 0                 | 11                | 21                | 21                 | 23                         | 98    |
| 2005 | 15              | 4               | 11              | 0               | 3         | 0         | 3         | 2                 | 28                | 0                 | 9                 | 19                | 16                 | 26                         | 90    |
| 2010 | 12              | 4               | 8               | 0               | 3         | 0         | 3         | 3                 | 24                | 0                 | 7                 | 17                | 16                 | 23                         | 78    |
| 2015 | 10              | 4               | 6               | 0               | 0         | 0         | 0         | 3                 | 19                | 0                 | 6                 | 13                | 15                 | 23                         | 70    |

- К патрульным кораблям относится один ледокольный патрульный корабль
- На испытаниях находится подлодка «Артфул»[англ.] типа «Астьют» с конца 2015 года, которая заменит подлодку «Тайрлесс»[англ.] типа «Трафальгар».
- В таблице не учитываются 13 вспомогательных кораблей.

## В кино
- «Трафальгарская битва» (англ. The Battle of Trafalgar) — режиссёр Сидней Бутс (США, 1911), короткометражный документальный.
- «Нельсон: История бессмертного героя британского флота» (англ. Nelson: The Story of England's Immortal Naval Hero) — режиссёр Морис Элви (Великобритания, 1918), немой.
- «Нельсон» (англ. Nelson) — режиссёр Уолтер Саммерс (Великобритания, 1926), немой.
- «Мятеж на Баунти» (англ. Mutiny on the Bounty) — режиссёр Фрэнк Ллойд (США, 1935).
- «Пламя над Англией» (англ. Fire Over England) — режиссёр Уильям К. Хоуард (Великобритания, 1936).
- «Морской ястреб» (англ. The Sea Hawk) — режиссёр Майкл Кёртис (Великобритания, 1940).
- «Леди Гамильтон» (англ. That Hamilton Woman) — режиссёр Александр Корда (США, 1941).
- «Ночное погружение» (англ. We Dive at Dawn) — режиссёр Энтони Эсквит (Великобритания, 1943).
- «Скотт из Антарктики»[англ.] (англ. Scott of the Antarctic) — режиссёр Чарльз Френд (Великобритания, 1948).
- «Морской тиран»[англ.] (англ. Tyrant of the Sea) — режиссёр Лью Лэндерс (США, 1950).
- «Капитан Горацио Хорнблоуэр» (англ. Captain Horatio Hornblower R.N.) — режиссёр Рауль Уолш (Великобритания, 1951).
- «Мятеж»[англ.] (англ. Mutiny) — режиссёр Эдвард Дмитрык (США, 1952).
- «Жестокое море» (англ. The cruel sea) — режиссёр Чарльз Френд (Великобритания, 1953).
- «Королевский моряк»[англ.] (англ. Sailor of the King) — режиссёр Рой Боултинг (Великобритания; США, 1953).
- «Волны над нами» (англ. Above Us the Waves) — режиссёр Лесли Х. Мартинсон (Великобритания, 1955).
- «Битва у Ла-Платы»[англ.] (англ. The Battle of the River Plate) — режиссёры Майкл Пауэлл, Эмерик Прессбургер (Великобритания, 1956).
- «Ключ» (англ. The Key) — режиссёр Кэрол Рид (Великобритания; США, 1958).
- «Невидимый враг. Боевые пловцы» (англ. Silent enemy) — режиссёр Уильям Фэйрчайлд (Великобритания, 1958).
- «Дюнкерк»[англ.] (англ. Dunkirk) — режиссёр Лесли Норман (Великобритания, 1958).
- «Джон Пол Джонс» (англ. John Paul Jones) — режиссёр Джон Фэрроу (США, 1959).
- «Потопить „Бисмарк“!» (англ. Sink the Bismarck!) — режиссёр Гилберт Льюис (Великобритания, 1960).
- «Пушки острова Наварон» (англ. The Guns of Navarone) — режиссёр Джей Ли Томпсон (США; Великобритания, 1961).
- «Билли Бад»[англ.] (англ. Billy Budd) — режиссёр Питер Устинов (Великобритания, 1962).
- «Дерзкий»[англ.] (англ. Damn The Defiant!) — режиссёр Гилберт Льюис (Великобритания, 1962).
- «Мятеж на Баунти» (англ. Mutiny on the Bounty) — режиссёр Льюис Майстоун (США, 1962).
- «Так держать, Джек!»[англ.] (англ. Carry on Jack) — режиссёр Джеральд Томас (Великобритания, 1964).
- «Подводная лодка Икс-1» (англ. Submarine X-1 — режиссёр Уильям Грэм (Великобритания, 1969).
- «Джек Холборн»[англ.] (англ. Jack Holborn) — телесериал режиссёра Зиги Ротемунда (Великобритания; Новая Зеландия; ФРГ, 1982).
- «Баунти» (англ. The Bounty) — режиссёр Роджер Дональдсон (США; Великобритания, 1984).
- «Хорнблоуэр» (англ. Hornblower) — телесериал режиссёра Эндрю Грива (Великобритания, 1998—2003).
- «Долгота» (англ. Longitude) — мини-сериал режиссёра Чарльза Старриджа (Великобритания, 2000).
- «Британник» (англ. Britannic) — режиссёр Брайан Тренчард-Смит (Великобритания; США, 2000).
- «Хозяин морей: На краю земли» (англ. Master and Commander: The Far Side of the World) — режиссёр Уир, Питер (США, 2003).
- «Конвой PQ-17» — телесериал режиссёра Александра Котта (Россия, 2004).
- «Путешествие на край земли» (англ. To the Ends of the Earth) — мини-сериал режиссёра Дэвида Эттвуда (Великобритания, 2005).
- «Хирург Трафальгарской битвы» (англ. Trafalgar Battle Surgeon) — режиссёр Джастин Харди (Великобритания, 2005).
- «Дюнкерк» (англ. Dunkirk) — режиссёр Кристофер Нолан (Великобритания; Франция; США, 2017).
- «Террор» (англ. The Terror) — телесериал режиссёра Дэвида Кайганича (США, 2018).

Помимо перечисленных картин, британский военный флот и его офицеры и матросы фигурируют во многих фильмах о пиратах, выступая, как правило, в качестве их противников и антагонистов.

### Основные источники
- Ballantyne, Iain. Strike From the Sea. — US Naval Institute Press, 2004. — ISBN 978-1591148449.
- Barrow, Geoffrey Wallis Steuart. Robert Bruce and the Community of the Realm of Scotland (англ.). — Edinburgh: Edinburgh University Press, 2005. — ISBN 0-7486-2022-2.
- Brooks, David. Gladstone Centenary Essays: Gladstone's Fourth Administration, 1892–1894, David Bebbington and Roger Swift (eds.) (англ.). — Liverpool University Press, 2000. — ISBN 978-0853239352.
- Coward, Barry. The Cromwellian Protectorate. — Manchester University Press, 2002. — ISBN 978-0-7190-4317-8.
- Day, Lance; McNeil, Ian. Biographical Dictionary of the History of Technology (англ.). — Routledge, 2013. — ISBN 0-203-02829-5.
- Durston, Gregory. The Admiralty Sessions, 1536-1834: Maritime Crime and the Silver Oar (англ.). — Cambridge Scholars Publishing, 2017. — ISBN 9781443873611.
- Fissel, Mark Charles. War and government in Britain, 1598-1650. — Manchester University Press, 1991. — ISBN 0-7190-2887-6.
- Gardiner, Robert; Gray, Randal; Budzbon, Przemyslaw. Conway's All the World's Fighting Ships: 1906–1922 (англ.). — Annapolis: United States Naval Institute, 1984. — ISBN 0-87021-907-3.
- Gardiner, Robert. The Line of Battle: The Sailing Warship 1650-1840 (англ.). — Conway Maritime Press[англ.], 2004. — ISBN 978-0851779546.
- Grantham, John. Iron, as a material for ship-building; being a communication to the Polytechnic society of Liverpool (англ.). — Rare Books, 2012. — ISBN 978-1130800548.
- Harbottle, Thomas Benfield; Bruce, George. Harbottle's Dictionary of Battles. — second. — Granada, 1979. — ISBN 0-246-11103-8.
- Heathcote, Tony. The British Admirals of the Fleet 1734 – 1995 (англ.). — Pen & Sword Ltd, 2002. — ISBN 0-85052-835-6.
- Herwig, Holger H. Luxury Fleet, The Imperial German Navy 1888–1918 (англ.). — London: The Ashfield Press, 1980. — ISBN 0-948660-03-1.
- Kennedy, Paul. The Rise and Fall of Great Powers. — London: Fontana, 1989. — ISBN 978-0049090194.
- Lyon, David. The First Destroyers. — Chatham Publishing, 1996. — ISBN 1-55750-271-4.
- Marley, David. Wars of the Americas, a Chronology of Armed Conflict in the New World, 1492 to the Present (англ.). — ABC-CLIO, 1998. — ISBN 9780874368376.
- Marriott, Leo. Treaty Cruisers: The first international warship building competition (англ.). — Pen & Sword Maritime, Barnsley, 2005. — ISBN 1-84415-188-3.
- Massie, Robert. Dreadnought[англ.]. — Ballantine Books[англ.], 1992. — ISBN 0-345-37556-4.
- Ollard, Richard Lawrence. Pepys: A biography. — Atheneum, 1984. — ISBN 978-0689706790.
- Pemsel, Helmut. Atlas of Naval Warfare. — Arms and Armour Press, 1977. — ISBN 978-0853683513.
- Reid, Stuart. Culloden Moor 1746: The Death of the Jacobite Cause (англ.). — Osprey Publishing, 2002. — Vol. 106. — (Campaign series). — ISBN 1-84176-412-4.
- Rodger, Nicholas. The Command of the Ocean: A Naval History of Britain, 1649–1815 (англ.). — Allen Lane, 2004. — P. 1000. — ISBN 978-0141026909.
- Royle, Charles. The Egyptian Campaigns (1882–1885). — London: Hurst and Blackett[англ.], 1900.
- Savage, Anne. Anglo-Saxon Chronicles. — Tiger Books, 1996. — ISBN 978-1855016866.
- Sondhaus, Lawrence. Naval Warfare, 1815-1914. — New York: Routledge, 2001. — ISBN 978-0415214780.
- Swanton, Michael. Anglo-Saxon Chronicles. — Phoenix Press, 2000. — ISBN 1-842120034.
- Wagner, John. Encyclopedia of the Hundred Years War. — Greenwood Publishing Group, 2006. — ISBN 978-0-313-32736-0.
- Wills, Rebecca. The Jacobites and Russia, 1715-1750. — Dundurn, 2002. — ISBN 1862321426.
- Winfield, Rif. British Warships in the Age of Sail 1603-1714: Design, Construction, Careers and Fates (англ.). — Seaforth, 2009. — ISBN 978-1848320406.

### Дополнительные источники
- Ashworth, William J. Expertise and authority in the Royal Navy, 1800–1945 (англ.). — Journal for Maritime Research, 2014. — P. 103—116.
- Bell, Christopher M. Churchill and Sea Power (англ.). — Oxford University Press, 2012. — ISBN 978-0199693573.
- Davey, James. In Nelson's Wake: The Navy and the Napoleonic Wars (англ.). — Yale University Press, 2016. — ISBN 978-0300200652.
- Farquharson-Roberts, Mike. A History of the Royal Navy: World War I. — B Tauris, 2014. — ISBN 978-1780768380.
- Friel, Ian. The British Museum Maritime History of Britain and Ireland: C.400 – 2001 (англ.). — British Museum Press, 2003. — ISBN 978-0-7141-2718-7.
- Grimes, Shawn T. Strategy and War Planning in the British Navy (англ.). — Boydell, 2012. — ISBN 978-1843836988.
- Hamilton, Charles I. The making of the modern Admiralty: British naval policy-making, 1805–1927 (англ.). — Cambridge University Press, 2011. — ISBN 9780521765183.
- Arthur L. Herman. To Rule the Waves: How the British Navy Shaped the Modern World (англ.). — Harper Perennial[англ.], 2004. — ISBN 978-0060534257.
- Hill, J.R. The Oxford Illustrated History of the Royal Navy (англ.). — Oxford University Press, 1995. — ISBN 978-0198605270.
- Kennedy, Paul. The Rise and Fall of British Naval Mastery (англ.). — Charles Scribner and Sons, 1976. — ISBN 978-0141011554.
- Loades, David. The Making of the Elizabethan Navy 1540–1590: From the Solent to the Armada (англ.). — Boydell and Brewer[англ.], 2009. — ISBN 978-1843834922.
- Marder, Arthur. From the Dreadnought to Scapa Flow: the Royal Navy in the Fisher era, 1904-1919 (англ.). — Oxford University Press, 1961. — ISBN 978-0192151223.
- Lavery, Brian[англ.]. Nelson's Navy: The Ships, Men and Organisation, 1793-1815 (англ.). — United States Naval Institute, 2012. — ISBN 978-1591146124.
- Lavery, Brian[англ.]. Empire of the Seas. — Conway Publishing[англ.], 2009. — ISBN 978-1844861323.
- Rodger, Nicholas[англ.]. The Safeguard of the Sea: A Naval History of Britain 660–1649 (англ.). — HarperCollins, 1997. — Vol. 1. — ISBN 978-0140297249.
- Parkinson, Roger. The Late Victorian Navy: The Pre-Dreadnought Era and the Origins of the First World War (англ.). — Boydell Press[англ.], 2008. — ISBN 978-1843833727.
- Preston, Anthony[англ.]. History of the Royal Navy. — W.H.Smith, 1985. — ISBN 978-0-86124-121-7.
- Redford, Duncan; Grove, Philip D. The Royal Navy: A History since 1900. — London, I. B. Tauris, 2014. — ISBN 978-1780767826.
- Redford, Duncan. A History of the Royal Navy: World War II (англ.). — London, I. B. Tauris, 2014. — ISBN 978-1780765464.
- Robson, Martin. A History of the Royal Navy: The Napoleonic Wars (англ.). — I. B. Tauris, 2014. — ISBN 978-1780765440.
- Willis, Sam. In the Hour of Victory: The Royal Navy at War in the Age of Nelson (англ.). — Atlantic Books[англ.], 2013. — ISBN 978-0857895707.
- Wilson, Ben. Empire of the Deep: The Rise and Fall of the British Navy (англ.). — W&N, 2013. — ISBN 978-0297864080.

### Историография
- Harding, Richard. Review of History of the Royal Navy",  Reviews in History. — doi:10.14296/RiH/2014/1706.
- Higham, John. A Guide to the Sources of British Military History (англ.). — Routledge, 2015.
- Rasor, Eugene L. English/British Naval History to 1815: A Guide to the Literature (англ.). — Westport, Connecticut: Praeger, 2004. — ISBN 978-0313305474.
- Rasor, Eugene L. British Naval History after 1815: A Guide to the Literature (англ.). — New York: Garland, 1990.
- Seligmann, Matthew S. The Renaissance of Pre-First World War Naval History (англ.). — Journal of Strategic Studies, 2013. — P. 454—479.
- Гаврилов С. Н. Английский флот эпохи Тюдоров как государственный институт. — Ростов-на-Дону: Издательство Южного федерального ун-та, 2014. — 202 с. — ISBN 978-5-9275-1367-3.
- Антонов О. С. Британский парусный флот. Корабли «Владычицы морей» XVI—XIX вв.. — М.: Эксмо, 2022. — 176 с. — (Война на море). — ISBN 978-5-04-157665-3.